# Nimcovičova indická obrana
Nimcovičova indická obrana (též zkráceně Nimcovičova indická) (ECO E20-E59) je hypermoderní šachové zahájení ze skupiny indických her charakterizované tahy
1. d4 Jf6 2. c4 e6 3. Jc3 Sb4
Jedná se o běžně hrané zahájení zavřených her, jež je oblíbené i ve světové špičce.

## Historie
První známý doklad o Nimcovičově indické je z partie John Cochrane - Moheschunder Bonnerjee, hrané v Kalkatě roku 1851. Vážně se jí ale začal zabývat až představitel hypermodernismu Aaron Nimcovič, po kterém nese jméno. Hráli ji i mistři světa Alexandr Aljechin, Vasilij Smyslov, Boris Spasskij, Anatolij Karpov, Vladimir Kramnik a Višvanáthan Ánand.

## Strategie
Černý dává do vazby bílého jezdce a tím brání postupu bílého pěšce na e4. Ve středu si černý ponechává možnost přizpůsobit svůj nástup podle odpovědi bílého. Černý může podniknout protiakci aktivně pěšci d5 a c5. Někdy jen c5, kdy po přetažení bílého d4-d5 může vzniknout ve středu blokovaná situace. Občas také černý s nástupem pěšců ve středu i vyčkává a volí fianchetto b6, Sb7. Po výměně černého střelce za bílého jezdce na c3 vzniká také často pozice s dvojpěšcem bílého c3-c4, za kterého má bílý dvojicí střelců.

## Nejhranější varianty

### Varianta s Db3
1. d4 Jf6 2. c4 e6 3. Jc3 Sb4 4. Db3
Se vyskytuje dnes vzácně, oproti variantě s Dc2 nemá bílý kontrolu nad polem e4, černý může zareagovat 4... c5 5. dxc5 Jc6 6. Jf3 Je4 7. Sd2 s vyrovnanou hrou

### Leningradská varianta
1. d4 Jf6 2. c4 e6 3. Jc3 Sb4 4. Sg5
Bílý reaguje vazbou černého jezdce. Po 4... h6 5. Sh4 c5 6. d5 je pozice ve středu částečně zablokovaná a černý se tu může rozhodnout mezi agresivním 5... b5 a hlavním 6... d6 7. e3 Sxc3+ 8. bxc3 e5 9. f3 kde je pro černého lepší nespěchat s rochádou, hra je nejasná.

### Varianta s fianchettem
1. d4 Jf6 2. c4 e6 3. Jc3 Sb4 4. g3 (nejčastěji se vyskytuje s přehozením tahů po 4. Jf3 c5 5. g3) Černý se může rozhodnout mezi 4... d5 po kterém získává hra podobnost s Katalánskými systémy a hlavní odpovědí 4... c5 5. Jf3 cxd4 6. Jxd4 0-0 7. Sg2 d5 8. cxd5 Jxd5 kde se bílý může rozhodnout mezi 9. Sd2 a 9. Db3 hra je v rovnováze

### Sämischova varianta
|   | a | b | c | d | e | f | g | h |   |
| 8 | a8 černý věž · b8 černý jezdec · c8 černý střelec · d8 černý dáma · e8 černý král · h8 černý věž · a7 černý pěšec · b7 černý pěšec · c7 černý pěšec · d7 černý pěšec · f7 černý pěšec · g7 černý pěšec · h7 černý pěšec · e6 černý pěšec · f6 černý jezdec · c4 bílý pěšec · d4 bílý pěšec · a3 bílý pěšec · c3 bílý pěšec · e2 bílý pěšec · f2 bílý pěšec · g2 bílý pěšec · h2 bílý pěšec · a1 bílý věž · c1 bílý střelec · d1 bílý dáma · e1 bílý král · f1 bílý střelec · g1 bílý jezdec · h1 bílý věž | a8 černý věž · b8 černý jezdec · c8 černý střelec · d8 černý dáma · e8 černý král · h8 černý věž · a7 černý pěšec · b7 černý pěšec · c7 černý pěšec · d7 černý pěšec · f7 černý pěšec · g7 černý pěšec · h7 černý pěšec · e6 černý pěšec · f6 černý jezdec · c4 bílý pěšec · d4 bílý pěšec · a3 bílý pěšec · c3 bílý pěšec · e2 bílý pěšec · f2 bílý pěšec · g2 bílý pěšec · h2 bílý pěšec · a1 bílý věž · c1 bílý střelec · d1 bílý dáma · e1 bílý král · f1 bílý střelec · g1 bílý jezdec · h1 bílý věž | a8 černý věž · b8 černý jezdec · c8 černý střelec · d8 černý dáma · e8 černý král · h8 černý věž · a7 černý pěšec · b7 černý pěšec · c7 černý pěšec · d7 černý pěšec · f7 černý pěšec · g7 černý pěšec · h7 černý pěšec · e6 černý pěšec · f6 černý jezdec · c4 bílý pěšec · d4 bílý pěšec · a3 bílý pěšec · c3 bílý pěšec · e2 bílý pěšec · f2 bílý pěšec · g2 bílý pěšec · h2 bílý pěšec · a1 bílý věž · c1 bílý střelec · d1 bílý dáma · e1 bílý král · f1 bílý střelec · g1 bílý jezdec · h1 bílý věž | a8 černý věž · b8 černý jezdec · c8 černý střelec · d8 černý dáma · e8 černý král · h8 černý věž · a7 černý pěšec · b7 černý pěšec · c7 černý pěšec · d7 černý pěšec · f7 černý pěšec · g7 černý pěšec · h7 černý pěšec · e6 černý pěšec · f6 černý jezdec · c4 bílý pěšec · d4 bílý pěšec · a3 bílý pěšec · c3 bílý pěšec · e2 bílý pěšec · f2 bílý pěšec · g2 bílý pěšec · h2 bílý pěšec · a1 bílý věž · c1 bílý střelec · d1 bílý dáma · e1 bílý král · f1 bílý střelec · g1 bílý jezdec · h1 bílý věž | a8 černý věž · b8 černý jezdec · c8 černý střelec · d8 černý dáma · e8 černý král · h8 černý věž · a7 černý pěšec · b7 černý pěšec · c7 černý pěšec · d7 černý pěšec · f7 černý pěšec · g7 černý pěšec · h7 černý pěšec · e6 černý pěšec · f6 černý jezdec · c4 bílý pěšec · d4 bílý pěšec · a3 bílý pěšec · c3 bílý pěšec · e2 bílý pěšec · f2 bílý pěšec · g2 bílý pěšec · h2 bílý pěšec · a1 bílý věž · c1 bílý střelec · d1 bílý dáma · e1 bílý král · f1 bílý střelec · g1 bílý jezdec · h1 bílý věž | a8 černý věž · b8 černý jezdec · c8 černý střelec · d8 černý dáma · e8 černý král · h8 černý věž · a7 černý pěšec · b7 černý pěšec · c7 černý pěšec · d7 černý pěšec · f7 černý pěšec · g7 černý pěšec · h7 černý pěšec · e6 černý pěšec · f6 černý jezdec · c4 bílý pěšec · d4 bílý pěšec · a3 bílý pěšec · c3 bílý pěšec · e2 bílý pěšec · f2 bílý pěšec · g2 bílý pěšec · h2 bílý pěšec · a1 bílý věž · c1 bílý střelec · d1 bílý dáma · e1 bílý král · f1 bílý střelec · g1 bílý jezdec · h1 bílý věž | a8 černý věž · b8 černý jezdec · c8 černý střelec · d8 černý dáma · e8 černý král · h8 černý věž · a7 černý pěšec · b7 černý pěšec · c7 černý pěšec · d7 černý pěšec · f7 černý pěšec · g7 černý pěšec · h7 černý pěšec · e6 černý pěšec · f6 černý jezdec · c4 bílý pěšec · d4 bílý pěšec · a3 bílý pěšec · c3 bílý pěšec · e2 bílý pěšec · f2 bílý pěšec · g2 bílý pěšec · h2 bílý pěšec · a1 bílý věž · c1 bílý střelec · d1 bílý dáma · e1 bílý král · f1 bílý střelec · g1 bílý jezdec · h1 bílý věž | a8 černý věž · b8 černý jezdec · c8 černý střelec · d8 černý dáma · e8 černý král · h8 černý věž · a7 černý pěšec · b7 černý pěšec · c7 černý pěšec · d7 černý pěšec · f7 černý pěšec · g7 černý pěšec · h7 černý pěšec · e6 černý pěšec · f6 černý jezdec · c4 bílý pěšec · d4 bílý pěšec · a3 bílý pěšec · c3 bílý pěšec · e2 bílý pěšec · f2 bílý pěšec · g2 bílý pěšec · h2 bílý pěšec · a1 bílý věž · c1 bílý střelec · d1 bílý dáma · e1 bílý král · f1 bílý střelec · g1 bílý jezdec · h1 bílý věž | 8 |
| 7 | a8 černý věž · b8 černý jezdec · c8 černý střelec · d8 černý dáma · e8 černý král · h8 černý věž · a7 černý pěšec · b7 černý pěšec · c7 černý pěšec · d7 černý pěšec · f7 černý pěšec · g7 černý pěšec · h7 černý pěšec · e6 černý pěšec · f6 černý jezdec · c4 bílý pěšec · d4 bílý pěšec · a3 bílý pěšec · c3 bílý pěšec · e2 bílý pěšec · f2 bílý pěšec · g2 bílý pěšec · h2 bílý pěšec · a1 bílý věž · c1 bílý střelec · d1 bílý dáma · e1 bílý král · f1 bílý střelec · g1 bílý jezdec · h1 bílý věž | a8 černý věž · b8 černý jezdec · c8 černý střelec · d8 černý dáma · e8 černý král · h8 černý věž · a7 černý pěšec · b7 černý pěšec · c7 černý pěšec · d7 černý pěšec · f7 černý pěšec · g7 černý pěšec · h7 černý pěšec · e6 černý pěšec · f6 černý jezdec · c4 bílý pěšec · d4 bílý pěšec · a3 bílý pěšec · c3 bílý pěšec · e2 bílý pěšec · f2 bílý pěšec · g2 bílý pěšec · h2 bílý pěšec · a1 bílý věž · c1 bílý střelec · d1 bílý dáma · e1 bílý král · f1 bílý střelec · g1 bílý jezdec · h1 bílý věž | a8 černý věž · b8 černý jezdec · c8 černý střelec · d8 černý dáma · e8 černý král · h8 černý věž · a7 černý pěšec · b7 černý pěšec · c7 černý pěšec · d7 černý pěšec · f7 černý pěšec · g7 černý pěšec · h7 černý pěšec · e6 černý pěšec · f6 černý jezdec · c4 bílý pěšec · d4 bílý pěšec · a3 bílý pěšec · c3 bílý pěšec · e2 bílý pěšec · f2 bílý pěšec · g2 bílý pěšec · h2 bílý pěšec · a1 bílý věž · c1 bílý střelec · d1 bílý dáma · e1 bílý král · f1 bílý střelec · g1 bílý jezdec · h1 bílý věž | a8 černý věž · b8 černý jezdec · c8 černý střelec · d8 černý dáma · e8 černý král · h8 černý věž · a7 černý pěšec · b7 černý pěšec · c7 černý pěšec · d7 černý pěšec · f7 černý pěšec · g7 černý pěšec · h7 černý pěšec · e6 černý pěšec · f6 černý jezdec · c4 bílý pěšec · d4 bílý pěšec · a3 bílý pěšec · c3 bílý pěšec · e2 bílý pěšec · f2 bílý pěšec · g2 bílý pěšec · h2 bílý pěšec · a1 bílý věž · c1 bílý střelec · d1 bílý dáma · e1 bílý král · f1 bílý střelec · g1 bílý jezdec · h1 bílý věž | a8 černý věž · b8 černý jezdec · c8 černý střelec · d8 černý dáma · e8 černý král · h8 černý věž · a7 černý pěšec · b7 černý pěšec · c7 černý pěšec · d7 černý pěšec · f7 černý pěšec · g7 černý pěšec · h7 černý pěšec · e6 černý pěšec · f6 černý jezdec · c4 bílý pěšec · d4 bílý pěšec · a3 bílý pěšec · c3 bílý pěšec · e2 bílý pěšec · f2 bílý pěšec · g2 bílý pěšec · h2 bílý pěšec · a1 bílý věž · c1 bílý střelec · d1 bílý dáma · e1 bílý král · f1 bílý střelec · g1 bílý jezdec · h1 bílý věž | a8 černý věž · b8 černý jezdec · c8 černý střelec · d8 černý dáma · e8 černý král · h8 černý věž · a7 černý pěšec · b7 černý pěšec · c7 černý pěšec · d7 černý pěšec · f7 černý pěšec · g7 černý pěšec · h7 černý pěšec · e6 černý pěšec · f6 černý jezdec · c4 bílý pěšec · d4 bílý pěšec · a3 bílý pěšec · c3 bílý pěšec · e2 bílý pěšec · f2 bílý pěšec · g2 bílý pěšec · h2 bílý pěšec · a1 bílý věž · c1 bílý střelec · d1 bílý dáma · e1 bílý král · f1 bílý střelec · g1 bílý jezdec · h1 bílý věž | a8 černý věž · b8 černý jezdec · c8 černý střelec · d8 černý dáma · e8 černý král · h8 černý věž · a7 černý pěšec · b7 černý pěšec · c7 černý pěšec · d7 černý pěšec · f7 černý pěšec · g7 černý pěšec · h7 černý pěšec · e6 černý pěšec · f6 černý jezdec · c4 bílý pěšec · d4 bílý pěšec · a3 bílý pěšec · c3 bílý pěšec · e2 bílý pěšec · f2 bílý pěšec · g2 bílý pěšec · h2 bílý pěšec · a1 bílý věž · c1 bílý střelec · d1 bílý dáma · e1 bílý král · f1 bílý střelec · g1 bílý jezdec · h1 bílý věž | a8 černý věž · b8 černý jezdec · c8 černý střelec · d8 černý dáma · e8 černý král · h8 černý věž · a7 černý pěšec · b7 černý pěšec · c7 černý pěšec · d7 černý pěšec · f7 černý pěšec · g7 černý pěšec · h7 černý pěšec · e6 černý pěšec · f6 černý jezdec · c4 bílý pěšec · d4 bílý pěšec · a3 bílý pěšec · c3 bílý pěšec · e2 bílý pěšec · f2 bílý pěšec · g2 bílý pěšec · h2 bílý pěšec · a1 bílý věž · c1 bílý střelec · d1 bílý dáma · e1 bílý král · f1 bílý střelec · g1 bílý jezdec · h1 bílý věž | 7 |
| 6 | a8 černý věž · b8 černý jezdec · c8 černý střelec · d8 černý dáma · e8 černý král · h8 černý věž · a7 černý pěšec · b7 černý pěšec · c7 černý pěšec · d7 černý pěšec · f7 černý pěšec · g7 černý pěšec · h7 černý pěšec · e6 černý pěšec · f6 černý jezdec · c4 bílý pěšec · d4 bílý pěšec · a3 bílý pěšec · c3 bílý pěšec · e2 bílý pěšec · f2 bílý pěšec · g2 bílý pěšec · h2 bílý pěšec · a1 bílý věž · c1 bílý střelec · d1 bílý dáma · e1 bílý král · f1 bílý střelec · g1 bílý jezdec · h1 bílý věž | a8 černý věž · b8 černý jezdec · c8 černý střelec · d8 černý dáma · e8 černý král · h8 černý věž · a7 černý pěšec · b7 černý pěšec · c7 černý pěšec · d7 černý pěšec · f7 černý pěšec · g7 černý pěšec · h7 černý pěšec · e6 černý pěšec · f6 černý jezdec · c4 bílý pěšec · d4 bílý pěšec · a3 bílý pěšec · c3 bílý pěšec · e2 bílý pěšec · f2 bílý pěšec · g2 bílý pěšec · h2 bílý pěšec · a1 bílý věž · c1 bílý střelec · d1 bílý dáma · e1 bílý král · f1 bílý střelec · g1 bílý jezdec · h1 bílý věž | a8 černý věž · b8 černý jezdec · c8 černý střelec · d8 černý dáma · e8 černý král · h8 černý věž · a7 černý pěšec · b7 černý pěšec · c7 černý pěšec · d7 černý pěšec · f7 černý pěšec · g7 černý pěšec · h7 černý pěšec · e6 černý pěšec · f6 černý jezdec · c4 bílý pěšec · d4 bílý pěšec · a3 bílý pěšec · c3 bílý pěšec · e2 bílý pěšec · f2 bílý pěšec · g2 bílý pěšec · h2 bílý pěšec · a1 bílý věž · c1 bílý střelec · d1 bílý dáma · e1 bílý král · f1 bílý střelec · g1 bílý jezdec · h1 bílý věž | a8 černý věž · b8 černý jezdec · c8 černý střelec · d8 černý dáma · e8 černý král · h8 černý věž · a7 černý pěšec · b7 černý pěšec · c7 černý pěšec · d7 černý pěšec · f7 černý pěšec · g7 černý pěšec · h7 černý pěšec · e6 černý pěšec · f6 černý jezdec · c4 bílý pěšec · d4 bílý pěšec · a3 bílý pěšec · c3 bílý pěšec · e2 bílý pěšec · f2 bílý pěšec · g2 bílý pěšec · h2 bílý pěšec · a1 bílý věž · c1 bílý střelec · d1 bílý dáma · e1 bílý král · f1 bílý střelec · g1 bílý jezdec · h1 bílý věž | a8 černý věž · b8 černý jezdec · c8 černý střelec · d8 černý dáma · e8 černý král · h8 černý věž · a7 černý pěšec · b7 černý pěšec · c7 černý pěšec · d7 černý pěšec · f7 černý pěšec · g7 černý pěšec · h7 černý pěšec · e6 černý pěšec · f6 černý jezdec · c4 bílý pěšec · d4 bílý pěšec · a3 bílý pěšec · c3 bílý pěšec · e2 bílý pěšec · f2 bílý pěšec · g2 bílý pěšec · h2 bílý pěšec · a1 bílý věž · c1 bílý střelec · d1 bílý dáma · e1 bílý král · f1 bílý střelec · g1 bílý jezdec · h1 bílý věž | a8 černý věž · b8 černý jezdec · c8 černý střelec · d8 černý dáma · e8 černý král · h8 černý věž · a7 černý pěšec · b7 černý pěšec · c7 černý pěšec · d7 černý pěšec · f7 černý pěšec · g7 černý pěšec · h7 černý pěšec · e6 černý pěšec · f6 černý jezdec · c4 bílý pěšec · d4 bílý pěšec · a3 bílý pěšec · c3 bílý pěšec · e2 bílý pěšec · f2 bílý pěšec · g2 bílý pěšec · h2 bílý pěšec · a1 bílý věž · c1 bílý střelec · d1 bílý dáma · e1 bílý král · f1 bílý střelec · g1 bílý jezdec · h1 bílý věž | a8 černý věž · b8 černý jezdec · c8 černý střelec · d8 černý dáma · e8 černý král · h8 černý věž · a7 černý pěšec · b7 černý pěšec · c7 černý pěšec · d7 černý pěšec · f7 černý pěšec · g7 černý pěšec · h7 černý pěšec · e6 černý pěšec · f6 černý jezdec · c4 bílý pěšec · d4 bílý pěšec · a3 bílý pěšec · c3 bílý pěšec · e2 bílý pěšec · f2 bílý pěšec · g2 bílý pěšec · h2 bílý pěšec · a1 bílý věž · c1 bílý střelec · d1 bílý dáma · e1 bílý král · f1 bílý střelec · g1 bílý jezdec · h1 bílý věž | a8 černý věž · b8 černý jezdec · c8 černý střelec · d8 černý dáma · e8 černý král · h8 černý věž · a7 černý pěšec · b7 černý pěšec · c7 černý pěšec · d7 černý pěšec · f7 černý pěšec · g7 černý pěšec · h7 černý pěšec · e6 černý pěšec · f6 černý jezdec · c4 bílý pěšec · d4 bílý pěšec · a3 bílý pěšec · c3 bílý pěšec · e2 bílý pěšec · f2 bílý pěšec · g2 bílý pěšec · h2 bílý pěšec · a1 bílý věž · c1 bílý střelec · d1 bílý dáma · e1 bílý král · f1 bílý střelec · g1 bílý jezdec · h1 bílý věž | 6 |
| 5 | a8 černý věž · b8 černý jezdec · c8 černý střelec · d8 černý dáma · e8 černý král · h8 černý věž · a7 černý pěšec · b7 černý pěšec · c7 černý pěšec · d7 černý pěšec · f7 černý pěšec · g7 černý pěšec · h7 černý pěšec · e6 černý pěšec · f6 černý jezdec · c4 bílý pěšec · d4 bílý pěšec · a3 bílý pěšec · c3 bílý pěšec · e2 bílý pěšec · f2 bílý pěšec · g2 bílý pěšec · h2 bílý pěšec · a1 bílý věž · c1 bílý střelec · d1 bílý dáma · e1 bílý král · f1 bílý střelec · g1 bílý jezdec · h1 bílý věž | a8 černý věž · b8 černý jezdec · c8 černý střelec · d8 černý dáma · e8 černý král · h8 černý věž · a7 černý pěšec · b7 černý pěšec · c7 černý pěšec · d7 černý pěšec · f7 černý pěšec · g7 černý pěšec · h7 černý pěšec · e6 černý pěšec · f6 černý jezdec · c4 bílý pěšec · d4 bílý pěšec · a3 bílý pěšec · c3 bílý pěšec · e2 bílý pěšec · f2 bílý pěšec · g2 bílý pěšec · h2 bílý pěšec · a1 bílý věž · c1 bílý střelec · d1 bílý dáma · e1 bílý král · f1 bílý střelec · g1 bílý jezdec · h1 bílý věž | a8 černý věž · b8 černý jezdec · c8 černý střelec · d8 černý dáma · e8 černý král · h8 černý věž · a7 černý pěšec · b7 černý pěšec · c7 černý pěšec · d7 černý pěšec · f7 černý pěšec · g7 černý pěšec · h7 černý pěšec · e6 černý pěšec · f6 černý jezdec · c4 bílý pěšec · d4 bílý pěšec · a3 bílý pěšec · c3 bílý pěšec · e2 bílý pěšec · f2 bílý pěšec · g2 bílý pěšec · h2 bílý pěšec · a1 bílý věž · c1 bílý střelec · d1 bílý dáma · e1 bílý král · f1 bílý střelec · g1 bílý jezdec · h1 bílý věž | a8 černý věž · b8 černý jezdec · c8 černý střelec · d8 černý dáma · e8 černý král · h8 černý věž · a7 černý pěšec · b7 černý pěšec · c7 černý pěšec · d7 černý pěšec · f7 černý pěšec · g7 černý pěšec · h7 černý pěšec · e6 černý pěšec · f6 černý jezdec · c4 bílý pěšec · d4 bílý pěšec · a3 bílý pěšec · c3 bílý pěšec · e2 bílý pěšec · f2 bílý pěšec · g2 bílý pěšec · h2 bílý pěšec · a1 bílý věž · c1 bílý střelec · d1 bílý dáma · e1 bílý král · f1 bílý střelec · g1 bílý jezdec · h1 bílý věž | a8 černý věž · b8 černý jezdec · c8 černý střelec · d8 černý dáma · e8 černý král · h8 černý věž · a7 černý pěšec · b7 černý pěšec · c7 černý pěšec · d7 černý pěšec · f7 černý pěšec · g7 černý pěšec · h7 černý pěšec · e6 černý pěšec · f6 černý jezdec · c4 bílý pěšec · d4 bílý pěšec · a3 bílý pěšec · c3 bílý pěšec · e2 bílý pěšec · f2 bílý pěšec · g2 bílý pěšec · h2 bílý pěšec · a1 bílý věž · c1 bílý střelec · d1 bílý dáma · e1 bílý král · f1 bílý střelec · g1 bílý jezdec · h1 bílý věž | a8 černý věž · b8 černý jezdec · c8 černý střelec · d8 černý dáma · e8 černý král · h8 černý věž · a7 černý pěšec · b7 černý pěšec · c7 černý pěšec · d7 černý pěšec · f7 černý pěšec · g7 černý pěšec · h7 černý pěšec · e6 černý pěšec · f6 černý jezdec · c4 bílý pěšec · d4 bílý pěšec · a3 bílý pěšec · c3 bílý pěšec · e2 bílý pěšec · f2 bílý pěšec · g2 bílý pěšec · h2 bílý pěšec · a1 bílý věž · c1 bílý střelec · d1 bílý dáma · e1 bílý král · f1 bílý střelec · g1 bílý jezdec · h1 bílý věž | a8 černý věž · b8 černý jezdec · c8 černý střelec · d8 černý dáma · e8 černý král · h8 černý věž · a7 černý pěšec · b7 černý pěšec · c7 černý pěšec · d7 černý pěšec · f7 černý pěšec · g7 černý pěšec · h7 černý pěšec · e6 černý pěšec · f6 černý jezdec · c4 bílý pěšec · d4 bílý pěšec · a3 bílý pěšec · c3 bílý pěšec · e2 bílý pěšec · f2 bílý pěšec · g2 bílý pěšec · h2 bílý pěšec · a1 bílý věž · c1 bílý střelec · d1 bílý dáma · e1 bílý král · f1 bílý střelec · g1 bílý jezdec · h1 bílý věž | a8 černý věž · b8 černý jezdec · c8 černý střelec · d8 černý dáma · e8 černý král · h8 černý věž · a7 černý pěšec · b7 černý pěšec · c7 černý pěšec · d7 černý pěšec · f7 černý pěšec · g7 černý pěšec · h7 černý pěšec · e6 černý pěšec · f6 černý jezdec · c4 bílý pěšec · d4 bílý pěšec · a3 bílý pěšec · c3 bílý pěšec · e2 bílý pěšec · f2 bílý pěšec · g2 bílý pěšec · h2 bílý pěšec · a1 bílý věž · c1 bílý střelec · d1 bílý dáma · e1 bílý král · f1 bílý střelec · g1 bílý jezdec · h1 bílý věž | 5 |
| 4 | a8 černý věž · b8 černý jezdec · c8 černý střelec · d8 černý dáma · e8 černý král · h8 černý věž · a7 černý pěšec · b7 černý pěšec · c7 černý pěšec · d7 černý pěšec · f7 černý pěšec · g7 černý pěšec · h7 černý pěšec · e6 černý pěšec · f6 černý jezdec · c4 bílý pěšec · d4 bílý pěšec · a3 bílý pěšec · c3 bílý pěšec · e2 bílý pěšec · f2 bílý pěšec · g2 bílý pěšec · h2 bílý pěšec · a1 bílý věž · c1 bílý střelec · d1 bílý dáma · e1 bílý král · f1 bílý střelec · g1 bílý jezdec · h1 bílý věž | a8 černý věž · b8 černý jezdec · c8 černý střelec · d8 černý dáma · e8 černý král · h8 černý věž · a7 černý pěšec · b7 černý pěšec · c7 černý pěšec · d7 černý pěšec · f7 černý pěšec · g7 černý pěšec · h7 černý pěšec · e6 černý pěšec · f6 černý jezdec · c4 bílý pěšec · d4 bílý pěšec · a3 bílý pěšec · c3 bílý pěšec · e2 bílý pěšec · f2 bílý pěšec · g2 bílý pěšec · h2 bílý pěšec · a1 bílý věž · c1 bílý střelec · d1 bílý dáma · e1 bílý král · f1 bílý střelec · g1 bílý jezdec · h1 bílý věž | a8 černý věž · b8 černý jezdec · c8 černý střelec · d8 černý dáma · e8 černý král · h8 černý věž · a7 černý pěšec · b7 černý pěšec · c7 černý pěšec · d7 černý pěšec · f7 černý pěšec · g7 černý pěšec · h7 černý pěšec · e6 černý pěšec · f6 černý jezdec · c4 bílý pěšec · d4 bílý pěšec · a3 bílý pěšec · c3 bílý pěšec · e2 bílý pěšec · f2 bílý pěšec · g2 bílý pěšec · h2 bílý pěšec · a1 bílý věž · c1 bílý střelec · d1 bílý dáma · e1 bílý král · f1 bílý střelec · g1 bílý jezdec · h1 bílý věž | a8 černý věž · b8 černý jezdec · c8 černý střelec · d8 černý dáma · e8 černý král · h8 černý věž · a7 černý pěšec · b7 černý pěšec · c7 černý pěšec · d7 černý pěšec · f7 černý pěšec · g7 černý pěšec · h7 černý pěšec · e6 černý pěšec · f6 černý jezdec · c4 bílý pěšec · d4 bílý pěšec · a3 bílý pěšec · c3 bílý pěšec · e2 bílý pěšec · f2 bílý pěšec · g2 bílý pěšec · h2 bílý pěšec · a1 bílý věž · c1 bílý střelec · d1 bílý dáma · e1 bílý král · f1 bílý střelec · g1 bílý jezdec · h1 bílý věž | a8 černý věž · b8 černý jezdec · c8 černý střelec · d8 černý dáma · e8 černý král · h8 černý věž · a7 černý pěšec · b7 černý pěšec · c7 černý pěšec · d7 černý pěšec · f7 černý pěšec · g7 černý pěšec · h7 černý pěšec · e6 černý pěšec · f6 černý jezdec · c4 bílý pěšec · d4 bílý pěšec · a3 bílý pěšec · c3 bílý pěšec · e2 bílý pěšec · f2 bílý pěšec · g2 bílý pěšec · h2 bílý pěšec · a1 bílý věž · c1 bílý střelec · d1 bílý dáma · e1 bílý král · f1 bílý střelec · g1 bílý jezdec · h1 bílý věž | a8 černý věž · b8 černý jezdec · c8 černý střelec · d8 černý dáma · e8 černý král · h8 černý věž · a7 černý pěšec · b7 černý pěšec · c7 černý pěšec · d7 černý pěšec · f7 černý pěšec · g7 černý pěšec · h7 černý pěšec · e6 černý pěšec · f6 černý jezdec · c4 bílý pěšec · d4 bílý pěšec · a3 bílý pěšec · c3 bílý pěšec · e2 bílý pěšec · f2 bílý pěšec · g2 bílý pěšec · h2 bílý pěšec · a1 bílý věž · c1 bílý střelec · d1 bílý dáma · e1 bílý král · f1 bílý střelec · g1 bílý jezdec · h1 bílý věž | a8 černý věž · b8 černý jezdec · c8 černý střelec · d8 černý dáma · e8 černý král · h8 černý věž · a7 černý pěšec · b7 černý pěšec · c7 černý pěšec · d7 černý pěšec · f7 černý pěšec · g7 černý pěšec · h7 černý pěšec · e6 černý pěšec · f6 černý jezdec · c4 bílý pěšec · d4 bílý pěšec · a3 bílý pěšec · c3 bílý pěšec · e2 bílý pěšec · f2 bílý pěšec · g2 bílý pěšec · h2 bílý pěšec · a1 bílý věž · c1 bílý střelec · d1 bílý dáma · e1 bílý král · f1 bílý střelec · g1 bílý jezdec · h1 bílý věž | a8 černý věž · b8 černý jezdec · c8 černý střelec · d8 černý dáma · e8 černý král · h8 černý věž · a7 černý pěšec · b7 černý pěšec · c7 černý pěšec · d7 černý pěšec · f7 černý pěšec · g7 černý pěšec · h7 černý pěšec · e6 černý pěšec · f6 černý jezdec · c4 bílý pěšec · d4 bílý pěšec · a3 bílý pěšec · c3 bílý pěšec · e2 bílý pěšec · f2 bílý pěšec · g2 bílý pěšec · h2 bílý pěšec · a1 bílý věž · c1 bílý střelec · d1 bílý dáma · e1 bílý král · f1 bílý střelec · g1 bílý jezdec · h1 bílý věž | 4 |
| 3 | a8 černý věž · b8 černý jezdec · c8 černý střelec · d8 černý dáma · e8 černý král · h8 černý věž · a7 černý pěšec · b7 černý pěšec · c7 černý pěšec · d7 černý pěšec · f7 černý pěšec · g7 černý pěšec · h7 černý pěšec · e6 černý pěšec · f6 černý jezdec · c4 bílý pěšec · d4 bílý pěšec · a3 bílý pěšec · c3 bílý pěšec · e2 bílý pěšec · f2 bílý pěšec · g2 bílý pěšec · h2 bílý pěšec · a1 bílý věž · c1 bílý střelec · d1 bílý dáma · e1 bílý král · f1 bílý střelec · g1 bílý jezdec · h1 bílý věž | a8 černý věž · b8 černý jezdec · c8 černý střelec · d8 černý dáma · e8 černý král · h8 černý věž · a7 černý pěšec · b7 černý pěšec · c7 černý pěšec · d7 černý pěšec · f7 černý pěšec · g7 černý pěšec · h7 černý pěšec · e6 černý pěšec · f6 černý jezdec · c4 bílý pěšec · d4 bílý pěšec · a3 bílý pěšec · c3 bílý pěšec · e2 bílý pěšec · f2 bílý pěšec · g2 bílý pěšec · h2 bílý pěšec · a1 bílý věž · c1 bílý střelec · d1 bílý dáma · e1 bílý král · f1 bílý střelec · g1 bílý jezdec · h1 bílý věž | a8 černý věž · b8 černý jezdec · c8 černý střelec · d8 černý dáma · e8 černý král · h8 černý věž · a7 černý pěšec · b7 černý pěšec · c7 černý pěšec · d7 černý pěšec · f7 černý pěšec · g7 černý pěšec · h7 černý pěšec · e6 černý pěšec · f6 černý jezdec · c4 bílý pěšec · d4 bílý pěšec · a3 bílý pěšec · c3 bílý pěšec · e2 bílý pěšec · f2 bílý pěšec · g2 bílý pěšec · h2 bílý pěšec · a1 bílý věž · c1 bílý střelec · d1 bílý dáma · e1 bílý král · f1 bílý střelec · g1 bílý jezdec · h1 bílý věž | a8 černý věž · b8 černý jezdec · c8 černý střelec · d8 černý dáma · e8 černý král · h8 černý věž · a7 černý pěšec · b7 černý pěšec · c7 černý pěšec · d7 černý pěšec · f7 černý pěšec · g7 černý pěšec · h7 černý pěšec · e6 černý pěšec · f6 černý jezdec · c4 bílý pěšec · d4 bílý pěšec · a3 bílý pěšec · c3 bílý pěšec · e2 bílý pěšec · f2 bílý pěšec · g2 bílý pěšec · h2 bílý pěšec · a1 bílý věž · c1 bílý střelec · d1 bílý dáma · e1 bílý král · f1 bílý střelec · g1 bílý jezdec · h1 bílý věž | a8 černý věž · b8 černý jezdec · c8 černý střelec · d8 černý dáma · e8 černý král · h8 černý věž · a7 černý pěšec · b7 černý pěšec · c7 černý pěšec · d7 černý pěšec · f7 černý pěšec · g7 černý pěšec · h7 černý pěšec · e6 černý pěšec · f6 černý jezdec · c4 bílý pěšec · d4 bílý pěšec · a3 bílý pěšec · c3 bílý pěšec · e2 bílý pěšec · f2 bílý pěšec · g2 bílý pěšec · h2 bílý pěšec · a1 bílý věž · c1 bílý střelec · d1 bílý dáma · e1 bílý král · f1 bílý střelec · g1 bílý jezdec · h1 bílý věž | a8 černý věž · b8 černý jezdec · c8 černý střelec · d8 černý dáma · e8 černý král · h8 černý věž · a7 černý pěšec · b7 černý pěšec · c7 černý pěšec · d7 černý pěšec · f7 černý pěšec · g7 černý pěšec · h7 černý pěšec · e6 černý pěšec · f6 černý jezdec · c4 bílý pěšec · d4 bílý pěšec · a3 bílý pěšec · c3 bílý pěšec · e2 bílý pěšec · f2 bílý pěšec · g2 bílý pěšec · h2 bílý pěšec · a1 bílý věž · c1 bílý střelec · d1 bílý dáma · e1 bílý král · f1 bílý střelec · g1 bílý jezdec · h1 bílý věž | a8 černý věž · b8 černý jezdec · c8 černý střelec · d8 černý dáma · e8 černý král · h8 černý věž · a7 černý pěšec · b7 černý pěšec · c7 černý pěšec · d7 černý pěšec · f7 černý pěšec · g7 černý pěšec · h7 černý pěšec · e6 černý pěšec · f6 černý jezdec · c4 bílý pěšec · d4 bílý pěšec · a3 bílý pěšec · c3 bílý pěšec · e2 bílý pěšec · f2 bílý pěšec · g2 bílý pěšec · h2 bílý pěšec · a1 bílý věž · c1 bílý střelec · d1 bílý dáma · e1 bílý král · f1 bílý střelec · g1 bílý jezdec · h1 bílý věž | a8 černý věž · b8 černý jezdec · c8 černý střelec · d8 černý dáma · e8 černý král · h8 černý věž · a7 černý pěšec · b7 černý pěšec · c7 černý pěšec · d7 černý pěšec · f7 černý pěšec · g7 černý pěšec · h7 černý pěšec · e6 černý pěšec · f6 černý jezdec · c4 bílý pěšec · d4 bílý pěšec · a3 bílý pěšec · c3 bílý pěšec · e2 bílý pěšec · f2 bílý pěšec · g2 bílý pěšec · h2 bílý pěšec · a1 bílý věž · c1 bílý střelec · d1 bílý dáma · e1 bílý král · f1 bílý střelec · g1 bílý jezdec · h1 bílý věž | 3 |
| 2 | a8 černý věž · b8 černý jezdec · c8 černý střelec · d8 černý dáma · e8 černý král · h8 černý věž · a7 černý pěšec · b7 černý pěšec · c7 černý pěšec · d7 černý pěšec · f7 černý pěšec · g7 černý pěšec · h7 černý pěšec · e6 černý pěšec · f6 černý jezdec · c4 bílý pěšec · d4 bílý pěšec · a3 bílý pěšec · c3 bílý pěšec · e2 bílý pěšec · f2 bílý pěšec · g2 bílý pěšec · h2 bílý pěšec · a1 bílý věž · c1 bílý střelec · d1 bílý dáma · e1 bílý král · f1 bílý střelec · g1 bílý jezdec · h1 bílý věž | a8 černý věž · b8 černý jezdec · c8 černý střelec · d8 černý dáma · e8 černý král · h8 černý věž · a7 černý pěšec · b7 černý pěšec · c7 černý pěšec · d7 černý pěšec · f7 černý pěšec · g7 černý pěšec · h7 černý pěšec · e6 černý pěšec · f6 černý jezdec · c4 bílý pěšec · d4 bílý pěšec · a3 bílý pěšec · c3 bílý pěšec · e2 bílý pěšec · f2 bílý pěšec · g2 bílý pěšec · h2 bílý pěšec · a1 bílý věž · c1 bílý střelec · d1 bílý dáma · e1 bílý král · f1 bílý střelec · g1 bílý jezdec · h1 bílý věž | a8 černý věž · b8 černý jezdec · c8 černý střelec · d8 černý dáma · e8 černý král · h8 černý věž · a7 černý pěšec · b7 černý pěšec · c7 černý pěšec · d7 černý pěšec · f7 černý pěšec · g7 černý pěšec · h7 černý pěšec · e6 černý pěšec · f6 černý jezdec · c4 bílý pěšec · d4 bílý pěšec · a3 bílý pěšec · c3 bílý pěšec · e2 bílý pěšec · f2 bílý pěšec · g2 bílý pěšec · h2 bílý pěšec · a1 bílý věž · c1 bílý střelec · d1 bílý dáma · e1 bílý král · f1 bílý střelec · g1 bílý jezdec · h1 bílý věž | a8 černý věž · b8 černý jezdec · c8 černý střelec · d8 černý dáma · e8 černý král · h8 černý věž · a7 černý pěšec · b7 černý pěšec · c7 černý pěšec · d7 černý pěšec · f7 černý pěšec · g7 černý pěšec · h7 černý pěšec · e6 černý pěšec · f6 černý jezdec · c4 bílý pěšec · d4 bílý pěšec · a3 bílý pěšec · c3 bílý pěšec · e2 bílý pěšec · f2 bílý pěšec · g2 bílý pěšec · h2 bílý pěšec · a1 bílý věž · c1 bílý střelec · d1 bílý dáma · e1 bílý král · f1 bílý střelec · g1 bílý jezdec · h1 bílý věž | a8 černý věž · b8 černý jezdec · c8 černý střelec · d8 černý dáma · e8 černý král · h8 černý věž · a7 černý pěšec · b7 černý pěšec · c7 černý pěšec · d7 černý pěšec · f7 černý pěšec · g7 černý pěšec · h7 černý pěšec · e6 černý pěšec · f6 černý jezdec · c4 bílý pěšec · d4 bílý pěšec · a3 bílý pěšec · c3 bílý pěšec · e2 bílý pěšec · f2 bílý pěšec · g2 bílý pěšec · h2 bílý pěšec · a1 bílý věž · c1 bílý střelec · d1 bílý dáma · e1 bílý král · f1 bílý střelec · g1 bílý jezdec · h1 bílý věž | a8 černý věž · b8 černý jezdec · c8 černý střelec · d8 černý dáma · e8 černý král · h8 černý věž · a7 černý pěšec · b7 černý pěšec · c7 černý pěšec · d7 černý pěšec · f7 černý pěšec · g7 černý pěšec · h7 černý pěšec · e6 černý pěšec · f6 černý jezdec · c4 bílý pěšec · d4 bílý pěšec · a3 bílý pěšec · c3 bílý pěšec · e2 bílý pěšec · f2 bílý pěšec · g2 bílý pěšec · h2 bílý pěšec · a1 bílý věž · c1 bílý střelec · d1 bílý dáma · e1 bílý král · f1 bílý střelec · g1 bílý jezdec · h1 bílý věž | a8 černý věž · b8 černý jezdec · c8 černý střelec · d8 černý dáma · e8 černý král · h8 černý věž · a7 černý pěšec · b7 černý pěšec · c7 černý pěšec · d7 černý pěšec · f7 černý pěšec · g7 černý pěšec · h7 černý pěšec · e6 černý pěšec · f6 černý jezdec · c4 bílý pěšec · d4 bílý pěšec · a3 bílý pěšec · c3 bílý pěšec · e2 bílý pěšec · f2 bílý pěšec · g2 bílý pěšec · h2 bílý pěšec · a1 bílý věž · c1 bílý střelec · d1 bílý dáma · e1 bílý král · f1 bílý střelec · g1 bílý jezdec · h1 bílý věž | a8 černý věž · b8 černý jezdec · c8 černý střelec · d8 černý dáma · e8 černý král · h8 černý věž · a7 černý pěšec · b7 černý pěšec · c7 černý pěšec · d7 černý pěšec · f7 černý pěšec · g7 černý pěšec · h7 černý pěšec · e6 černý pěšec · f6 černý jezdec · c4 bílý pěšec · d4 bílý pěšec · a3 bílý pěšec · c3 bílý pěšec · e2 bílý pěšec · f2 bílý pěšec · g2 bílý pěšec · h2 bílý pěšec · a1 bílý věž · c1 bílý střelec · d1 bílý dáma · e1 bílý král · f1 bílý střelec · g1 bílý jezdec · h1 bílý věž | 2 |
| 1 | a8 černý věž · b8 černý jezdec · c8 černý střelec · d8 černý dáma · e8 černý král · h8 černý věž · a7 černý pěšec · b7 černý pěšec · c7 černý pěšec · d7 černý pěšec · f7 černý pěšec · g7 černý pěšec · h7 černý pěšec · e6 černý pěšec · f6 černý jezdec · c4 bílý pěšec · d4 bílý pěšec · a3 bílý pěšec · c3 bílý pěšec · e2 bílý pěšec · f2 bílý pěšec · g2 bílý pěšec · h2 bílý pěšec · a1 bílý věž · c1 bílý střelec · d1 bílý dáma · e1 bílý král · f1 bílý střelec · g1 bílý jezdec · h1 bílý věž | a8 černý věž · b8 černý jezdec · c8 černý střelec · d8 černý dáma · e8 černý král · h8 černý věž · a7 černý pěšec · b7 černý pěšec · c7 černý pěšec · d7 černý pěšec · f7 černý pěšec · g7 černý pěšec · h7 černý pěšec · e6 černý pěšec · f6 černý jezdec · c4 bílý pěšec · d4 bílý pěšec · a3 bílý pěšec · c3 bílý pěšec · e2 bílý pěšec · f2 bílý pěšec · g2 bílý pěšec · h2 bílý pěšec · a1 bílý věž · c1 bílý střelec · d1 bílý dáma · e1 bílý král · f1 bílý střelec · g1 bílý jezdec · h1 bílý věž | a8 černý věž · b8 černý jezdec · c8 černý střelec · d8 černý dáma · e8 černý král · h8 černý věž · a7 černý pěšec · b7 černý pěšec · c7 černý pěšec · d7 černý pěšec · f7 černý pěšec · g7 černý pěšec · h7 černý pěšec · e6 černý pěšec · f6 černý jezdec · c4 bílý pěšec · d4 bílý pěšec · a3 bílý pěšec · c3 bílý pěšec · e2 bílý pěšec · f2 bílý pěšec · g2 bílý pěšec · h2 bílý pěšec · a1 bílý věž · c1 bílý střelec · d1 bílý dáma · e1 bílý král · f1 bílý střelec · g1 bílý jezdec · h1 bílý věž | a8 černý věž · b8 černý jezdec · c8 černý střelec · d8 černý dáma · e8 černý král · h8 černý věž · a7 černý pěšec · b7 černý pěšec · c7 černý pěšec · d7 černý pěšec · f7 černý pěšec · g7 černý pěšec · h7 černý pěšec · e6 černý pěšec · f6 černý jezdec · c4 bílý pěšec · d4 bílý pěšec · a3 bílý pěšec · c3 bílý pěšec · e2 bílý pěšec · f2 bílý pěšec · g2 bílý pěšec · h2 bílý pěšec · a1 bílý věž · c1 bílý střelec · d1 bílý dáma · e1 bílý král · f1 bílý střelec · g1 bílý jezdec · h1 bílý věž | a8 černý věž · b8 černý jezdec · c8 černý střelec · d8 černý dáma · e8 černý král · h8 černý věž · a7 černý pěšec · b7 černý pěšec · c7 černý pěšec · d7 černý pěšec · f7 černý pěšec · g7 černý pěšec · h7 černý pěšec · e6 černý pěšec · f6 černý jezdec · c4 bílý pěšec · d4 bílý pěšec · a3 bílý pěšec · c3 bílý pěšec · e2 bílý pěšec · f2 bílý pěšec · g2 bílý pěšec · h2 bílý pěšec · a1 bílý věž · c1 bílý střelec · d1 bílý dáma · e1 bílý král · f1 bílý střelec · g1 bílý jezdec · h1 bílý věž | a8 černý věž · b8 černý jezdec · c8 černý střelec · d8 černý dáma · e8 černý král · h8 černý věž · a7 černý pěšec · b7 černý pěšec · c7 černý pěšec · d7 černý pěšec · f7 černý pěšec · g7 černý pěšec · h7 černý pěšec · e6 černý pěšec · f6 černý jezdec · c4 bílý pěšec · d4 bílý pěšec · a3 bílý pěšec · c3 bílý pěšec · e2 bílý pěšec · f2 bílý pěšec · g2 bílý pěšec · h2 bílý pěšec · a1 bílý věž · c1 bílý střelec · d1 bílý dáma · e1 bílý král · f1 bílý střelec · g1 bílý jezdec · h1 bílý věž | a8 černý věž · b8 černý jezdec · c8 černý střelec · d8 černý dáma · e8 černý král · h8 černý věž · a7 černý pěšec · b7 černý pěšec · c7 černý pěšec · d7 černý pěšec · f7 černý pěšec · g7 černý pěšec · h7 černý pěšec · e6 černý pěšec · f6 černý jezdec · c4 bílý pěšec · d4 bílý pěšec · a3 bílý pěšec · c3 bílý pěšec · e2 bílý pěšec · f2 bílý pěšec · g2 bílý pěšec · h2 bílý pěšec · a1 bílý věž · c1 bílý střelec · d1 bílý dáma · e1 bílý král · f1 bílý střelec · g1 bílý jezdec · h1 bílý věž | a8 černý věž · b8 černý jezdec · c8 černý střelec · d8 černý dáma · e8 černý král · h8 černý věž · a7 černý pěšec · b7 černý pěšec · c7 černý pěšec · d7 černý pěšec · f7 černý pěšec · g7 černý pěšec · h7 černý pěšec · e6 černý pěšec · f6 černý jezdec · c4 bílý pěšec · d4 bílý pěšec · a3 bílý pěšec · c3 bílý pěšec · e2 bílý pěšec · f2 bílý pěšec · g2 bílý pěšec · h2 bílý pěšec · a1 bílý věž · c1 bílý střelec · d1 bílý dáma · e1 bílý král · f1 bílý střelec · g1 bílý jezdec · h1 bílý věž | 1 |
|   | a | b | c | d | e | f | g | h |   |

1. d4 Jf6 2. c4 e6 3. Jc3 Sb4 4. a3 Sxc3 5. bxc3
Přímočará odpověď a3 je pojmenována po mistru Friedrichu Sämischovi. Bílý za cenu ztráty tempa nutí černého brát jezdce na c3 a rozhoduje se pro hru s dvojpěšcem kompenzovanou dvojicí střelců. Hra má obvykle ostrý charakter. Velmi často vzniká i z varianty 4. f3 d5 5. a3 Sxc3+ 6. bxc3 c5. Po 5. bxc3 se černý může rozhodnout mezi 5... b6 6. f3 Sa6 7. e4 Jc6 s útokem na pěšce c4 s nejasnou hrou nebo mezi klasickým 5... c5 6. f3 d5 7. cxd5 Jxd5 8. dxc5 (po 8. Dd3 b6 s dobrou hrou černého), kde se černý může rozhodnout mezi 8... f5 nebo 8... Da5 s kompenzací za pěšce.

### Varianta s f3
1. d4 Jf6 2. c4 e6 3. Jc3 Sb4 4. f3
Černý může reagovat 4... c5 kde po 5. d5 nastávají značné složitosti, které může černý umocnit ještě agresivním výpadem 5... Jh5. Černý může zvolit ale i klidnější 4... d5 kde po 5.a3 může pokračovat ústupem 5... Se7 s nejasnou hrou, nejčastěji ale reaguje 5... Sxc3 kde po 6. bxc3 hra přechází do Sämischovy varianty.

### Varianta s Jf3
1. d4 Jf6 2. c4 e6 3. Jc3 Sb4 4. Jf3
Je třetí nejčastější odpovědí v Nimcovičově indické. Tato varianta vede ale velmi často s přehozením tahů k jiným variantám. Hraje-li černý 4... d5 přechází hra do Dámského gambitu; na 4... c5 se bílý může rozhodnout mezi 5. e3 s přechodem do Rubinsteinovy varianty nebo 5. g3 s přechodem do varianty s fianchettem. Černý často odpovídá 4... b6, po čemž se bílý může rozhodnout mezi 5. Db3 c5 6. a3 Sa5 se složitou hrou nebo mezi 5. e3 s přechodem do Rubinsteinovy varianty. Často bílý reaguje 5. Sg5 Sb7 kdy hra přechází do varianty Sg5 v Dámské indické obraně (ECO E12-E13).

### Rubinsteinův systém
|   | a | b | c | d | e | f | g | h |   |
| 8 | a8 černý věž · b8 černý jezdec · c8 černý střelec · d8 černý dáma · e8 černý král · h8 černý věž · a7 černý pěšec · b7 černý pěšec · c7 černý pěšec · d7 černý pěšec · f7 černý pěšec · g7 černý pěšec · h7 černý pěšec · e6 černý pěšec · f6 černý jezdec · b4 černý střelec · c4 bílý pěšec · d4 bílý pěšec · c3 bílý jezdec · e3 bílý pěšec · a2 bílý pěšec · b2 bílý pěšec · f2 bílý pěšec · g2 bílý pěšec · h2 bílý pěšec · a1 bílý věž · c1 bílý střelec · d1 bílý dáma · e1 bílý král · f1 bílý střelec · g1 bílý jezdec · h1 bílý věž | a8 černý věž · b8 černý jezdec · c8 černý střelec · d8 černý dáma · e8 černý král · h8 černý věž · a7 černý pěšec · b7 černý pěšec · c7 černý pěšec · d7 černý pěšec · f7 černý pěšec · g7 černý pěšec · h7 černý pěšec · e6 černý pěšec · f6 černý jezdec · b4 černý střelec · c4 bílý pěšec · d4 bílý pěšec · c3 bílý jezdec · e3 bílý pěšec · a2 bílý pěšec · b2 bílý pěšec · f2 bílý pěšec · g2 bílý pěšec · h2 bílý pěšec · a1 bílý věž · c1 bílý střelec · d1 bílý dáma · e1 bílý král · f1 bílý střelec · g1 bílý jezdec · h1 bílý věž | a8 černý věž · b8 černý jezdec · c8 černý střelec · d8 černý dáma · e8 černý král · h8 černý věž · a7 černý pěšec · b7 černý pěšec · c7 černý pěšec · d7 černý pěšec · f7 černý pěšec · g7 černý pěšec · h7 černý pěšec · e6 černý pěšec · f6 černý jezdec · b4 černý střelec · c4 bílý pěšec · d4 bílý pěšec · c3 bílý jezdec · e3 bílý pěšec · a2 bílý pěšec · b2 bílý pěšec · f2 bílý pěšec · g2 bílý pěšec · h2 bílý pěšec · a1 bílý věž · c1 bílý střelec · d1 bílý dáma · e1 bílý král · f1 bílý střelec · g1 bílý jezdec · h1 bílý věž | a8 černý věž · b8 černý jezdec · c8 černý střelec · d8 černý dáma · e8 černý král · h8 černý věž · a7 černý pěšec · b7 černý pěšec · c7 černý pěšec · d7 černý pěšec · f7 černý pěšec · g7 černý pěšec · h7 černý pěšec · e6 černý pěšec · f6 černý jezdec · b4 černý střelec · c4 bílý pěšec · d4 bílý pěšec · c3 bílý jezdec · e3 bílý pěšec · a2 bílý pěšec · b2 bílý pěšec · f2 bílý pěšec · g2 bílý pěšec · h2 bílý pěšec · a1 bílý věž · c1 bílý střelec · d1 bílý dáma · e1 bílý král · f1 bílý střelec · g1 bílý jezdec · h1 bílý věž | a8 černý věž · b8 černý jezdec · c8 černý střelec · d8 černý dáma · e8 černý král · h8 černý věž · a7 černý pěšec · b7 černý pěšec · c7 černý pěšec · d7 černý pěšec · f7 černý pěšec · g7 černý pěšec · h7 černý pěšec · e6 černý pěšec · f6 černý jezdec · b4 černý střelec · c4 bílý pěšec · d4 bílý pěšec · c3 bílý jezdec · e3 bílý pěšec · a2 bílý pěšec · b2 bílý pěšec · f2 bílý pěšec · g2 bílý pěšec · h2 bílý pěšec · a1 bílý věž · c1 bílý střelec · d1 bílý dáma · e1 bílý král · f1 bílý střelec · g1 bílý jezdec · h1 bílý věž | a8 černý věž · b8 černý jezdec · c8 černý střelec · d8 černý dáma · e8 černý král · h8 černý věž · a7 černý pěšec · b7 černý pěšec · c7 černý pěšec · d7 černý pěšec · f7 černý pěšec · g7 černý pěšec · h7 černý pěšec · e6 černý pěšec · f6 černý jezdec · b4 černý střelec · c4 bílý pěšec · d4 bílý pěšec · c3 bílý jezdec · e3 bílý pěšec · a2 bílý pěšec · b2 bílý pěšec · f2 bílý pěšec · g2 bílý pěšec · h2 bílý pěšec · a1 bílý věž · c1 bílý střelec · d1 bílý dáma · e1 bílý král · f1 bílý střelec · g1 bílý jezdec · h1 bílý věž | a8 černý věž · b8 černý jezdec · c8 černý střelec · d8 černý dáma · e8 černý král · h8 černý věž · a7 černý pěšec · b7 černý pěšec · c7 černý pěšec · d7 černý pěšec · f7 černý pěšec · g7 černý pěšec · h7 černý pěšec · e6 černý pěšec · f6 černý jezdec · b4 černý střelec · c4 bílý pěšec · d4 bílý pěšec · c3 bílý jezdec · e3 bílý pěšec · a2 bílý pěšec · b2 bílý pěšec · f2 bílý pěšec · g2 bílý pěšec · h2 bílý pěšec · a1 bílý věž · c1 bílý střelec · d1 bílý dáma · e1 bílý král · f1 bílý střelec · g1 bílý jezdec · h1 bílý věž | a8 černý věž · b8 černý jezdec · c8 černý střelec · d8 černý dáma · e8 černý král · h8 černý věž · a7 černý pěšec · b7 černý pěšec · c7 černý pěšec · d7 černý pěšec · f7 černý pěšec · g7 černý pěšec · h7 černý pěšec · e6 černý pěšec · f6 černý jezdec · b4 černý střelec · c4 bílý pěšec · d4 bílý pěšec · c3 bílý jezdec · e3 bílý pěšec · a2 bílý pěšec · b2 bílý pěšec · f2 bílý pěšec · g2 bílý pěšec · h2 bílý pěšec · a1 bílý věž · c1 bílý střelec · d1 bílý dáma · e1 bílý král · f1 bílý střelec · g1 bílý jezdec · h1 bílý věž | 8 |
| 7 | a8 černý věž · b8 černý jezdec · c8 černý střelec · d8 černý dáma · e8 černý král · h8 černý věž · a7 černý pěšec · b7 černý pěšec · c7 černý pěšec · d7 černý pěšec · f7 černý pěšec · g7 černý pěšec · h7 černý pěšec · e6 černý pěšec · f6 černý jezdec · b4 černý střelec · c4 bílý pěšec · d4 bílý pěšec · c3 bílý jezdec · e3 bílý pěšec · a2 bílý pěšec · b2 bílý pěšec · f2 bílý pěšec · g2 bílý pěšec · h2 bílý pěšec · a1 bílý věž · c1 bílý střelec · d1 bílý dáma · e1 bílý král · f1 bílý střelec · g1 bílý jezdec · h1 bílý věž | a8 černý věž · b8 černý jezdec · c8 černý střelec · d8 černý dáma · e8 černý král · h8 černý věž · a7 černý pěšec · b7 černý pěšec · c7 černý pěšec · d7 černý pěšec · f7 černý pěšec · g7 černý pěšec · h7 černý pěšec · e6 černý pěšec · f6 černý jezdec · b4 černý střelec · c4 bílý pěšec · d4 bílý pěšec · c3 bílý jezdec · e3 bílý pěšec · a2 bílý pěšec · b2 bílý pěšec · f2 bílý pěšec · g2 bílý pěšec · h2 bílý pěšec · a1 bílý věž · c1 bílý střelec · d1 bílý dáma · e1 bílý král · f1 bílý střelec · g1 bílý jezdec · h1 bílý věž | a8 černý věž · b8 černý jezdec · c8 černý střelec · d8 černý dáma · e8 černý král · h8 černý věž · a7 černý pěšec · b7 černý pěšec · c7 černý pěšec · d7 černý pěšec · f7 černý pěšec · g7 černý pěšec · h7 černý pěšec · e6 černý pěšec · f6 černý jezdec · b4 černý střelec · c4 bílý pěšec · d4 bílý pěšec · c3 bílý jezdec · e3 bílý pěšec · a2 bílý pěšec · b2 bílý pěšec · f2 bílý pěšec · g2 bílý pěšec · h2 bílý pěšec · a1 bílý věž · c1 bílý střelec · d1 bílý dáma · e1 bílý král · f1 bílý střelec · g1 bílý jezdec · h1 bílý věž | a8 černý věž · b8 černý jezdec · c8 černý střelec · d8 černý dáma · e8 černý král · h8 černý věž · a7 černý pěšec · b7 černý pěšec · c7 černý pěšec · d7 černý pěšec · f7 černý pěšec · g7 černý pěšec · h7 černý pěšec · e6 černý pěšec · f6 černý jezdec · b4 černý střelec · c4 bílý pěšec · d4 bílý pěšec · c3 bílý jezdec · e3 bílý pěšec · a2 bílý pěšec · b2 bílý pěšec · f2 bílý pěšec · g2 bílý pěšec · h2 bílý pěšec · a1 bílý věž · c1 bílý střelec · d1 bílý dáma · e1 bílý král · f1 bílý střelec · g1 bílý jezdec · h1 bílý věž | a8 černý věž · b8 černý jezdec · c8 černý střelec · d8 černý dáma · e8 černý král · h8 černý věž · a7 černý pěšec · b7 černý pěšec · c7 černý pěšec · d7 černý pěšec · f7 černý pěšec · g7 černý pěšec · h7 černý pěšec · e6 černý pěšec · f6 černý jezdec · b4 černý střelec · c4 bílý pěšec · d4 bílý pěšec · c3 bílý jezdec · e3 bílý pěšec · a2 bílý pěšec · b2 bílý pěšec · f2 bílý pěšec · g2 bílý pěšec · h2 bílý pěšec · a1 bílý věž · c1 bílý střelec · d1 bílý dáma · e1 bílý král · f1 bílý střelec · g1 bílý jezdec · h1 bílý věž | a8 černý věž · b8 černý jezdec · c8 černý střelec · d8 černý dáma · e8 černý král · h8 černý věž · a7 černý pěšec · b7 černý pěšec · c7 černý pěšec · d7 černý pěšec · f7 černý pěšec · g7 černý pěšec · h7 černý pěšec · e6 černý pěšec · f6 černý jezdec · b4 černý střelec · c4 bílý pěšec · d4 bílý pěšec · c3 bílý jezdec · e3 bílý pěšec · a2 bílý pěšec · b2 bílý pěšec · f2 bílý pěšec · g2 bílý pěšec · h2 bílý pěšec · a1 bílý věž · c1 bílý střelec · d1 bílý dáma · e1 bílý král · f1 bílý střelec · g1 bílý jezdec · h1 bílý věž | a8 černý věž · b8 černý jezdec · c8 černý střelec · d8 černý dáma · e8 černý král · h8 černý věž · a7 černý pěšec · b7 černý pěšec · c7 černý pěšec · d7 černý pěšec · f7 černý pěšec · g7 černý pěšec · h7 černý pěšec · e6 černý pěšec · f6 černý jezdec · b4 černý střelec · c4 bílý pěšec · d4 bílý pěšec · c3 bílý jezdec · e3 bílý pěšec · a2 bílý pěšec · b2 bílý pěšec · f2 bílý pěšec · g2 bílý pěšec · h2 bílý pěšec · a1 bílý věž · c1 bílý střelec · d1 bílý dáma · e1 bílý král · f1 bílý střelec · g1 bílý jezdec · h1 bílý věž | a8 černý věž · b8 černý jezdec · c8 černý střelec · d8 černý dáma · e8 černý král · h8 černý věž · a7 černý pěšec · b7 černý pěšec · c7 černý pěšec · d7 černý pěšec · f7 černý pěšec · g7 černý pěšec · h7 černý pěšec · e6 černý pěšec · f6 černý jezdec · b4 černý střelec · c4 bílý pěšec · d4 bílý pěšec · c3 bílý jezdec · e3 bílý pěšec · a2 bílý pěšec · b2 bílý pěšec · f2 bílý pěšec · g2 bílý pěšec · h2 bílý pěšec · a1 bílý věž · c1 bílý střelec · d1 bílý dáma · e1 bílý král · f1 bílý střelec · g1 bílý jezdec · h1 bílý věž | 7 |
| 6 | a8 černý věž · b8 černý jezdec · c8 černý střelec · d8 černý dáma · e8 černý král · h8 černý věž · a7 černý pěšec · b7 černý pěšec · c7 černý pěšec · d7 černý pěšec · f7 černý pěšec · g7 černý pěšec · h7 černý pěšec · e6 černý pěšec · f6 černý jezdec · b4 černý střelec · c4 bílý pěšec · d4 bílý pěšec · c3 bílý jezdec · e3 bílý pěšec · a2 bílý pěšec · b2 bílý pěšec · f2 bílý pěšec · g2 bílý pěšec · h2 bílý pěšec · a1 bílý věž · c1 bílý střelec · d1 bílý dáma · e1 bílý král · f1 bílý střelec · g1 bílý jezdec · h1 bílý věž | a8 černý věž · b8 černý jezdec · c8 černý střelec · d8 černý dáma · e8 černý král · h8 černý věž · a7 černý pěšec · b7 černý pěšec · c7 černý pěšec · d7 černý pěšec · f7 černý pěšec · g7 černý pěšec · h7 černý pěšec · e6 černý pěšec · f6 černý jezdec · b4 černý střelec · c4 bílý pěšec · d4 bílý pěšec · c3 bílý jezdec · e3 bílý pěšec · a2 bílý pěšec · b2 bílý pěšec · f2 bílý pěšec · g2 bílý pěšec · h2 bílý pěšec · a1 bílý věž · c1 bílý střelec · d1 bílý dáma · e1 bílý král · f1 bílý střelec · g1 bílý jezdec · h1 bílý věž | a8 černý věž · b8 černý jezdec · c8 černý střelec · d8 černý dáma · e8 černý král · h8 černý věž · a7 černý pěšec · b7 černý pěšec · c7 černý pěšec · d7 černý pěšec · f7 černý pěšec · g7 černý pěšec · h7 černý pěšec · e6 černý pěšec · f6 černý jezdec · b4 černý střelec · c4 bílý pěšec · d4 bílý pěšec · c3 bílý jezdec · e3 bílý pěšec · a2 bílý pěšec · b2 bílý pěšec · f2 bílý pěšec · g2 bílý pěšec · h2 bílý pěšec · a1 bílý věž · c1 bílý střelec · d1 bílý dáma · e1 bílý král · f1 bílý střelec · g1 bílý jezdec · h1 bílý věž | a8 černý věž · b8 černý jezdec · c8 černý střelec · d8 černý dáma · e8 černý král · h8 černý věž · a7 černý pěšec · b7 černý pěšec · c7 černý pěšec · d7 černý pěšec · f7 černý pěšec · g7 černý pěšec · h7 černý pěšec · e6 černý pěšec · f6 černý jezdec · b4 černý střelec · c4 bílý pěšec · d4 bílý pěšec · c3 bílý jezdec · e3 bílý pěšec · a2 bílý pěšec · b2 bílý pěšec · f2 bílý pěšec · g2 bílý pěšec · h2 bílý pěšec · a1 bílý věž · c1 bílý střelec · d1 bílý dáma · e1 bílý král · f1 bílý střelec · g1 bílý jezdec · h1 bílý věž | a8 černý věž · b8 černý jezdec · c8 černý střelec · d8 černý dáma · e8 černý král · h8 černý věž · a7 černý pěšec · b7 černý pěšec · c7 černý pěšec · d7 černý pěšec · f7 černý pěšec · g7 černý pěšec · h7 černý pěšec · e6 černý pěšec · f6 černý jezdec · b4 černý střelec · c4 bílý pěšec · d4 bílý pěšec · c3 bílý jezdec · e3 bílý pěšec · a2 bílý pěšec · b2 bílý pěšec · f2 bílý pěšec · g2 bílý pěšec · h2 bílý pěšec · a1 bílý věž · c1 bílý střelec · d1 bílý dáma · e1 bílý král · f1 bílý střelec · g1 bílý jezdec · h1 bílý věž | a8 černý věž · b8 černý jezdec · c8 černý střelec · d8 černý dáma · e8 černý král · h8 černý věž · a7 černý pěšec · b7 černý pěšec · c7 černý pěšec · d7 černý pěšec · f7 černý pěšec · g7 černý pěšec · h7 černý pěšec · e6 černý pěšec · f6 černý jezdec · b4 černý střelec · c4 bílý pěšec · d4 bílý pěšec · c3 bílý jezdec · e3 bílý pěšec · a2 bílý pěšec · b2 bílý pěšec · f2 bílý pěšec · g2 bílý pěšec · h2 bílý pěšec · a1 bílý věž · c1 bílý střelec · d1 bílý dáma · e1 bílý král · f1 bílý střelec · g1 bílý jezdec · h1 bílý věž | a8 černý věž · b8 černý jezdec · c8 černý střelec · d8 černý dáma · e8 černý král · h8 černý věž · a7 černý pěšec · b7 černý pěšec · c7 černý pěšec · d7 černý pěšec · f7 černý pěšec · g7 černý pěšec · h7 černý pěšec · e6 černý pěšec · f6 černý jezdec · b4 černý střelec · c4 bílý pěšec · d4 bílý pěšec · c3 bílý jezdec · e3 bílý pěšec · a2 bílý pěšec · b2 bílý pěšec · f2 bílý pěšec · g2 bílý pěšec · h2 bílý pěšec · a1 bílý věž · c1 bílý střelec · d1 bílý dáma · e1 bílý král · f1 bílý střelec · g1 bílý jezdec · h1 bílý věž | a8 černý věž · b8 černý jezdec · c8 černý střelec · d8 černý dáma · e8 černý král · h8 černý věž · a7 černý pěšec · b7 černý pěšec · c7 černý pěšec · d7 černý pěšec · f7 černý pěšec · g7 černý pěšec · h7 černý pěšec · e6 černý pěšec · f6 černý jezdec · b4 černý střelec · c4 bílý pěšec · d4 bílý pěšec · c3 bílý jezdec · e3 bílý pěšec · a2 bílý pěšec · b2 bílý pěšec · f2 bílý pěšec · g2 bílý pěšec · h2 bílý pěšec · a1 bílý věž · c1 bílý střelec · d1 bílý dáma · e1 bílý král · f1 bílý střelec · g1 bílý jezdec · h1 bílý věž | 6 |
| 5 | a8 černý věž · b8 černý jezdec · c8 černý střelec · d8 černý dáma · e8 černý král · h8 černý věž · a7 černý pěšec · b7 černý pěšec · c7 černý pěšec · d7 černý pěšec · f7 černý pěšec · g7 černý pěšec · h7 černý pěšec · e6 černý pěšec · f6 černý jezdec · b4 černý střelec · c4 bílý pěšec · d4 bílý pěšec · c3 bílý jezdec · e3 bílý pěšec · a2 bílý pěšec · b2 bílý pěšec · f2 bílý pěšec · g2 bílý pěšec · h2 bílý pěšec · a1 bílý věž · c1 bílý střelec · d1 bílý dáma · e1 bílý král · f1 bílý střelec · g1 bílý jezdec · h1 bílý věž | a8 černý věž · b8 černý jezdec · c8 černý střelec · d8 černý dáma · e8 černý král · h8 černý věž · a7 černý pěšec · b7 černý pěšec · c7 černý pěšec · d7 černý pěšec · f7 černý pěšec · g7 černý pěšec · h7 černý pěšec · e6 černý pěšec · f6 černý jezdec · b4 černý střelec · c4 bílý pěšec · d4 bílý pěšec · c3 bílý jezdec · e3 bílý pěšec · a2 bílý pěšec · b2 bílý pěšec · f2 bílý pěšec · g2 bílý pěšec · h2 bílý pěšec · a1 bílý věž · c1 bílý střelec · d1 bílý dáma · e1 bílý král · f1 bílý střelec · g1 bílý jezdec · h1 bílý věž | a8 černý věž · b8 černý jezdec · c8 černý střelec · d8 černý dáma · e8 černý král · h8 černý věž · a7 černý pěšec · b7 černý pěšec · c7 černý pěšec · d7 černý pěšec · f7 černý pěšec · g7 černý pěšec · h7 černý pěšec · e6 černý pěšec · f6 černý jezdec · b4 černý střelec · c4 bílý pěšec · d4 bílý pěšec · c3 bílý jezdec · e3 bílý pěšec · a2 bílý pěšec · b2 bílý pěšec · f2 bílý pěšec · g2 bílý pěšec · h2 bílý pěšec · a1 bílý věž · c1 bílý střelec · d1 bílý dáma · e1 bílý král · f1 bílý střelec · g1 bílý jezdec · h1 bílý věž | a8 černý věž · b8 černý jezdec · c8 černý střelec · d8 černý dáma · e8 černý král · h8 černý věž · a7 černý pěšec · b7 černý pěšec · c7 černý pěšec · d7 černý pěšec · f7 černý pěšec · g7 černý pěšec · h7 černý pěšec · e6 černý pěšec · f6 černý jezdec · b4 černý střelec · c4 bílý pěšec · d4 bílý pěšec · c3 bílý jezdec · e3 bílý pěšec · a2 bílý pěšec · b2 bílý pěšec · f2 bílý pěšec · g2 bílý pěšec · h2 bílý pěšec · a1 bílý věž · c1 bílý střelec · d1 bílý dáma · e1 bílý král · f1 bílý střelec · g1 bílý jezdec · h1 bílý věž | a8 černý věž · b8 černý jezdec · c8 černý střelec · d8 černý dáma · e8 černý král · h8 černý věž · a7 černý pěšec · b7 černý pěšec · c7 černý pěšec · d7 černý pěšec · f7 černý pěšec · g7 černý pěšec · h7 černý pěšec · e6 černý pěšec · f6 černý jezdec · b4 černý střelec · c4 bílý pěšec · d4 bílý pěšec · c3 bílý jezdec · e3 bílý pěšec · a2 bílý pěšec · b2 bílý pěšec · f2 bílý pěšec · g2 bílý pěšec · h2 bílý pěšec · a1 bílý věž · c1 bílý střelec · d1 bílý dáma · e1 bílý král · f1 bílý střelec · g1 bílý jezdec · h1 bílý věž | a8 černý věž · b8 černý jezdec · c8 černý střelec · d8 černý dáma · e8 černý král · h8 černý věž · a7 černý pěšec · b7 černý pěšec · c7 černý pěšec · d7 černý pěšec · f7 černý pěšec · g7 černý pěšec · h7 černý pěšec · e6 černý pěšec · f6 černý jezdec · b4 černý střelec · c4 bílý pěšec · d4 bílý pěšec · c3 bílý jezdec · e3 bílý pěšec · a2 bílý pěšec · b2 bílý pěšec · f2 bílý pěšec · g2 bílý pěšec · h2 bílý pěšec · a1 bílý věž · c1 bílý střelec · d1 bílý dáma · e1 bílý král · f1 bílý střelec · g1 bílý jezdec · h1 bílý věž | a8 černý věž · b8 černý jezdec · c8 černý střelec · d8 černý dáma · e8 černý král · h8 černý věž · a7 černý pěšec · b7 černý pěšec · c7 černý pěšec · d7 černý pěšec · f7 černý pěšec · g7 černý pěšec · h7 černý pěšec · e6 černý pěšec · f6 černý jezdec · b4 černý střelec · c4 bílý pěšec · d4 bílý pěšec · c3 bílý jezdec · e3 bílý pěšec · a2 bílý pěšec · b2 bílý pěšec · f2 bílý pěšec · g2 bílý pěšec · h2 bílý pěšec · a1 bílý věž · c1 bílý střelec · d1 bílý dáma · e1 bílý král · f1 bílý střelec · g1 bílý jezdec · h1 bílý věž | a8 černý věž · b8 černý jezdec · c8 černý střelec · d8 černý dáma · e8 černý král · h8 černý věž · a7 černý pěšec · b7 černý pěšec · c7 černý pěšec · d7 černý pěšec · f7 černý pěšec · g7 černý pěšec · h7 černý pěšec · e6 černý pěšec · f6 černý jezdec · b4 černý střelec · c4 bílý pěšec · d4 bílý pěšec · c3 bílý jezdec · e3 bílý pěšec · a2 bílý pěšec · b2 bílý pěšec · f2 bílý pěšec · g2 bílý pěšec · h2 bílý pěšec · a1 bílý věž · c1 bílý střelec · d1 bílý dáma · e1 bílý král · f1 bílý střelec · g1 bílý jezdec · h1 bílý věž | 5 |
| 4 | a8 černý věž · b8 černý jezdec · c8 černý střelec · d8 černý dáma · e8 černý král · h8 černý věž · a7 černý pěšec · b7 černý pěšec · c7 černý pěšec · d7 černý pěšec · f7 černý pěšec · g7 černý pěšec · h7 černý pěšec · e6 černý pěšec · f6 černý jezdec · b4 černý střelec · c4 bílý pěšec · d4 bílý pěšec · c3 bílý jezdec · e3 bílý pěšec · a2 bílý pěšec · b2 bílý pěšec · f2 bílý pěšec · g2 bílý pěšec · h2 bílý pěšec · a1 bílý věž · c1 bílý střelec · d1 bílý dáma · e1 bílý král · f1 bílý střelec · g1 bílý jezdec · h1 bílý věž | a8 černý věž · b8 černý jezdec · c8 černý střelec · d8 černý dáma · e8 černý král · h8 černý věž · a7 černý pěšec · b7 černý pěšec · c7 černý pěšec · d7 černý pěšec · f7 černý pěšec · g7 černý pěšec · h7 černý pěšec · e6 černý pěšec · f6 černý jezdec · b4 černý střelec · c4 bílý pěšec · d4 bílý pěšec · c3 bílý jezdec · e3 bílý pěšec · a2 bílý pěšec · b2 bílý pěšec · f2 bílý pěšec · g2 bílý pěšec · h2 bílý pěšec · a1 bílý věž · c1 bílý střelec · d1 bílý dáma · e1 bílý král · f1 bílý střelec · g1 bílý jezdec · h1 bílý věž | a8 černý věž · b8 černý jezdec · c8 černý střelec · d8 černý dáma · e8 černý král · h8 černý věž · a7 černý pěšec · b7 černý pěšec · c7 černý pěšec · d7 černý pěšec · f7 černý pěšec · g7 černý pěšec · h7 černý pěšec · e6 černý pěšec · f6 černý jezdec · b4 černý střelec · c4 bílý pěšec · d4 bílý pěšec · c3 bílý jezdec · e3 bílý pěšec · a2 bílý pěšec · b2 bílý pěšec · f2 bílý pěšec · g2 bílý pěšec · h2 bílý pěšec · a1 bílý věž · c1 bílý střelec · d1 bílý dáma · e1 bílý král · f1 bílý střelec · g1 bílý jezdec · h1 bílý věž | a8 černý věž · b8 černý jezdec · c8 černý střelec · d8 černý dáma · e8 černý král · h8 černý věž · a7 černý pěšec · b7 černý pěšec · c7 černý pěšec · d7 černý pěšec · f7 černý pěšec · g7 černý pěšec · h7 černý pěšec · e6 černý pěšec · f6 černý jezdec · b4 černý střelec · c4 bílý pěšec · d4 bílý pěšec · c3 bílý jezdec · e3 bílý pěšec · a2 bílý pěšec · b2 bílý pěšec · f2 bílý pěšec · g2 bílý pěšec · h2 bílý pěšec · a1 bílý věž · c1 bílý střelec · d1 bílý dáma · e1 bílý král · f1 bílý střelec · g1 bílý jezdec · h1 bílý věž | a8 černý věž · b8 černý jezdec · c8 černý střelec · d8 černý dáma · e8 černý král · h8 černý věž · a7 černý pěšec · b7 černý pěšec · c7 černý pěšec · d7 černý pěšec · f7 černý pěšec · g7 černý pěšec · h7 černý pěšec · e6 černý pěšec · f6 černý jezdec · b4 černý střelec · c4 bílý pěšec · d4 bílý pěšec · c3 bílý jezdec · e3 bílý pěšec · a2 bílý pěšec · b2 bílý pěšec · f2 bílý pěšec · g2 bílý pěšec · h2 bílý pěšec · a1 bílý věž · c1 bílý střelec · d1 bílý dáma · e1 bílý král · f1 bílý střelec · g1 bílý jezdec · h1 bílý věž | a8 černý věž · b8 černý jezdec · c8 černý střelec · d8 černý dáma · e8 černý král · h8 černý věž · a7 černý pěšec · b7 černý pěšec · c7 černý pěšec · d7 černý pěšec · f7 černý pěšec · g7 černý pěšec · h7 černý pěšec · e6 černý pěšec · f6 černý jezdec · b4 černý střelec · c4 bílý pěšec · d4 bílý pěšec · c3 bílý jezdec · e3 bílý pěšec · a2 bílý pěšec · b2 bílý pěšec · f2 bílý pěšec · g2 bílý pěšec · h2 bílý pěšec · a1 bílý věž · c1 bílý střelec · d1 bílý dáma · e1 bílý král · f1 bílý střelec · g1 bílý jezdec · h1 bílý věž | a8 černý věž · b8 černý jezdec · c8 černý střelec · d8 černý dáma · e8 černý král · h8 černý věž · a7 černý pěšec · b7 černý pěšec · c7 černý pěšec · d7 černý pěšec · f7 černý pěšec · g7 černý pěšec · h7 černý pěšec · e6 černý pěšec · f6 černý jezdec · b4 černý střelec · c4 bílý pěšec · d4 bílý pěšec · c3 bílý jezdec · e3 bílý pěšec · a2 bílý pěšec · b2 bílý pěšec · f2 bílý pěšec · g2 bílý pěšec · h2 bílý pěšec · a1 bílý věž · c1 bílý střelec · d1 bílý dáma · e1 bílý král · f1 bílý střelec · g1 bílý jezdec · h1 bílý věž | a8 černý věž · b8 černý jezdec · c8 černý střelec · d8 černý dáma · e8 černý král · h8 černý věž · a7 černý pěšec · b7 černý pěšec · c7 černý pěšec · d7 černý pěšec · f7 černý pěšec · g7 černý pěšec · h7 černý pěšec · e6 černý pěšec · f6 černý jezdec · b4 černý střelec · c4 bílý pěšec · d4 bílý pěšec · c3 bílý jezdec · e3 bílý pěšec · a2 bílý pěšec · b2 bílý pěšec · f2 bílý pěšec · g2 bílý pěšec · h2 bílý pěšec · a1 bílý věž · c1 bílý střelec · d1 bílý dáma · e1 bílý král · f1 bílý střelec · g1 bílý jezdec · h1 bílý věž | 4 |
| 3 | a8 černý věž · b8 černý jezdec · c8 černý střelec · d8 černý dáma · e8 černý král · h8 černý věž · a7 černý pěšec · b7 černý pěšec · c7 černý pěšec · d7 černý pěšec · f7 černý pěšec · g7 černý pěšec · h7 černý pěšec · e6 černý pěšec · f6 černý jezdec · b4 černý střelec · c4 bílý pěšec · d4 bílý pěšec · c3 bílý jezdec · e3 bílý pěšec · a2 bílý pěšec · b2 bílý pěšec · f2 bílý pěšec · g2 bílý pěšec · h2 bílý pěšec · a1 bílý věž · c1 bílý střelec · d1 bílý dáma · e1 bílý král · f1 bílý střelec · g1 bílý jezdec · h1 bílý věž | a8 černý věž · b8 černý jezdec · c8 černý střelec · d8 černý dáma · e8 černý král · h8 černý věž · a7 černý pěšec · b7 černý pěšec · c7 černý pěšec · d7 černý pěšec · f7 černý pěšec · g7 černý pěšec · h7 černý pěšec · e6 černý pěšec · f6 černý jezdec · b4 černý střelec · c4 bílý pěšec · d4 bílý pěšec · c3 bílý jezdec · e3 bílý pěšec · a2 bílý pěšec · b2 bílý pěšec · f2 bílý pěšec · g2 bílý pěšec · h2 bílý pěšec · a1 bílý věž · c1 bílý střelec · d1 bílý dáma · e1 bílý král · f1 bílý střelec · g1 bílý jezdec · h1 bílý věž | a8 černý věž · b8 černý jezdec · c8 černý střelec · d8 černý dáma · e8 černý král · h8 černý věž · a7 černý pěšec · b7 černý pěšec · c7 černý pěšec · d7 černý pěšec · f7 černý pěšec · g7 černý pěšec · h7 černý pěšec · e6 černý pěšec · f6 černý jezdec · b4 černý střelec · c4 bílý pěšec · d4 bílý pěšec · c3 bílý jezdec · e3 bílý pěšec · a2 bílý pěšec · b2 bílý pěšec · f2 bílý pěšec · g2 bílý pěšec · h2 bílý pěšec · a1 bílý věž · c1 bílý střelec · d1 bílý dáma · e1 bílý král · f1 bílý střelec · g1 bílý jezdec · h1 bílý věž | a8 černý věž · b8 černý jezdec · c8 černý střelec · d8 černý dáma · e8 černý král · h8 černý věž · a7 černý pěšec · b7 černý pěšec · c7 černý pěšec · d7 černý pěšec · f7 černý pěšec · g7 černý pěšec · h7 černý pěšec · e6 černý pěšec · f6 černý jezdec · b4 černý střelec · c4 bílý pěšec · d4 bílý pěšec · c3 bílý jezdec · e3 bílý pěšec · a2 bílý pěšec · b2 bílý pěšec · f2 bílý pěšec · g2 bílý pěšec · h2 bílý pěšec · a1 bílý věž · c1 bílý střelec · d1 bílý dáma · e1 bílý král · f1 bílý střelec · g1 bílý jezdec · h1 bílý věž | a8 černý věž · b8 černý jezdec · c8 černý střelec · d8 černý dáma · e8 černý král · h8 černý věž · a7 černý pěšec · b7 černý pěšec · c7 černý pěšec · d7 černý pěšec · f7 černý pěšec · g7 černý pěšec · h7 černý pěšec · e6 černý pěšec · f6 černý jezdec · b4 černý střelec · c4 bílý pěšec · d4 bílý pěšec · c3 bílý jezdec · e3 bílý pěšec · a2 bílý pěšec · b2 bílý pěšec · f2 bílý pěšec · g2 bílý pěšec · h2 bílý pěšec · a1 bílý věž · c1 bílý střelec · d1 bílý dáma · e1 bílý král · f1 bílý střelec · g1 bílý jezdec · h1 bílý věž | a8 černý věž · b8 černý jezdec · c8 černý střelec · d8 černý dáma · e8 černý král · h8 černý věž · a7 černý pěšec · b7 černý pěšec · c7 černý pěšec · d7 černý pěšec · f7 černý pěšec · g7 černý pěšec · h7 černý pěšec · e6 černý pěšec · f6 černý jezdec · b4 černý střelec · c4 bílý pěšec · d4 bílý pěšec · c3 bílý jezdec · e3 bílý pěšec · a2 bílý pěšec · b2 bílý pěšec · f2 bílý pěšec · g2 bílý pěšec · h2 bílý pěšec · a1 bílý věž · c1 bílý střelec · d1 bílý dáma · e1 bílý král · f1 bílý střelec · g1 bílý jezdec · h1 bílý věž | a8 černý věž · b8 černý jezdec · c8 černý střelec · d8 černý dáma · e8 černý král · h8 černý věž · a7 černý pěšec · b7 černý pěšec · c7 černý pěšec · d7 černý pěšec · f7 černý pěšec · g7 černý pěšec · h7 černý pěšec · e6 černý pěšec · f6 černý jezdec · b4 černý střelec · c4 bílý pěšec · d4 bílý pěšec · c3 bílý jezdec · e3 bílý pěšec · a2 bílý pěšec · b2 bílý pěšec · f2 bílý pěšec · g2 bílý pěšec · h2 bílý pěšec · a1 bílý věž · c1 bílý střelec · d1 bílý dáma · e1 bílý král · f1 bílý střelec · g1 bílý jezdec · h1 bílý věž | a8 černý věž · b8 černý jezdec · c8 černý střelec · d8 černý dáma · e8 černý král · h8 černý věž · a7 černý pěšec · b7 černý pěšec · c7 černý pěšec · d7 černý pěšec · f7 černý pěšec · g7 černý pěšec · h7 černý pěšec · e6 černý pěšec · f6 černý jezdec · b4 černý střelec · c4 bílý pěšec · d4 bílý pěšec · c3 bílý jezdec · e3 bílý pěšec · a2 bílý pěšec · b2 bílý pěšec · f2 bílý pěšec · g2 bílý pěšec · h2 bílý pěšec · a1 bílý věž · c1 bílý střelec · d1 bílý dáma · e1 bílý král · f1 bílý střelec · g1 bílý jezdec · h1 bílý věž | 3 |
| 2 | a8 černý věž · b8 černý jezdec · c8 černý střelec · d8 černý dáma · e8 černý král · h8 černý věž · a7 černý pěšec · b7 černý pěšec · c7 černý pěšec · d7 černý pěšec · f7 černý pěšec · g7 černý pěšec · h7 černý pěšec · e6 černý pěšec · f6 černý jezdec · b4 černý střelec · c4 bílý pěšec · d4 bílý pěšec · c3 bílý jezdec · e3 bílý pěšec · a2 bílý pěšec · b2 bílý pěšec · f2 bílý pěšec · g2 bílý pěšec · h2 bílý pěšec · a1 bílý věž · c1 bílý střelec · d1 bílý dáma · e1 bílý král · f1 bílý střelec · g1 bílý jezdec · h1 bílý věž | a8 černý věž · b8 černý jezdec · c8 černý střelec · d8 černý dáma · e8 černý král · h8 černý věž · a7 černý pěšec · b7 černý pěšec · c7 černý pěšec · d7 černý pěšec · f7 černý pěšec · g7 černý pěšec · h7 černý pěšec · e6 černý pěšec · f6 černý jezdec · b4 černý střelec · c4 bílý pěšec · d4 bílý pěšec · c3 bílý jezdec · e3 bílý pěšec · a2 bílý pěšec · b2 bílý pěšec · f2 bílý pěšec · g2 bílý pěšec · h2 bílý pěšec · a1 bílý věž · c1 bílý střelec · d1 bílý dáma · e1 bílý král · f1 bílý střelec · g1 bílý jezdec · h1 bílý věž | a8 černý věž · b8 černý jezdec · c8 černý střelec · d8 černý dáma · e8 černý král · h8 černý věž · a7 černý pěšec · b7 černý pěšec · c7 černý pěšec · d7 černý pěšec · f7 černý pěšec · g7 černý pěšec · h7 černý pěšec · e6 černý pěšec · f6 černý jezdec · b4 černý střelec · c4 bílý pěšec · d4 bílý pěšec · c3 bílý jezdec · e3 bílý pěšec · a2 bílý pěšec · b2 bílý pěšec · f2 bílý pěšec · g2 bílý pěšec · h2 bílý pěšec · a1 bílý věž · c1 bílý střelec · d1 bílý dáma · e1 bílý král · f1 bílý střelec · g1 bílý jezdec · h1 bílý věž | a8 černý věž · b8 černý jezdec · c8 černý střelec · d8 černý dáma · e8 černý král · h8 černý věž · a7 černý pěšec · b7 černý pěšec · c7 černý pěšec · d7 černý pěšec · f7 černý pěšec · g7 černý pěšec · h7 černý pěšec · e6 černý pěšec · f6 černý jezdec · b4 černý střelec · c4 bílý pěšec · d4 bílý pěšec · c3 bílý jezdec · e3 bílý pěšec · a2 bílý pěšec · b2 bílý pěšec · f2 bílý pěšec · g2 bílý pěšec · h2 bílý pěšec · a1 bílý věž · c1 bílý střelec · d1 bílý dáma · e1 bílý král · f1 bílý střelec · g1 bílý jezdec · h1 bílý věž | a8 černý věž · b8 černý jezdec · c8 černý střelec · d8 černý dáma · e8 černý král · h8 černý věž · a7 černý pěšec · b7 černý pěšec · c7 černý pěšec · d7 černý pěšec · f7 černý pěšec · g7 černý pěšec · h7 černý pěšec · e6 černý pěšec · f6 černý jezdec · b4 černý střelec · c4 bílý pěšec · d4 bílý pěšec · c3 bílý jezdec · e3 bílý pěšec · a2 bílý pěšec · b2 bílý pěšec · f2 bílý pěšec · g2 bílý pěšec · h2 bílý pěšec · a1 bílý věž · c1 bílý střelec · d1 bílý dáma · e1 bílý král · f1 bílý střelec · g1 bílý jezdec · h1 bílý věž | a8 černý věž · b8 černý jezdec · c8 černý střelec · d8 černý dáma · e8 černý král · h8 černý věž · a7 černý pěšec · b7 černý pěšec · c7 černý pěšec · d7 černý pěšec · f7 černý pěšec · g7 černý pěšec · h7 černý pěšec · e6 černý pěšec · f6 černý jezdec · b4 černý střelec · c4 bílý pěšec · d4 bílý pěšec · c3 bílý jezdec · e3 bílý pěšec · a2 bílý pěšec · b2 bílý pěšec · f2 bílý pěšec · g2 bílý pěšec · h2 bílý pěšec · a1 bílý věž · c1 bílý střelec · d1 bílý dáma · e1 bílý král · f1 bílý střelec · g1 bílý jezdec · h1 bílý věž | a8 černý věž · b8 černý jezdec · c8 černý střelec · d8 černý dáma · e8 černý král · h8 černý věž · a7 černý pěšec · b7 černý pěšec · c7 černý pěšec · d7 černý pěšec · f7 černý pěšec · g7 černý pěšec · h7 černý pěšec · e6 černý pěšec · f6 černý jezdec · b4 černý střelec · c4 bílý pěšec · d4 bílý pěšec · c3 bílý jezdec · e3 bílý pěšec · a2 bílý pěšec · b2 bílý pěšec · f2 bílý pěšec · g2 bílý pěšec · h2 bílý pěšec · a1 bílý věž · c1 bílý střelec · d1 bílý dáma · e1 bílý král · f1 bílý střelec · g1 bílý jezdec · h1 bílý věž | a8 černý věž · b8 černý jezdec · c8 černý střelec · d8 černý dáma · e8 černý král · h8 černý věž · a7 černý pěšec · b7 černý pěšec · c7 černý pěšec · d7 černý pěšec · f7 černý pěšec · g7 černý pěšec · h7 černý pěšec · e6 černý pěšec · f6 černý jezdec · b4 černý střelec · c4 bílý pěšec · d4 bílý pěšec · c3 bílý jezdec · e3 bílý pěšec · a2 bílý pěšec · b2 bílý pěšec · f2 bílý pěšec · g2 bílý pěšec · h2 bílý pěšec · a1 bílý věž · c1 bílý střelec · d1 bílý dáma · e1 bílý král · f1 bílý střelec · g1 bílý jezdec · h1 bílý věž | 2 |
| 1 | a8 černý věž · b8 černý jezdec · c8 černý střelec · d8 černý dáma · e8 černý král · h8 černý věž · a7 černý pěšec · b7 černý pěšec · c7 černý pěšec · d7 černý pěšec · f7 černý pěšec · g7 černý pěšec · h7 černý pěšec · e6 černý pěšec · f6 černý jezdec · b4 černý střelec · c4 bílý pěšec · d4 bílý pěšec · c3 bílý jezdec · e3 bílý pěšec · a2 bílý pěšec · b2 bílý pěšec · f2 bílý pěšec · g2 bílý pěšec · h2 bílý pěšec · a1 bílý věž · c1 bílý střelec · d1 bílý dáma · e1 bílý král · f1 bílý střelec · g1 bílý jezdec · h1 bílý věž | a8 černý věž · b8 černý jezdec · c8 černý střelec · d8 černý dáma · e8 černý král · h8 černý věž · a7 černý pěšec · b7 černý pěšec · c7 černý pěšec · d7 černý pěšec · f7 černý pěšec · g7 černý pěšec · h7 černý pěšec · e6 černý pěšec · f6 černý jezdec · b4 černý střelec · c4 bílý pěšec · d4 bílý pěšec · c3 bílý jezdec · e3 bílý pěšec · a2 bílý pěšec · b2 bílý pěšec · f2 bílý pěšec · g2 bílý pěšec · h2 bílý pěšec · a1 bílý věž · c1 bílý střelec · d1 bílý dáma · e1 bílý král · f1 bílý střelec · g1 bílý jezdec · h1 bílý věž | a8 černý věž · b8 černý jezdec · c8 černý střelec · d8 černý dáma · e8 černý král · h8 černý věž · a7 černý pěšec · b7 černý pěšec · c7 černý pěšec · d7 černý pěšec · f7 černý pěšec · g7 černý pěšec · h7 černý pěšec · e6 černý pěšec · f6 černý jezdec · b4 černý střelec · c4 bílý pěšec · d4 bílý pěšec · c3 bílý jezdec · e3 bílý pěšec · a2 bílý pěšec · b2 bílý pěšec · f2 bílý pěšec · g2 bílý pěšec · h2 bílý pěšec · a1 bílý věž · c1 bílý střelec · d1 bílý dáma · e1 bílý král · f1 bílý střelec · g1 bílý jezdec · h1 bílý věž | a8 černý věž · b8 černý jezdec · c8 černý střelec · d8 černý dáma · e8 černý král · h8 černý věž · a7 černý pěšec · b7 černý pěšec · c7 černý pěšec · d7 černý pěšec · f7 černý pěšec · g7 černý pěšec · h7 černý pěšec · e6 černý pěšec · f6 černý jezdec · b4 černý střelec · c4 bílý pěšec · d4 bílý pěšec · c3 bílý jezdec · e3 bílý pěšec · a2 bílý pěšec · b2 bílý pěšec · f2 bílý pěšec · g2 bílý pěšec · h2 bílý pěšec · a1 bílý věž · c1 bílý střelec · d1 bílý dáma · e1 bílý král · f1 bílý střelec · g1 bílý jezdec · h1 bílý věž | a8 černý věž · b8 černý jezdec · c8 černý střelec · d8 černý dáma · e8 černý král · h8 černý věž · a7 černý pěšec · b7 černý pěšec · c7 černý pěšec · d7 černý pěšec · f7 černý pěšec · g7 černý pěšec · h7 černý pěšec · e6 černý pěšec · f6 černý jezdec · b4 černý střelec · c4 bílý pěšec · d4 bílý pěšec · c3 bílý jezdec · e3 bílý pěšec · a2 bílý pěšec · b2 bílý pěšec · f2 bílý pěšec · g2 bílý pěšec · h2 bílý pěšec · a1 bílý věž · c1 bílý střelec · d1 bílý dáma · e1 bílý král · f1 bílý střelec · g1 bílý jezdec · h1 bílý věž | a8 černý věž · b8 černý jezdec · c8 černý střelec · d8 černý dáma · e8 černý král · h8 černý věž · a7 černý pěšec · b7 černý pěšec · c7 černý pěšec · d7 černý pěšec · f7 černý pěšec · g7 černý pěšec · h7 černý pěšec · e6 černý pěšec · f6 černý jezdec · b4 černý střelec · c4 bílý pěšec · d4 bílý pěšec · c3 bílý jezdec · e3 bílý pěšec · a2 bílý pěšec · b2 bílý pěšec · f2 bílý pěšec · g2 bílý pěšec · h2 bílý pěšec · a1 bílý věž · c1 bílý střelec · d1 bílý dáma · e1 bílý král · f1 bílý střelec · g1 bílý jezdec · h1 bílý věž | a8 černý věž · b8 černý jezdec · c8 černý střelec · d8 černý dáma · e8 černý král · h8 černý věž · a7 černý pěšec · b7 černý pěšec · c7 černý pěšec · d7 černý pěšec · f7 černý pěšec · g7 černý pěšec · h7 černý pěšec · e6 černý pěšec · f6 černý jezdec · b4 černý střelec · c4 bílý pěšec · d4 bílý pěšec · c3 bílý jezdec · e3 bílý pěšec · a2 bílý pěšec · b2 bílý pěšec · f2 bílý pěšec · g2 bílý pěšec · h2 bílý pěšec · a1 bílý věž · c1 bílý střelec · d1 bílý dáma · e1 bílý král · f1 bílý střelec · g1 bílý jezdec · h1 bílý věž | a8 černý věž · b8 černý jezdec · c8 černý střelec · d8 černý dáma · e8 černý král · h8 černý věž · a7 černý pěšec · b7 černý pěšec · c7 černý pěšec · d7 černý pěšec · f7 černý pěšec · g7 černý pěšec · h7 černý pěšec · e6 černý pěšec · f6 černý jezdec · b4 černý střelec · c4 bílý pěšec · d4 bílý pěšec · c3 bílý jezdec · e3 bílý pěšec · a2 bílý pěšec · b2 bílý pěšec · f2 bílý pěšec · g2 bílý pěšec · h2 bílý pěšec · a1 bílý věž · c1 bílý střelec · d1 bílý dáma · e1 bílý král · f1 bílý střelec · g1 bílý jezdec · h1 bílý věž | 1 |
|   | a | b | c | d | e | f | g | h |   |

1. d4 Jf6 2. c4 e6 3. Jc3 Sb4 4. e3
Poklidné vývinové pokračování patří vedle 4. Dc2 k nejčastější odpovědi bílého. Bílý se vyvíjí a boj se často vede o pole e4, jehož ovládnutí by uvolnilo střelce c1, který je tahem e3 uzavřen, což je jediná nevýhoda tohoto systému. Bílý často umístí černopolného střelce na dámské křídlo, kde se může rozehrát na diagonálách a3-f8 nebo a1-h8 v případě otevření pozice.

#### varianta s b6
1. d4 Jf6 2. c4 e6 3. Jc3 Sb4 4. e3 b6
Hypermoderní postup, kde se místo pěšcového vyjádření ve středu černý snaží působit na dámském křídle fianchettovaným střelcem. Bílý tu může hrát 5. Sd3 Sb7 6. Jf3 (do této varianty vede často i varianta 4. Jf3 b6 5. e3 Sb7 6.Sd3) na což se černý může rozhodnout mezi ambiciozním výpadem 6... Je4 7. 0-0 (7. Dc2 f5) 7...f5 s komplikacemi nebo klidnějším 6... 0-0 7. 0-0 a nyní má černý na výběr mezi přechodem do varianty s 0-0 tahem 7... d5 a mezi flexibilním 7... c5 8. Ja4 cxd4 exd4 kde se černý většinou stáhne černopolným střelcem a postaví ježka tahem d6.

Druhou ambicioznější možností bílého proti systému 4... b6 je tah 5. Je2 se snahou narušit černému plány. Po klidném 5... Sb7 6. a3 Se7 7. d5 0-0 8. Jg3 se bílému podaří zablokovat diagonálu bělopolnému střelci černého. Černý tu občas reaguje tahem 5... c5, který přechází do varianty 4... c5; nejčastěji ale černý odpovídá 5... Sa6, zde má bílý na výběr mezi 6. a3 Sxc3 (nebo 6... Se7 7. Jf4 d5) 7. Jxc3 a 6. Jg3 Sxc3 7. bxc3 d5 8. Sa3 s iniciativou

#### varianta s c5
1. d4 Jf6 2. c4 e6 3. Jc3 Sb4 4. e3 c5 I zde se může bílý rozhodnout pro 5. Je2 s krytím svého jezce, na což černý může reagovat 5... b6 6. a3 Sa5 7. Vb1 Ja6 se složitou hrou, častěji ale volí výměnu 5... cxd4 6. exd4 a nyní se černý může rozhodnout pro 6... d5 na což bílý reaguje 7. a3 Se7 8. c5 a ještě častěji ihned přetažením 7. c5 se snahou o získání převahy na dámském křídle, kde černý není bez šancí nebo mezi 6... 0-0 7. a3 Se7 8. d5 exd5 9. cxd5 Ve8 10. d6 Sf8 11. g3 kdy vzniká složitá hra, v níž soupeři vedou spor o bílého pěšce d6.
Druhou možností je klasický postup 5. Sd3, na který černý nechce-li přejít do hlavních variant může reagovat tahem 5... Jc6 6. Jf3 Sxc3 7. bxc3 d6 se snahou o zablokování pozice. Bílý se může rozhodnout mezi 8. e4 e5 9. d5 Je7 se zablokovanou pozicí a mezi 8. 0-0 e5 9. Jd2 0-0 kde často také dojde k zablokování a hra je nejasná

#### hlavní varianta
|   | a | b | c | d | e | f | g | h |   |
| 8 | a8 černý věž · b8 černý jezdec · c8 černý střelec · d8 černý dáma · f8 černý věž · g8 černý král · a7 černý pěšec · b7 černý pěšec · f7 černý pěšec · g7 černý pěšec · h7 černý pěšec · e6 černý pěšec · f6 černý jezdec · c5 černý pěšec · d5 černý pěšec · b4 černý střelec · c4 bílý pěšec · d4 bílý pěšec · c3 bílý jezdec · d3 bílý střelec · e3 bílý pěšec · f3 bílý jezdec · a2 bílý pěšec · b2 bílý pěšec · f2 bílý pěšec · g2 bílý pěšec · h2 bílý pěšec · a1 bílý věž · c1 bílý střelec · d1 bílý dáma · f1 bílý věž · g1 bílý král | a8 černý věž · b8 černý jezdec · c8 černý střelec · d8 černý dáma · f8 černý věž · g8 černý král · a7 černý pěšec · b7 černý pěšec · f7 černý pěšec · g7 černý pěšec · h7 černý pěšec · e6 černý pěšec · f6 černý jezdec · c5 černý pěšec · d5 černý pěšec · b4 černý střelec · c4 bílý pěšec · d4 bílý pěšec · c3 bílý jezdec · d3 bílý střelec · e3 bílý pěšec · f3 bílý jezdec · a2 bílý pěšec · b2 bílý pěšec · f2 bílý pěšec · g2 bílý pěšec · h2 bílý pěšec · a1 bílý věž · c1 bílý střelec · d1 bílý dáma · f1 bílý věž · g1 bílý král | a8 černý věž · b8 černý jezdec · c8 černý střelec · d8 černý dáma · f8 černý věž · g8 černý král · a7 černý pěšec · b7 černý pěšec · f7 černý pěšec · g7 černý pěšec · h7 černý pěšec · e6 černý pěšec · f6 černý jezdec · c5 černý pěšec · d5 černý pěšec · b4 černý střelec · c4 bílý pěšec · d4 bílý pěšec · c3 bílý jezdec · d3 bílý střelec · e3 bílý pěšec · f3 bílý jezdec · a2 bílý pěšec · b2 bílý pěšec · f2 bílý pěšec · g2 bílý pěšec · h2 bílý pěšec · a1 bílý věž · c1 bílý střelec · d1 bílý dáma · f1 bílý věž · g1 bílý král | a8 černý věž · b8 černý jezdec · c8 černý střelec · d8 černý dáma · f8 černý věž · g8 černý král · a7 černý pěšec · b7 černý pěšec · f7 černý pěšec · g7 černý pěšec · h7 černý pěšec · e6 černý pěšec · f6 černý jezdec · c5 černý pěšec · d5 černý pěšec · b4 černý střelec · c4 bílý pěšec · d4 bílý pěšec · c3 bílý jezdec · d3 bílý střelec · e3 bílý pěšec · f3 bílý jezdec · a2 bílý pěšec · b2 bílý pěšec · f2 bílý pěšec · g2 bílý pěšec · h2 bílý pěšec · a1 bílý věž · c1 bílý střelec · d1 bílý dáma · f1 bílý věž · g1 bílý král | a8 černý věž · b8 černý jezdec · c8 černý střelec · d8 černý dáma · f8 černý věž · g8 černý král · a7 černý pěšec · b7 černý pěšec · f7 černý pěšec · g7 černý pěšec · h7 černý pěšec · e6 černý pěšec · f6 černý jezdec · c5 černý pěšec · d5 černý pěšec · b4 černý střelec · c4 bílý pěšec · d4 bílý pěšec · c3 bílý jezdec · d3 bílý střelec · e3 bílý pěšec · f3 bílý jezdec · a2 bílý pěšec · b2 bílý pěšec · f2 bílý pěšec · g2 bílý pěšec · h2 bílý pěšec · a1 bílý věž · c1 bílý střelec · d1 bílý dáma · f1 bílý věž · g1 bílý král | a8 černý věž · b8 černý jezdec · c8 černý střelec · d8 černý dáma · f8 černý věž · g8 černý král · a7 černý pěšec · b7 černý pěšec · f7 černý pěšec · g7 černý pěšec · h7 černý pěšec · e6 černý pěšec · f6 černý jezdec · c5 černý pěšec · d5 černý pěšec · b4 černý střelec · c4 bílý pěšec · d4 bílý pěšec · c3 bílý jezdec · d3 bílý střelec · e3 bílý pěšec · f3 bílý jezdec · a2 bílý pěšec · b2 bílý pěšec · f2 bílý pěšec · g2 bílý pěšec · h2 bílý pěšec · a1 bílý věž · c1 bílý střelec · d1 bílý dáma · f1 bílý věž · g1 bílý král | a8 černý věž · b8 černý jezdec · c8 černý střelec · d8 černý dáma · f8 černý věž · g8 černý král · a7 černý pěšec · b7 černý pěšec · f7 černý pěšec · g7 černý pěšec · h7 černý pěšec · e6 černý pěšec · f6 černý jezdec · c5 černý pěšec · d5 černý pěšec · b4 černý střelec · c4 bílý pěšec · d4 bílý pěšec · c3 bílý jezdec · d3 bílý střelec · e3 bílý pěšec · f3 bílý jezdec · a2 bílý pěšec · b2 bílý pěšec · f2 bílý pěšec · g2 bílý pěšec · h2 bílý pěšec · a1 bílý věž · c1 bílý střelec · d1 bílý dáma · f1 bílý věž · g1 bílý král | a8 černý věž · b8 černý jezdec · c8 černý střelec · d8 černý dáma · f8 černý věž · g8 černý král · a7 černý pěšec · b7 černý pěšec · f7 černý pěšec · g7 černý pěšec · h7 černý pěšec · e6 černý pěšec · f6 černý jezdec · c5 černý pěšec · d5 černý pěšec · b4 černý střelec · c4 bílý pěšec · d4 bílý pěšec · c3 bílý jezdec · d3 bílý střelec · e3 bílý pěšec · f3 bílý jezdec · a2 bílý pěšec · b2 bílý pěšec · f2 bílý pěšec · g2 bílý pěšec · h2 bílý pěšec · a1 bílý věž · c1 bílý střelec · d1 bílý dáma · f1 bílý věž · g1 bílý král | 8 |
| 7 | a8 černý věž · b8 černý jezdec · c8 černý střelec · d8 černý dáma · f8 černý věž · g8 černý král · a7 černý pěšec · b7 černý pěšec · f7 černý pěšec · g7 černý pěšec · h7 černý pěšec · e6 černý pěšec · f6 černý jezdec · c5 černý pěšec · d5 černý pěšec · b4 černý střelec · c4 bílý pěšec · d4 bílý pěšec · c3 bílý jezdec · d3 bílý střelec · e3 bílý pěšec · f3 bílý jezdec · a2 bílý pěšec · b2 bílý pěšec · f2 bílý pěšec · g2 bílý pěšec · h2 bílý pěšec · a1 bílý věž · c1 bílý střelec · d1 bílý dáma · f1 bílý věž · g1 bílý král | a8 černý věž · b8 černý jezdec · c8 černý střelec · d8 černý dáma · f8 černý věž · g8 černý král · a7 černý pěšec · b7 černý pěšec · f7 černý pěšec · g7 černý pěšec · h7 černý pěšec · e6 černý pěšec · f6 černý jezdec · c5 černý pěšec · d5 černý pěšec · b4 černý střelec · c4 bílý pěšec · d4 bílý pěšec · c3 bílý jezdec · d3 bílý střelec · e3 bílý pěšec · f3 bílý jezdec · a2 bílý pěšec · b2 bílý pěšec · f2 bílý pěšec · g2 bílý pěšec · h2 bílý pěšec · a1 bílý věž · c1 bílý střelec · d1 bílý dáma · f1 bílý věž · g1 bílý král | a8 černý věž · b8 černý jezdec · c8 černý střelec · d8 černý dáma · f8 černý věž · g8 černý král · a7 černý pěšec · b7 černý pěšec · f7 černý pěšec · g7 černý pěšec · h7 černý pěšec · e6 černý pěšec · f6 černý jezdec · c5 černý pěšec · d5 černý pěšec · b4 černý střelec · c4 bílý pěšec · d4 bílý pěšec · c3 bílý jezdec · d3 bílý střelec · e3 bílý pěšec · f3 bílý jezdec · a2 bílý pěšec · b2 bílý pěšec · f2 bílý pěšec · g2 bílý pěšec · h2 bílý pěšec · a1 bílý věž · c1 bílý střelec · d1 bílý dáma · f1 bílý věž · g1 bílý král | a8 černý věž · b8 černý jezdec · c8 černý střelec · d8 černý dáma · f8 černý věž · g8 černý král · a7 černý pěšec · b7 černý pěšec · f7 černý pěšec · g7 černý pěšec · h7 černý pěšec · e6 černý pěšec · f6 černý jezdec · c5 černý pěšec · d5 černý pěšec · b4 černý střelec · c4 bílý pěšec · d4 bílý pěšec · c3 bílý jezdec · d3 bílý střelec · e3 bílý pěšec · f3 bílý jezdec · a2 bílý pěšec · b2 bílý pěšec · f2 bílý pěšec · g2 bílý pěšec · h2 bílý pěšec · a1 bílý věž · c1 bílý střelec · d1 bílý dáma · f1 bílý věž · g1 bílý král | a8 černý věž · b8 černý jezdec · c8 černý střelec · d8 černý dáma · f8 černý věž · g8 černý král · a7 černý pěšec · b7 černý pěšec · f7 černý pěšec · g7 černý pěšec · h7 černý pěšec · e6 černý pěšec · f6 černý jezdec · c5 černý pěšec · d5 černý pěšec · b4 černý střelec · c4 bílý pěšec · d4 bílý pěšec · c3 bílý jezdec · d3 bílý střelec · e3 bílý pěšec · f3 bílý jezdec · a2 bílý pěšec · b2 bílý pěšec · f2 bílý pěšec · g2 bílý pěšec · h2 bílý pěšec · a1 bílý věž · c1 bílý střelec · d1 bílý dáma · f1 bílý věž · g1 bílý král | a8 černý věž · b8 černý jezdec · c8 černý střelec · d8 černý dáma · f8 černý věž · g8 černý král · a7 černý pěšec · b7 černý pěšec · f7 černý pěšec · g7 černý pěšec · h7 černý pěšec · e6 černý pěšec · f6 černý jezdec · c5 černý pěšec · d5 černý pěšec · b4 černý střelec · c4 bílý pěšec · d4 bílý pěšec · c3 bílý jezdec · d3 bílý střelec · e3 bílý pěšec · f3 bílý jezdec · a2 bílý pěšec · b2 bílý pěšec · f2 bílý pěšec · g2 bílý pěšec · h2 bílý pěšec · a1 bílý věž · c1 bílý střelec · d1 bílý dáma · f1 bílý věž · g1 bílý král | a8 černý věž · b8 černý jezdec · c8 černý střelec · d8 černý dáma · f8 černý věž · g8 černý král · a7 černý pěšec · b7 černý pěšec · f7 černý pěšec · g7 černý pěšec · h7 černý pěšec · e6 černý pěšec · f6 černý jezdec · c5 černý pěšec · d5 černý pěšec · b4 černý střelec · c4 bílý pěšec · d4 bílý pěšec · c3 bílý jezdec · d3 bílý střelec · e3 bílý pěšec · f3 bílý jezdec · a2 bílý pěšec · b2 bílý pěšec · f2 bílý pěšec · g2 bílý pěšec · h2 bílý pěšec · a1 bílý věž · c1 bílý střelec · d1 bílý dáma · f1 bílý věž · g1 bílý král | a8 černý věž · b8 černý jezdec · c8 černý střelec · d8 černý dáma · f8 černý věž · g8 černý král · a7 černý pěšec · b7 černý pěšec · f7 černý pěšec · g7 černý pěšec · h7 černý pěšec · e6 černý pěšec · f6 černý jezdec · c5 černý pěšec · d5 černý pěšec · b4 černý střelec · c4 bílý pěšec · d4 bílý pěšec · c3 bílý jezdec · d3 bílý střelec · e3 bílý pěšec · f3 bílý jezdec · a2 bílý pěšec · b2 bílý pěšec · f2 bílý pěšec · g2 bílý pěšec · h2 bílý pěšec · a1 bílý věž · c1 bílý střelec · d1 bílý dáma · f1 bílý věž · g1 bílý král | 7 |
| 6 | a8 černý věž · b8 černý jezdec · c8 černý střelec · d8 černý dáma · f8 černý věž · g8 černý král · a7 černý pěšec · b7 černý pěšec · f7 černý pěšec · g7 černý pěšec · h7 černý pěšec · e6 černý pěšec · f6 černý jezdec · c5 černý pěšec · d5 černý pěšec · b4 černý střelec · c4 bílý pěšec · d4 bílý pěšec · c3 bílý jezdec · d3 bílý střelec · e3 bílý pěšec · f3 bílý jezdec · a2 bílý pěšec · b2 bílý pěšec · f2 bílý pěšec · g2 bílý pěšec · h2 bílý pěšec · a1 bílý věž · c1 bílý střelec · d1 bílý dáma · f1 bílý věž · g1 bílý král | a8 černý věž · b8 černý jezdec · c8 černý střelec · d8 černý dáma · f8 černý věž · g8 černý král · a7 černý pěšec · b7 černý pěšec · f7 černý pěšec · g7 černý pěšec · h7 černý pěšec · e6 černý pěšec · f6 černý jezdec · c5 černý pěšec · d5 černý pěšec · b4 černý střelec · c4 bílý pěšec · d4 bílý pěšec · c3 bílý jezdec · d3 bílý střelec · e3 bílý pěšec · f3 bílý jezdec · a2 bílý pěšec · b2 bílý pěšec · f2 bílý pěšec · g2 bílý pěšec · h2 bílý pěšec · a1 bílý věž · c1 bílý střelec · d1 bílý dáma · f1 bílý věž · g1 bílý král | a8 černý věž · b8 černý jezdec · c8 černý střelec · d8 černý dáma · f8 černý věž · g8 černý král · a7 černý pěšec · b7 černý pěšec · f7 černý pěšec · g7 černý pěšec · h7 černý pěšec · e6 černý pěšec · f6 černý jezdec · c5 černý pěšec · d5 černý pěšec · b4 černý střelec · c4 bílý pěšec · d4 bílý pěšec · c3 bílý jezdec · d3 bílý střelec · e3 bílý pěšec · f3 bílý jezdec · a2 bílý pěšec · b2 bílý pěšec · f2 bílý pěšec · g2 bílý pěšec · h2 bílý pěšec · a1 bílý věž · c1 bílý střelec · d1 bílý dáma · f1 bílý věž · g1 bílý král | a8 černý věž · b8 černý jezdec · c8 černý střelec · d8 černý dáma · f8 černý věž · g8 černý král · a7 černý pěšec · b7 černý pěšec · f7 černý pěšec · g7 černý pěšec · h7 černý pěšec · e6 černý pěšec · f6 černý jezdec · c5 černý pěšec · d5 černý pěšec · b4 černý střelec · c4 bílý pěšec · d4 bílý pěšec · c3 bílý jezdec · d3 bílý střelec · e3 bílý pěšec · f3 bílý jezdec · a2 bílý pěšec · b2 bílý pěšec · f2 bílý pěšec · g2 bílý pěšec · h2 bílý pěšec · a1 bílý věž · c1 bílý střelec · d1 bílý dáma · f1 bílý věž · g1 bílý král | a8 černý věž · b8 černý jezdec · c8 černý střelec · d8 černý dáma · f8 černý věž · g8 černý král · a7 černý pěšec · b7 černý pěšec · f7 černý pěšec · g7 černý pěšec · h7 černý pěšec · e6 černý pěšec · f6 černý jezdec · c5 černý pěšec · d5 černý pěšec · b4 černý střelec · c4 bílý pěšec · d4 bílý pěšec · c3 bílý jezdec · d3 bílý střelec · e3 bílý pěšec · f3 bílý jezdec · a2 bílý pěšec · b2 bílý pěšec · f2 bílý pěšec · g2 bílý pěšec · h2 bílý pěšec · a1 bílý věž · c1 bílý střelec · d1 bílý dáma · f1 bílý věž · g1 bílý král | a8 černý věž · b8 černý jezdec · c8 černý střelec · d8 černý dáma · f8 černý věž · g8 černý král · a7 černý pěšec · b7 černý pěšec · f7 černý pěšec · g7 černý pěšec · h7 černý pěšec · e6 černý pěšec · f6 černý jezdec · c5 černý pěšec · d5 černý pěšec · b4 černý střelec · c4 bílý pěšec · d4 bílý pěšec · c3 bílý jezdec · d3 bílý střelec · e3 bílý pěšec · f3 bílý jezdec · a2 bílý pěšec · b2 bílý pěšec · f2 bílý pěšec · g2 bílý pěšec · h2 bílý pěšec · a1 bílý věž · c1 bílý střelec · d1 bílý dáma · f1 bílý věž · g1 bílý král | a8 černý věž · b8 černý jezdec · c8 černý střelec · d8 černý dáma · f8 černý věž · g8 černý král · a7 černý pěšec · b7 černý pěšec · f7 černý pěšec · g7 černý pěšec · h7 černý pěšec · e6 černý pěšec · f6 černý jezdec · c5 černý pěšec · d5 černý pěšec · b4 černý střelec · c4 bílý pěšec · d4 bílý pěšec · c3 bílý jezdec · d3 bílý střelec · e3 bílý pěšec · f3 bílý jezdec · a2 bílý pěšec · b2 bílý pěšec · f2 bílý pěšec · g2 bílý pěšec · h2 bílý pěšec · a1 bílý věž · c1 bílý střelec · d1 bílý dáma · f1 bílý věž · g1 bílý král | a8 černý věž · b8 černý jezdec · c8 černý střelec · d8 černý dáma · f8 černý věž · g8 černý král · a7 černý pěšec · b7 černý pěšec · f7 černý pěšec · g7 černý pěšec · h7 černý pěšec · e6 černý pěšec · f6 černý jezdec · c5 černý pěšec · d5 černý pěšec · b4 černý střelec · c4 bílý pěšec · d4 bílý pěšec · c3 bílý jezdec · d3 bílý střelec · e3 bílý pěšec · f3 bílý jezdec · a2 bílý pěšec · b2 bílý pěšec · f2 bílý pěšec · g2 bílý pěšec · h2 bílý pěšec · a1 bílý věž · c1 bílý střelec · d1 bílý dáma · f1 bílý věž · g1 bílý král | 6 |
| 5 | a8 černý věž · b8 černý jezdec · c8 černý střelec · d8 černý dáma · f8 černý věž · g8 černý král · a7 černý pěšec · b7 černý pěšec · f7 černý pěšec · g7 černý pěšec · h7 černý pěšec · e6 černý pěšec · f6 černý jezdec · c5 černý pěšec · d5 černý pěšec · b4 černý střelec · c4 bílý pěšec · d4 bílý pěšec · c3 bílý jezdec · d3 bílý střelec · e3 bílý pěšec · f3 bílý jezdec · a2 bílý pěšec · b2 bílý pěšec · f2 bílý pěšec · g2 bílý pěšec · h2 bílý pěšec · a1 bílý věž · c1 bílý střelec · d1 bílý dáma · f1 bílý věž · g1 bílý král | a8 černý věž · b8 černý jezdec · c8 černý střelec · d8 černý dáma · f8 černý věž · g8 černý král · a7 černý pěšec · b7 černý pěšec · f7 černý pěšec · g7 černý pěšec · h7 černý pěšec · e6 černý pěšec · f6 černý jezdec · c5 černý pěšec · d5 černý pěšec · b4 černý střelec · c4 bílý pěšec · d4 bílý pěšec · c3 bílý jezdec · d3 bílý střelec · e3 bílý pěšec · f3 bílý jezdec · a2 bílý pěšec · b2 bílý pěšec · f2 bílý pěšec · g2 bílý pěšec · h2 bílý pěšec · a1 bílý věž · c1 bílý střelec · d1 bílý dáma · f1 bílý věž · g1 bílý král | a8 černý věž · b8 černý jezdec · c8 černý střelec · d8 černý dáma · f8 černý věž · g8 černý král · a7 černý pěšec · b7 černý pěšec · f7 černý pěšec · g7 černý pěšec · h7 černý pěšec · e6 černý pěšec · f6 černý jezdec · c5 černý pěšec · d5 černý pěšec · b4 černý střelec · c4 bílý pěšec · d4 bílý pěšec · c3 bílý jezdec · d3 bílý střelec · e3 bílý pěšec · f3 bílý jezdec · a2 bílý pěšec · b2 bílý pěšec · f2 bílý pěšec · g2 bílý pěšec · h2 bílý pěšec · a1 bílý věž · c1 bílý střelec · d1 bílý dáma · f1 bílý věž · g1 bílý král | a8 černý věž · b8 černý jezdec · c8 černý střelec · d8 černý dáma · f8 černý věž · g8 černý král · a7 černý pěšec · b7 černý pěšec · f7 černý pěšec · g7 černý pěšec · h7 černý pěšec · e6 černý pěšec · f6 černý jezdec · c5 černý pěšec · d5 černý pěšec · b4 černý střelec · c4 bílý pěšec · d4 bílý pěšec · c3 bílý jezdec · d3 bílý střelec · e3 bílý pěšec · f3 bílý jezdec · a2 bílý pěšec · b2 bílý pěšec · f2 bílý pěšec · g2 bílý pěšec · h2 bílý pěšec · a1 bílý věž · c1 bílý střelec · d1 bílý dáma · f1 bílý věž · g1 bílý král | a8 černý věž · b8 černý jezdec · c8 černý střelec · d8 černý dáma · f8 černý věž · g8 černý král · a7 černý pěšec · b7 černý pěšec · f7 černý pěšec · g7 černý pěšec · h7 černý pěšec · e6 černý pěšec · f6 černý jezdec · c5 černý pěšec · d5 černý pěšec · b4 černý střelec · c4 bílý pěšec · d4 bílý pěšec · c3 bílý jezdec · d3 bílý střelec · e3 bílý pěšec · f3 bílý jezdec · a2 bílý pěšec · b2 bílý pěšec · f2 bílý pěšec · g2 bílý pěšec · h2 bílý pěšec · a1 bílý věž · c1 bílý střelec · d1 bílý dáma · f1 bílý věž · g1 bílý král | a8 černý věž · b8 černý jezdec · c8 černý střelec · d8 černý dáma · f8 černý věž · g8 černý král · a7 černý pěšec · b7 černý pěšec · f7 černý pěšec · g7 černý pěšec · h7 černý pěšec · e6 černý pěšec · f6 černý jezdec · c5 černý pěšec · d5 černý pěšec · b4 černý střelec · c4 bílý pěšec · d4 bílý pěšec · c3 bílý jezdec · d3 bílý střelec · e3 bílý pěšec · f3 bílý jezdec · a2 bílý pěšec · b2 bílý pěšec · f2 bílý pěšec · g2 bílý pěšec · h2 bílý pěšec · a1 bílý věž · c1 bílý střelec · d1 bílý dáma · f1 bílý věž · g1 bílý král | a8 černý věž · b8 černý jezdec · c8 černý střelec · d8 černý dáma · f8 černý věž · g8 černý král · a7 černý pěšec · b7 černý pěšec · f7 černý pěšec · g7 černý pěšec · h7 černý pěšec · e6 černý pěšec · f6 černý jezdec · c5 černý pěšec · d5 černý pěšec · b4 černý střelec · c4 bílý pěšec · d4 bílý pěšec · c3 bílý jezdec · d3 bílý střelec · e3 bílý pěšec · f3 bílý jezdec · a2 bílý pěšec · b2 bílý pěšec · f2 bílý pěšec · g2 bílý pěšec · h2 bílý pěšec · a1 bílý věž · c1 bílý střelec · d1 bílý dáma · f1 bílý věž · g1 bílý král | a8 černý věž · b8 černý jezdec · c8 černý střelec · d8 černý dáma · f8 černý věž · g8 černý král · a7 černý pěšec · b7 černý pěšec · f7 černý pěšec · g7 černý pěšec · h7 černý pěšec · e6 černý pěšec · f6 černý jezdec · c5 černý pěšec · d5 černý pěšec · b4 černý střelec · c4 bílý pěšec · d4 bílý pěšec · c3 bílý jezdec · d3 bílý střelec · e3 bílý pěšec · f3 bílý jezdec · a2 bílý pěšec · b2 bílý pěšec · f2 bílý pěšec · g2 bílý pěšec · h2 bílý pěšec · a1 bílý věž · c1 bílý střelec · d1 bílý dáma · f1 bílý věž · g1 bílý král | 5 |
| 4 | a8 černý věž · b8 černý jezdec · c8 černý střelec · d8 černý dáma · f8 černý věž · g8 černý král · a7 černý pěšec · b7 černý pěšec · f7 černý pěšec · g7 černý pěšec · h7 černý pěšec · e6 černý pěšec · f6 černý jezdec · c5 černý pěšec · d5 černý pěšec · b4 černý střelec · c4 bílý pěšec · d4 bílý pěšec · c3 bílý jezdec · d3 bílý střelec · e3 bílý pěšec · f3 bílý jezdec · a2 bílý pěšec · b2 bílý pěšec · f2 bílý pěšec · g2 bílý pěšec · h2 bílý pěšec · a1 bílý věž · c1 bílý střelec · d1 bílý dáma · f1 bílý věž · g1 bílý král | a8 černý věž · b8 černý jezdec · c8 černý střelec · d8 černý dáma · f8 černý věž · g8 černý král · a7 černý pěšec · b7 černý pěšec · f7 černý pěšec · g7 černý pěšec · h7 černý pěšec · e6 černý pěšec · f6 černý jezdec · c5 černý pěšec · d5 černý pěšec · b4 černý střelec · c4 bílý pěšec · d4 bílý pěšec · c3 bílý jezdec · d3 bílý střelec · e3 bílý pěšec · f3 bílý jezdec · a2 bílý pěšec · b2 bílý pěšec · f2 bílý pěšec · g2 bílý pěšec · h2 bílý pěšec · a1 bílý věž · c1 bílý střelec · d1 bílý dáma · f1 bílý věž · g1 bílý král | a8 černý věž · b8 černý jezdec · c8 černý střelec · d8 černý dáma · f8 černý věž · g8 černý král · a7 černý pěšec · b7 černý pěšec · f7 černý pěšec · g7 černý pěšec · h7 černý pěšec · e6 černý pěšec · f6 černý jezdec · c5 černý pěšec · d5 černý pěšec · b4 černý střelec · c4 bílý pěšec · d4 bílý pěšec · c3 bílý jezdec · d3 bílý střelec · e3 bílý pěšec · f3 bílý jezdec · a2 bílý pěšec · b2 bílý pěšec · f2 bílý pěšec · g2 bílý pěšec · h2 bílý pěšec · a1 bílý věž · c1 bílý střelec · d1 bílý dáma · f1 bílý věž · g1 bílý král | a8 černý věž · b8 černý jezdec · c8 černý střelec · d8 černý dáma · f8 černý věž · g8 černý král · a7 černý pěšec · b7 černý pěšec · f7 černý pěšec · g7 černý pěšec · h7 černý pěšec · e6 černý pěšec · f6 černý jezdec · c5 černý pěšec · d5 černý pěšec · b4 černý střelec · c4 bílý pěšec · d4 bílý pěšec · c3 bílý jezdec · d3 bílý střelec · e3 bílý pěšec · f3 bílý jezdec · a2 bílý pěšec · b2 bílý pěšec · f2 bílý pěšec · g2 bílý pěšec · h2 bílý pěšec · a1 bílý věž · c1 bílý střelec · d1 bílý dáma · f1 bílý věž · g1 bílý král | a8 černý věž · b8 černý jezdec · c8 černý střelec · d8 černý dáma · f8 černý věž · g8 černý král · a7 černý pěšec · b7 černý pěšec · f7 černý pěšec · g7 černý pěšec · h7 černý pěšec · e6 černý pěšec · f6 černý jezdec · c5 černý pěšec · d5 černý pěšec · b4 černý střelec · c4 bílý pěšec · d4 bílý pěšec · c3 bílý jezdec · d3 bílý střelec · e3 bílý pěšec · f3 bílý jezdec · a2 bílý pěšec · b2 bílý pěšec · f2 bílý pěšec · g2 bílý pěšec · h2 bílý pěšec · a1 bílý věž · c1 bílý střelec · d1 bílý dáma · f1 bílý věž · g1 bílý král | a8 černý věž · b8 černý jezdec · c8 černý střelec · d8 černý dáma · f8 černý věž · g8 černý král · a7 černý pěšec · b7 černý pěšec · f7 černý pěšec · g7 černý pěšec · h7 černý pěšec · e6 černý pěšec · f6 černý jezdec · c5 černý pěšec · d5 černý pěšec · b4 černý střelec · c4 bílý pěšec · d4 bílý pěšec · c3 bílý jezdec · d3 bílý střelec · e3 bílý pěšec · f3 bílý jezdec · a2 bílý pěšec · b2 bílý pěšec · f2 bílý pěšec · g2 bílý pěšec · h2 bílý pěšec · a1 bílý věž · c1 bílý střelec · d1 bílý dáma · f1 bílý věž · g1 bílý král | a8 černý věž · b8 černý jezdec · c8 černý střelec · d8 černý dáma · f8 černý věž · g8 černý král · a7 černý pěšec · b7 černý pěšec · f7 černý pěšec · g7 černý pěšec · h7 černý pěšec · e6 černý pěšec · f6 černý jezdec · c5 černý pěšec · d5 černý pěšec · b4 černý střelec · c4 bílý pěšec · d4 bílý pěšec · c3 bílý jezdec · d3 bílý střelec · e3 bílý pěšec · f3 bílý jezdec · a2 bílý pěšec · b2 bílý pěšec · f2 bílý pěšec · g2 bílý pěšec · h2 bílý pěšec · a1 bílý věž · c1 bílý střelec · d1 bílý dáma · f1 bílý věž · g1 bílý král | a8 černý věž · b8 černý jezdec · c8 černý střelec · d8 černý dáma · f8 černý věž · g8 černý král · a7 černý pěšec · b7 černý pěšec · f7 černý pěšec · g7 černý pěšec · h7 černý pěšec · e6 černý pěšec · f6 černý jezdec · c5 černý pěšec · d5 černý pěšec · b4 černý střelec · c4 bílý pěšec · d4 bílý pěšec · c3 bílý jezdec · d3 bílý střelec · e3 bílý pěšec · f3 bílý jezdec · a2 bílý pěšec · b2 bílý pěšec · f2 bílý pěšec · g2 bílý pěšec · h2 bílý pěšec · a1 bílý věž · c1 bílý střelec · d1 bílý dáma · f1 bílý věž · g1 bílý král | 4 |
| 3 | a8 černý věž · b8 černý jezdec · c8 černý střelec · d8 černý dáma · f8 černý věž · g8 černý král · a7 černý pěšec · b7 černý pěšec · f7 černý pěšec · g7 černý pěšec · h7 černý pěšec · e6 černý pěšec · f6 černý jezdec · c5 černý pěšec · d5 černý pěšec · b4 černý střelec · c4 bílý pěšec · d4 bílý pěšec · c3 bílý jezdec · d3 bílý střelec · e3 bílý pěšec · f3 bílý jezdec · a2 bílý pěšec · b2 bílý pěšec · f2 bílý pěšec · g2 bílý pěšec · h2 bílý pěšec · a1 bílý věž · c1 bílý střelec · d1 bílý dáma · f1 bílý věž · g1 bílý král | a8 černý věž · b8 černý jezdec · c8 černý střelec · d8 černý dáma · f8 černý věž · g8 černý král · a7 černý pěšec · b7 černý pěšec · f7 černý pěšec · g7 černý pěšec · h7 černý pěšec · e6 černý pěšec · f6 černý jezdec · c5 černý pěšec · d5 černý pěšec · b4 černý střelec · c4 bílý pěšec · d4 bílý pěšec · c3 bílý jezdec · d3 bílý střelec · e3 bílý pěšec · f3 bílý jezdec · a2 bílý pěšec · b2 bílý pěšec · f2 bílý pěšec · g2 bílý pěšec · h2 bílý pěšec · a1 bílý věž · c1 bílý střelec · d1 bílý dáma · f1 bílý věž · g1 bílý král | a8 černý věž · b8 černý jezdec · c8 černý střelec · d8 černý dáma · f8 černý věž · g8 černý král · a7 černý pěšec · b7 černý pěšec · f7 černý pěšec · g7 černý pěšec · h7 černý pěšec · e6 černý pěšec · f6 černý jezdec · c5 černý pěšec · d5 černý pěšec · b4 černý střelec · c4 bílý pěšec · d4 bílý pěšec · c3 bílý jezdec · d3 bílý střelec · e3 bílý pěšec · f3 bílý jezdec · a2 bílý pěšec · b2 bílý pěšec · f2 bílý pěšec · g2 bílý pěšec · h2 bílý pěšec · a1 bílý věž · c1 bílý střelec · d1 bílý dáma · f1 bílý věž · g1 bílý král | a8 černý věž · b8 černý jezdec · c8 černý střelec · d8 černý dáma · f8 černý věž · g8 černý král · a7 černý pěšec · b7 černý pěšec · f7 černý pěšec · g7 černý pěšec · h7 černý pěšec · e6 černý pěšec · f6 černý jezdec · c5 černý pěšec · d5 černý pěšec · b4 černý střelec · c4 bílý pěšec · d4 bílý pěšec · c3 bílý jezdec · d3 bílý střelec · e3 bílý pěšec · f3 bílý jezdec · a2 bílý pěšec · b2 bílý pěšec · f2 bílý pěšec · g2 bílý pěšec · h2 bílý pěšec · a1 bílý věž · c1 bílý střelec · d1 bílý dáma · f1 bílý věž · g1 bílý král | a8 černý věž · b8 černý jezdec · c8 černý střelec · d8 černý dáma · f8 černý věž · g8 černý král · a7 černý pěšec · b7 černý pěšec · f7 černý pěšec · g7 černý pěšec · h7 černý pěšec · e6 černý pěšec · f6 černý jezdec · c5 černý pěšec · d5 černý pěšec · b4 černý střelec · c4 bílý pěšec · d4 bílý pěšec · c3 bílý jezdec · d3 bílý střelec · e3 bílý pěšec · f3 bílý jezdec · a2 bílý pěšec · b2 bílý pěšec · f2 bílý pěšec · g2 bílý pěšec · h2 bílý pěšec · a1 bílý věž · c1 bílý střelec · d1 bílý dáma · f1 bílý věž · g1 bílý král | a8 černý věž · b8 černý jezdec · c8 černý střelec · d8 černý dáma · f8 černý věž · g8 černý král · a7 černý pěšec · b7 černý pěšec · f7 černý pěšec · g7 černý pěšec · h7 černý pěšec · e6 černý pěšec · f6 černý jezdec · c5 černý pěšec · d5 černý pěšec · b4 černý střelec · c4 bílý pěšec · d4 bílý pěšec · c3 bílý jezdec · d3 bílý střelec · e3 bílý pěšec · f3 bílý jezdec · a2 bílý pěšec · b2 bílý pěšec · f2 bílý pěšec · g2 bílý pěšec · h2 bílý pěšec · a1 bílý věž · c1 bílý střelec · d1 bílý dáma · f1 bílý věž · g1 bílý král | a8 černý věž · b8 černý jezdec · c8 černý střelec · d8 černý dáma · f8 černý věž · g8 černý král · a7 černý pěšec · b7 černý pěšec · f7 černý pěšec · g7 černý pěšec · h7 černý pěšec · e6 černý pěšec · f6 černý jezdec · c5 černý pěšec · d5 černý pěšec · b4 černý střelec · c4 bílý pěšec · d4 bílý pěšec · c3 bílý jezdec · d3 bílý střelec · e3 bílý pěšec · f3 bílý jezdec · a2 bílý pěšec · b2 bílý pěšec · f2 bílý pěšec · g2 bílý pěšec · h2 bílý pěšec · a1 bílý věž · c1 bílý střelec · d1 bílý dáma · f1 bílý věž · g1 bílý král | a8 černý věž · b8 černý jezdec · c8 černý střelec · d8 černý dáma · f8 černý věž · g8 černý král · a7 černý pěšec · b7 černý pěšec · f7 černý pěšec · g7 černý pěšec · h7 černý pěšec · e6 černý pěšec · f6 černý jezdec · c5 černý pěšec · d5 černý pěšec · b4 černý střelec · c4 bílý pěšec · d4 bílý pěšec · c3 bílý jezdec · d3 bílý střelec · e3 bílý pěšec · f3 bílý jezdec · a2 bílý pěšec · b2 bílý pěšec · f2 bílý pěšec · g2 bílý pěšec · h2 bílý pěšec · a1 bílý věž · c1 bílý střelec · d1 bílý dáma · f1 bílý věž · g1 bílý král | 3 |
| 2 | a8 černý věž · b8 černý jezdec · c8 černý střelec · d8 černý dáma · f8 černý věž · g8 černý král · a7 černý pěšec · b7 černý pěšec · f7 černý pěšec · g7 černý pěšec · h7 černý pěšec · e6 černý pěšec · f6 černý jezdec · c5 černý pěšec · d5 černý pěšec · b4 černý střelec · c4 bílý pěšec · d4 bílý pěšec · c3 bílý jezdec · d3 bílý střelec · e3 bílý pěšec · f3 bílý jezdec · a2 bílý pěšec · b2 bílý pěšec · f2 bílý pěšec · g2 bílý pěšec · h2 bílý pěšec · a1 bílý věž · c1 bílý střelec · d1 bílý dáma · f1 bílý věž · g1 bílý král | a8 černý věž · b8 černý jezdec · c8 černý střelec · d8 černý dáma · f8 černý věž · g8 černý král · a7 černý pěšec · b7 černý pěšec · f7 černý pěšec · g7 černý pěšec · h7 černý pěšec · e6 černý pěšec · f6 černý jezdec · c5 černý pěšec · d5 černý pěšec · b4 černý střelec · c4 bílý pěšec · d4 bílý pěšec · c3 bílý jezdec · d3 bílý střelec · e3 bílý pěšec · f3 bílý jezdec · a2 bílý pěšec · b2 bílý pěšec · f2 bílý pěšec · g2 bílý pěšec · h2 bílý pěšec · a1 bílý věž · c1 bílý střelec · d1 bílý dáma · f1 bílý věž · g1 bílý král | a8 černý věž · b8 černý jezdec · c8 černý střelec · d8 černý dáma · f8 černý věž · g8 černý král · a7 černý pěšec · b7 černý pěšec · f7 černý pěšec · g7 černý pěšec · h7 černý pěšec · e6 černý pěšec · f6 černý jezdec · c5 černý pěšec · d5 černý pěšec · b4 černý střelec · c4 bílý pěšec · d4 bílý pěšec · c3 bílý jezdec · d3 bílý střelec · e3 bílý pěšec · f3 bílý jezdec · a2 bílý pěšec · b2 bílý pěšec · f2 bílý pěšec · g2 bílý pěšec · h2 bílý pěšec · a1 bílý věž · c1 bílý střelec · d1 bílý dáma · f1 bílý věž · g1 bílý král | a8 černý věž · b8 černý jezdec · c8 černý střelec · d8 černý dáma · f8 černý věž · g8 černý král · a7 černý pěšec · b7 černý pěšec · f7 černý pěšec · g7 černý pěšec · h7 černý pěšec · e6 černý pěšec · f6 černý jezdec · c5 černý pěšec · d5 černý pěšec · b4 černý střelec · c4 bílý pěšec · d4 bílý pěšec · c3 bílý jezdec · d3 bílý střelec · e3 bílý pěšec · f3 bílý jezdec · a2 bílý pěšec · b2 bílý pěšec · f2 bílý pěšec · g2 bílý pěšec · h2 bílý pěšec · a1 bílý věž · c1 bílý střelec · d1 bílý dáma · f1 bílý věž · g1 bílý král | a8 černý věž · b8 černý jezdec · c8 černý střelec · d8 černý dáma · f8 černý věž · g8 černý král · a7 černý pěšec · b7 černý pěšec · f7 černý pěšec · g7 černý pěšec · h7 černý pěšec · e6 černý pěšec · f6 černý jezdec · c5 černý pěšec · d5 černý pěšec · b4 černý střelec · c4 bílý pěšec · d4 bílý pěšec · c3 bílý jezdec · d3 bílý střelec · e3 bílý pěšec · f3 bílý jezdec · a2 bílý pěšec · b2 bílý pěšec · f2 bílý pěšec · g2 bílý pěšec · h2 bílý pěšec · a1 bílý věž · c1 bílý střelec · d1 bílý dáma · f1 bílý věž · g1 bílý král | a8 černý věž · b8 černý jezdec · c8 černý střelec · d8 černý dáma · f8 černý věž · g8 černý král · a7 černý pěšec · b7 černý pěšec · f7 černý pěšec · g7 černý pěšec · h7 černý pěšec · e6 černý pěšec · f6 černý jezdec · c5 černý pěšec · d5 černý pěšec · b4 černý střelec · c4 bílý pěšec · d4 bílý pěšec · c3 bílý jezdec · d3 bílý střelec · e3 bílý pěšec · f3 bílý jezdec · a2 bílý pěšec · b2 bílý pěšec · f2 bílý pěšec · g2 bílý pěšec · h2 bílý pěšec · a1 bílý věž · c1 bílý střelec · d1 bílý dáma · f1 bílý věž · g1 bílý král | a8 černý věž · b8 černý jezdec · c8 černý střelec · d8 černý dáma · f8 černý věž · g8 černý král · a7 černý pěšec · b7 černý pěšec · f7 černý pěšec · g7 černý pěšec · h7 černý pěšec · e6 černý pěšec · f6 černý jezdec · c5 černý pěšec · d5 černý pěšec · b4 černý střelec · c4 bílý pěšec · d4 bílý pěšec · c3 bílý jezdec · d3 bílý střelec · e3 bílý pěšec · f3 bílý jezdec · a2 bílý pěšec · b2 bílý pěšec · f2 bílý pěšec · g2 bílý pěšec · h2 bílý pěšec · a1 bílý věž · c1 bílý střelec · d1 bílý dáma · f1 bílý věž · g1 bílý král | a8 černý věž · b8 černý jezdec · c8 černý střelec · d8 černý dáma · f8 černý věž · g8 černý král · a7 černý pěšec · b7 černý pěšec · f7 černý pěšec · g7 černý pěšec · h7 černý pěšec · e6 černý pěšec · f6 černý jezdec · c5 černý pěšec · d5 černý pěšec · b4 černý střelec · c4 bílý pěšec · d4 bílý pěšec · c3 bílý jezdec · d3 bílý střelec · e3 bílý pěšec · f3 bílý jezdec · a2 bílý pěšec · b2 bílý pěšec · f2 bílý pěšec · g2 bílý pěšec · h2 bílý pěšec · a1 bílý věž · c1 bílý střelec · d1 bílý dáma · f1 bílý věž · g1 bílý král | 2 |
| 1 | a8 černý věž · b8 černý jezdec · c8 černý střelec · d8 černý dáma · f8 černý věž · g8 černý král · a7 černý pěšec · b7 černý pěšec · f7 černý pěšec · g7 černý pěšec · h7 černý pěšec · e6 černý pěšec · f6 černý jezdec · c5 černý pěšec · d5 černý pěšec · b4 černý střelec · c4 bílý pěšec · d4 bílý pěšec · c3 bílý jezdec · d3 bílý střelec · e3 bílý pěšec · f3 bílý jezdec · a2 bílý pěšec · b2 bílý pěšec · f2 bílý pěšec · g2 bílý pěšec · h2 bílý pěšec · a1 bílý věž · c1 bílý střelec · d1 bílý dáma · f1 bílý věž · g1 bílý král | a8 černý věž · b8 černý jezdec · c8 černý střelec · d8 černý dáma · f8 černý věž · g8 černý král · a7 černý pěšec · b7 černý pěšec · f7 černý pěšec · g7 černý pěšec · h7 černý pěšec · e6 černý pěšec · f6 černý jezdec · c5 černý pěšec · d5 černý pěšec · b4 černý střelec · c4 bílý pěšec · d4 bílý pěšec · c3 bílý jezdec · d3 bílý střelec · e3 bílý pěšec · f3 bílý jezdec · a2 bílý pěšec · b2 bílý pěšec · f2 bílý pěšec · g2 bílý pěšec · h2 bílý pěšec · a1 bílý věž · c1 bílý střelec · d1 bílý dáma · f1 bílý věž · g1 bílý král | a8 černý věž · b8 černý jezdec · c8 černý střelec · d8 černý dáma · f8 černý věž · g8 černý král · a7 černý pěšec · b7 černý pěšec · f7 černý pěšec · g7 černý pěšec · h7 černý pěšec · e6 černý pěšec · f6 černý jezdec · c5 černý pěšec · d5 černý pěšec · b4 černý střelec · c4 bílý pěšec · d4 bílý pěšec · c3 bílý jezdec · d3 bílý střelec · e3 bílý pěšec · f3 bílý jezdec · a2 bílý pěšec · b2 bílý pěšec · f2 bílý pěšec · g2 bílý pěšec · h2 bílý pěšec · a1 bílý věž · c1 bílý střelec · d1 bílý dáma · f1 bílý věž · g1 bílý král | a8 černý věž · b8 černý jezdec · c8 černý střelec · d8 černý dáma · f8 černý věž · g8 černý král · a7 černý pěšec · b7 černý pěšec · f7 černý pěšec · g7 černý pěšec · h7 černý pěšec · e6 černý pěšec · f6 černý jezdec · c5 černý pěšec · d5 černý pěšec · b4 černý střelec · c4 bílý pěšec · d4 bílý pěšec · c3 bílý jezdec · d3 bílý střelec · e3 bílý pěšec · f3 bílý jezdec · a2 bílý pěšec · b2 bílý pěšec · f2 bílý pěšec · g2 bílý pěšec · h2 bílý pěšec · a1 bílý věž · c1 bílý střelec · d1 bílý dáma · f1 bílý věž · g1 bílý král | a8 černý věž · b8 černý jezdec · c8 černý střelec · d8 černý dáma · f8 černý věž · g8 černý král · a7 černý pěšec · b7 černý pěšec · f7 černý pěšec · g7 černý pěšec · h7 černý pěšec · e6 černý pěšec · f6 černý jezdec · c5 černý pěšec · d5 černý pěšec · b4 černý střelec · c4 bílý pěšec · d4 bílý pěšec · c3 bílý jezdec · d3 bílý střelec · e3 bílý pěšec · f3 bílý jezdec · a2 bílý pěšec · b2 bílý pěšec · f2 bílý pěšec · g2 bílý pěšec · h2 bílý pěšec · a1 bílý věž · c1 bílý střelec · d1 bílý dáma · f1 bílý věž · g1 bílý král | a8 černý věž · b8 černý jezdec · c8 černý střelec · d8 černý dáma · f8 černý věž · g8 černý král · a7 černý pěšec · b7 černý pěšec · f7 černý pěšec · g7 černý pěšec · h7 černý pěšec · e6 černý pěšec · f6 černý jezdec · c5 černý pěšec · d5 černý pěšec · b4 černý střelec · c4 bílý pěšec · d4 bílý pěšec · c3 bílý jezdec · d3 bílý střelec · e3 bílý pěšec · f3 bílý jezdec · a2 bílý pěšec · b2 bílý pěšec · f2 bílý pěšec · g2 bílý pěšec · h2 bílý pěšec · a1 bílý věž · c1 bílý střelec · d1 bílý dáma · f1 bílý věž · g1 bílý král | a8 černý věž · b8 černý jezdec · c8 černý střelec · d8 černý dáma · f8 černý věž · g8 černý král · a7 černý pěšec · b7 černý pěšec · f7 černý pěšec · g7 černý pěšec · h7 černý pěšec · e6 černý pěšec · f6 černý jezdec · c5 černý pěšec · d5 černý pěšec · b4 černý střelec · c4 bílý pěšec · d4 bílý pěšec · c3 bílý jezdec · d3 bílý střelec · e3 bílý pěšec · f3 bílý jezdec · a2 bílý pěšec · b2 bílý pěšec · f2 bílý pěšec · g2 bílý pěšec · h2 bílý pěšec · a1 bílý věž · c1 bílý střelec · d1 bílý dáma · f1 bílý věž · g1 bílý král | a8 černý věž · b8 černý jezdec · c8 černý střelec · d8 černý dáma · f8 černý věž · g8 černý král · a7 černý pěšec · b7 černý pěšec · f7 černý pěšec · g7 černý pěšec · h7 černý pěšec · e6 černý pěšec · f6 černý jezdec · c5 černý pěšec · d5 černý pěšec · b4 černý střelec · c4 bílý pěšec · d4 bílý pěšec · c3 bílý jezdec · d3 bílý střelec · e3 bílý pěšec · f3 bílý jezdec · a2 bílý pěšec · b2 bílý pěšec · f2 bílý pěšec · g2 bílý pěšec · h2 bílý pěšec · a1 bílý věž · c1 bílý střelec · d1 bílý dáma · f1 bílý věž · g1 bílý král | 1 |
|   | a | b | c | d | e | f | g | h |   |

1. d4 Jf6 2. c4 e6 3. Jc3 Sb4 4. e3 0-0 Černý se vyvíjí, což je nejpřirozenější reakce. Bílý se tu může rozhodnout pro 5. Je2 s pokrytím Jc3, na což černý může reagovat 5.... d5 a po 6. a3 Se7 7. cxd5 exd5 8. g3 c6 je pozice v rovnováze. Nejčastěji bílý pokračuje vývinovým tahem 5. Sd3 d5 (5... c5 s dalším d5 vede k přehození tahů) a nyní může opět bílý zkusit tah 6. Je2 kde po 6... c5 se bílý může rozhodnout mezi 7. cxd5 exd4 8. exd4 Jxd5 9.0-0 Jc6 a mezi 7. 0-0 dxc4 8. Sxc4 Jc6 s pozicí v rovnováze. Další možností je 6. a3 Sxc3 (za pozornost stojí 6... dxc4 7. Sxc4 Sd6 s protihrou) 7. bxc3 dxc4 ( po 7... c5 8. exd5 exd5 může bílý mimo přechodu do hlavní varianty 9. Jf3 zvolit vývin 9. Je2 s nadějnou pozicí) 8. Sxc4 c5 a nyní má bílý na výběr mezi 9. Jf3 s přechodem do hlavní varianty a 9. Je2 s šancemi na obou stranách

Hlavním pokračováním bílého je přirozený vývinový tah 6. Jf3. Méně často černý hraje na tomto místě 6... b6 po 7. 0-0 Sb7 se bílý může rozhodnout mezi 8. a3 Sd6 s protihrou nebo hlavním 8. exd5 cxd5 9. a3 Sd6 10. b4 se snahou bílého získat převahu na dámském křídle, pozice černého je ale pevná. Nejčastěji ale černý reaguje aktivnějším 6... c5 po 7. 0-0 vzniká hlavní pozice Rubinsteinovy varianty. Černý tu má na výběr dvě nejhranější pokračování
- 7... dxc4 8. Sxc4 v této situaci může černý zvolit další výměnu 8... cxd4 9. exd4 kde se hraje pozice s izolovaným pěšcem bílého. Tato pozice může vzniknout i například z Panovova útoku Caro-Kannu a po nejčastějším 9... b6 je pozice s vyhlídkami na obou stranách.
Jinou možností je 8... Jbd7 a nyní má bílý na výběr mezi 9.De2 b6, kde se může bílý rozhodnout pro 10. d5 Sxc3 11. dxe6 Je5 12. exf7+ Kh8 13. bxc3 Sg4 s kompenzací černého nebo 10. Vd1 cxd4 11. exd4 Sb7 s pozicí s izolovaným pěšcem bílého nebo může zvolit 9. a3 cxd4 s řadou dalších možností, hra je komplikovaná
- 7... Jc6 ponechává napětí v centru 8. a3 Sxc3 (méně aktivní je 8... dxc4 9. Sxc4 cxd4 10. exd4 Se7 s izolovaným pěšcem bílého, vzhledem ke ztrátě tempa černého střelce má ale bílý iniciativu) 9. bxc3 a nyní má černý dvě pokračování, tou první je 9... dxc4 10. Sxc4 Dc7 přičemž připravuje protihru středem tahem e5 a bílý může odpovídat více tahy. Druhou možností je 9... Dc7, kterou se černý nadále snaží udržovat napětí v centru a bílý může reagovat 10. Sb2 dxc4 11. Sxc4 e5 s přechodem do varianty 9... dxc4 s protihrou nebo nejčastěji 10. cxd5 exd5 a nyní po 11. a4 (k nejasné hře vede 11. Jh4) 11... Ve8 12. Sa3 c4 13. Sc2 Je4 14. Sxe4 Vxe4 15. Jd2 je hra v rovnováze

### Systém s Dc2
|   | a | b | c | d | e | f | g | h |   |
| 8 | a8 černý věž · b8 černý jezdec · c8 černý střelec · d8 černý dáma · e8 černý král · h8 černý věž · a7 černý pěšec · b7 černý pěšec · c7 černý pěšec · d7 černý pěšec · f7 černý pěšec · g7 černý pěšec · h7 černý pěšec · e6 černý pěšec · f6 černý jezdec · b4 černý střelec · c4 bílý pěšec · d4 bílý pěšec · c3 bílý jezdec · a2 bílý pěšec · b2 bílý pěšec · c2 bílý dáma · e2 bílý pěšec · f2 bílý pěšec · g2 bílý pěšec · h2 bílý pěšec · a1 bílý věž · c1 bílý střelec · e1 bílý král · f1 bílý střelec · g1 bílý jezdec · h1 bílý věž | a8 černý věž · b8 černý jezdec · c8 černý střelec · d8 černý dáma · e8 černý král · h8 černý věž · a7 černý pěšec · b7 černý pěšec · c7 černý pěšec · d7 černý pěšec · f7 černý pěšec · g7 černý pěšec · h7 černý pěšec · e6 černý pěšec · f6 černý jezdec · b4 černý střelec · c4 bílý pěšec · d4 bílý pěšec · c3 bílý jezdec · a2 bílý pěšec · b2 bílý pěšec · c2 bílý dáma · e2 bílý pěšec · f2 bílý pěšec · g2 bílý pěšec · h2 bílý pěšec · a1 bílý věž · c1 bílý střelec · e1 bílý král · f1 bílý střelec · g1 bílý jezdec · h1 bílý věž | a8 černý věž · b8 černý jezdec · c8 černý střelec · d8 černý dáma · e8 černý král · h8 černý věž · a7 černý pěšec · b7 černý pěšec · c7 černý pěšec · d7 černý pěšec · f7 černý pěšec · g7 černý pěšec · h7 černý pěšec · e6 černý pěšec · f6 černý jezdec · b4 černý střelec · c4 bílý pěšec · d4 bílý pěšec · c3 bílý jezdec · a2 bílý pěšec · b2 bílý pěšec · c2 bílý dáma · e2 bílý pěšec · f2 bílý pěšec · g2 bílý pěšec · h2 bílý pěšec · a1 bílý věž · c1 bílý střelec · e1 bílý král · f1 bílý střelec · g1 bílý jezdec · h1 bílý věž | a8 černý věž · b8 černý jezdec · c8 černý střelec · d8 černý dáma · e8 černý král · h8 černý věž · a7 černý pěšec · b7 černý pěšec · c7 černý pěšec · d7 černý pěšec · f7 černý pěšec · g7 černý pěšec · h7 černý pěšec · e6 černý pěšec · f6 černý jezdec · b4 černý střelec · c4 bílý pěšec · d4 bílý pěšec · c3 bílý jezdec · a2 bílý pěšec · b2 bílý pěšec · c2 bílý dáma · e2 bílý pěšec · f2 bílý pěšec · g2 bílý pěšec · h2 bílý pěšec · a1 bílý věž · c1 bílý střelec · e1 bílý král · f1 bílý střelec · g1 bílý jezdec · h1 bílý věž | a8 černý věž · b8 černý jezdec · c8 černý střelec · d8 černý dáma · e8 černý král · h8 černý věž · a7 černý pěšec · b7 černý pěšec · c7 černý pěšec · d7 černý pěšec · f7 černý pěšec · g7 černý pěšec · h7 černý pěšec · e6 černý pěšec · f6 černý jezdec · b4 černý střelec · c4 bílý pěšec · d4 bílý pěšec · c3 bílý jezdec · a2 bílý pěšec · b2 bílý pěšec · c2 bílý dáma · e2 bílý pěšec · f2 bílý pěšec · g2 bílý pěšec · h2 bílý pěšec · a1 bílý věž · c1 bílý střelec · e1 bílý král · f1 bílý střelec · g1 bílý jezdec · h1 bílý věž | a8 černý věž · b8 černý jezdec · c8 černý střelec · d8 černý dáma · e8 černý král · h8 černý věž · a7 černý pěšec · b7 černý pěšec · c7 černý pěšec · d7 černý pěšec · f7 černý pěšec · g7 černý pěšec · h7 černý pěšec · e6 černý pěšec · f6 černý jezdec · b4 černý střelec · c4 bílý pěšec · d4 bílý pěšec · c3 bílý jezdec · a2 bílý pěšec · b2 bílý pěšec · c2 bílý dáma · e2 bílý pěšec · f2 bílý pěšec · g2 bílý pěšec · h2 bílý pěšec · a1 bílý věž · c1 bílý střelec · e1 bílý král · f1 bílý střelec · g1 bílý jezdec · h1 bílý věž | a8 černý věž · b8 černý jezdec · c8 černý střelec · d8 černý dáma · e8 černý král · h8 černý věž · a7 černý pěšec · b7 černý pěšec · c7 černý pěšec · d7 černý pěšec · f7 černý pěšec · g7 černý pěšec · h7 černý pěšec · e6 černý pěšec · f6 černý jezdec · b4 černý střelec · c4 bílý pěšec · d4 bílý pěšec · c3 bílý jezdec · a2 bílý pěšec · b2 bílý pěšec · c2 bílý dáma · e2 bílý pěšec · f2 bílý pěšec · g2 bílý pěšec · h2 bílý pěšec · a1 bílý věž · c1 bílý střelec · e1 bílý král · f1 bílý střelec · g1 bílý jezdec · h1 bílý věž | a8 černý věž · b8 černý jezdec · c8 černý střelec · d8 černý dáma · e8 černý král · h8 černý věž · a7 černý pěšec · b7 černý pěšec · c7 černý pěšec · d7 černý pěšec · f7 černý pěšec · g7 černý pěšec · h7 černý pěšec · e6 černý pěšec · f6 černý jezdec · b4 černý střelec · c4 bílý pěšec · d4 bílý pěšec · c3 bílý jezdec · a2 bílý pěšec · b2 bílý pěšec · c2 bílý dáma · e2 bílý pěšec · f2 bílý pěšec · g2 bílý pěšec · h2 bílý pěšec · a1 bílý věž · c1 bílý střelec · e1 bílý král · f1 bílý střelec · g1 bílý jezdec · h1 bílý věž | 8 |
| 7 | a8 černý věž · b8 černý jezdec · c8 černý střelec · d8 černý dáma · e8 černý král · h8 černý věž · a7 černý pěšec · b7 černý pěšec · c7 černý pěšec · d7 černý pěšec · f7 černý pěšec · g7 černý pěšec · h7 černý pěšec · e6 černý pěšec · f6 černý jezdec · b4 černý střelec · c4 bílý pěšec · d4 bílý pěšec · c3 bílý jezdec · a2 bílý pěšec · b2 bílý pěšec · c2 bílý dáma · e2 bílý pěšec · f2 bílý pěšec · g2 bílý pěšec · h2 bílý pěšec · a1 bílý věž · c1 bílý střelec · e1 bílý král · f1 bílý střelec · g1 bílý jezdec · h1 bílý věž | a8 černý věž · b8 černý jezdec · c8 černý střelec · d8 černý dáma · e8 černý král · h8 černý věž · a7 černý pěšec · b7 černý pěšec · c7 černý pěšec · d7 černý pěšec · f7 černý pěšec · g7 černý pěšec · h7 černý pěšec · e6 černý pěšec · f6 černý jezdec · b4 černý střelec · c4 bílý pěšec · d4 bílý pěšec · c3 bílý jezdec · a2 bílý pěšec · b2 bílý pěšec · c2 bílý dáma · e2 bílý pěšec · f2 bílý pěšec · g2 bílý pěšec · h2 bílý pěšec · a1 bílý věž · c1 bílý střelec · e1 bílý král · f1 bílý střelec · g1 bílý jezdec · h1 bílý věž | a8 černý věž · b8 černý jezdec · c8 černý střelec · d8 černý dáma · e8 černý král · h8 černý věž · a7 černý pěšec · b7 černý pěšec · c7 černý pěšec · d7 černý pěšec · f7 černý pěšec · g7 černý pěšec · h7 černý pěšec · e6 černý pěšec · f6 černý jezdec · b4 černý střelec · c4 bílý pěšec · d4 bílý pěšec · c3 bílý jezdec · a2 bílý pěšec · b2 bílý pěšec · c2 bílý dáma · e2 bílý pěšec · f2 bílý pěšec · g2 bílý pěšec · h2 bílý pěšec · a1 bílý věž · c1 bílý střelec · e1 bílý král · f1 bílý střelec · g1 bílý jezdec · h1 bílý věž | a8 černý věž · b8 černý jezdec · c8 černý střelec · d8 černý dáma · e8 černý král · h8 černý věž · a7 černý pěšec · b7 černý pěšec · c7 černý pěšec · d7 černý pěšec · f7 černý pěšec · g7 černý pěšec · h7 černý pěšec · e6 černý pěšec · f6 černý jezdec · b4 černý střelec · c4 bílý pěšec · d4 bílý pěšec · c3 bílý jezdec · a2 bílý pěšec · b2 bílý pěšec · c2 bílý dáma · e2 bílý pěšec · f2 bílý pěšec · g2 bílý pěšec · h2 bílý pěšec · a1 bílý věž · c1 bílý střelec · e1 bílý král · f1 bílý střelec · g1 bílý jezdec · h1 bílý věž | a8 černý věž · b8 černý jezdec · c8 černý střelec · d8 černý dáma · e8 černý král · h8 černý věž · a7 černý pěšec · b7 černý pěšec · c7 černý pěšec · d7 černý pěšec · f7 černý pěšec · g7 černý pěšec · h7 černý pěšec · e6 černý pěšec · f6 černý jezdec · b4 černý střelec · c4 bílý pěšec · d4 bílý pěšec · c3 bílý jezdec · a2 bílý pěšec · b2 bílý pěšec · c2 bílý dáma · e2 bílý pěšec · f2 bílý pěšec · g2 bílý pěšec · h2 bílý pěšec · a1 bílý věž · c1 bílý střelec · e1 bílý král · f1 bílý střelec · g1 bílý jezdec · h1 bílý věž | a8 černý věž · b8 černý jezdec · c8 černý střelec · d8 černý dáma · e8 černý král · h8 černý věž · a7 černý pěšec · b7 černý pěšec · c7 černý pěšec · d7 černý pěšec · f7 černý pěšec · g7 černý pěšec · h7 černý pěšec · e6 černý pěšec · f6 černý jezdec · b4 černý střelec · c4 bílý pěšec · d4 bílý pěšec · c3 bílý jezdec · a2 bílý pěšec · b2 bílý pěšec · c2 bílý dáma · e2 bílý pěšec · f2 bílý pěšec · g2 bílý pěšec · h2 bílý pěšec · a1 bílý věž · c1 bílý střelec · e1 bílý král · f1 bílý střelec · g1 bílý jezdec · h1 bílý věž | a8 černý věž · b8 černý jezdec · c8 černý střelec · d8 černý dáma · e8 černý král · h8 černý věž · a7 černý pěšec · b7 černý pěšec · c7 černý pěšec · d7 černý pěšec · f7 černý pěšec · g7 černý pěšec · h7 černý pěšec · e6 černý pěšec · f6 černý jezdec · b4 černý střelec · c4 bílý pěšec · d4 bílý pěšec · c3 bílý jezdec · a2 bílý pěšec · b2 bílý pěšec · c2 bílý dáma · e2 bílý pěšec · f2 bílý pěšec · g2 bílý pěšec · h2 bílý pěšec · a1 bílý věž · c1 bílý střelec · e1 bílý král · f1 bílý střelec · g1 bílý jezdec · h1 bílý věž | a8 černý věž · b8 černý jezdec · c8 černý střelec · d8 černý dáma · e8 černý král · h8 černý věž · a7 černý pěšec · b7 černý pěšec · c7 černý pěšec · d7 černý pěšec · f7 černý pěšec · g7 černý pěšec · h7 černý pěšec · e6 černý pěšec · f6 černý jezdec · b4 černý střelec · c4 bílý pěšec · d4 bílý pěšec · c3 bílý jezdec · a2 bílý pěšec · b2 bílý pěšec · c2 bílý dáma · e2 bílý pěšec · f2 bílý pěšec · g2 bílý pěšec · h2 bílý pěšec · a1 bílý věž · c1 bílý střelec · e1 bílý král · f1 bílý střelec · g1 bílý jezdec · h1 bílý věž | 7 |
| 6 | a8 černý věž · b8 černý jezdec · c8 černý střelec · d8 černý dáma · e8 černý král · h8 černý věž · a7 černý pěšec · b7 černý pěšec · c7 černý pěšec · d7 černý pěšec · f7 černý pěšec · g7 černý pěšec · h7 černý pěšec · e6 černý pěšec · f6 černý jezdec · b4 černý střelec · c4 bílý pěšec · d4 bílý pěšec · c3 bílý jezdec · a2 bílý pěšec · b2 bílý pěšec · c2 bílý dáma · e2 bílý pěšec · f2 bílý pěšec · g2 bílý pěšec · h2 bílý pěšec · a1 bílý věž · c1 bílý střelec · e1 bílý král · f1 bílý střelec · g1 bílý jezdec · h1 bílý věž | a8 černý věž · b8 černý jezdec · c8 černý střelec · d8 černý dáma · e8 černý král · h8 černý věž · a7 černý pěšec · b7 černý pěšec · c7 černý pěšec · d7 černý pěšec · f7 černý pěšec · g7 černý pěšec · h7 černý pěšec · e6 černý pěšec · f6 černý jezdec · b4 černý střelec · c4 bílý pěšec · d4 bílý pěšec · c3 bílý jezdec · a2 bílý pěšec · b2 bílý pěšec · c2 bílý dáma · e2 bílý pěšec · f2 bílý pěšec · g2 bílý pěšec · h2 bílý pěšec · a1 bílý věž · c1 bílý střelec · e1 bílý král · f1 bílý střelec · g1 bílý jezdec · h1 bílý věž | a8 černý věž · b8 černý jezdec · c8 černý střelec · d8 černý dáma · e8 černý král · h8 černý věž · a7 černý pěšec · b7 černý pěšec · c7 černý pěšec · d7 černý pěšec · f7 černý pěšec · g7 černý pěšec · h7 černý pěšec · e6 černý pěšec · f6 černý jezdec · b4 černý střelec · c4 bílý pěšec · d4 bílý pěšec · c3 bílý jezdec · a2 bílý pěšec · b2 bílý pěšec · c2 bílý dáma · e2 bílý pěšec · f2 bílý pěšec · g2 bílý pěšec · h2 bílý pěšec · a1 bílý věž · c1 bílý střelec · e1 bílý král · f1 bílý střelec · g1 bílý jezdec · h1 bílý věž | a8 černý věž · b8 černý jezdec · c8 černý střelec · d8 černý dáma · e8 černý král · h8 černý věž · a7 černý pěšec · b7 černý pěšec · c7 černý pěšec · d7 černý pěšec · f7 černý pěšec · g7 černý pěšec · h7 černý pěšec · e6 černý pěšec · f6 černý jezdec · b4 černý střelec · c4 bílý pěšec · d4 bílý pěšec · c3 bílý jezdec · a2 bílý pěšec · b2 bílý pěšec · c2 bílý dáma · e2 bílý pěšec · f2 bílý pěšec · g2 bílý pěšec · h2 bílý pěšec · a1 bílý věž · c1 bílý střelec · e1 bílý král · f1 bílý střelec · g1 bílý jezdec · h1 bílý věž | a8 černý věž · b8 černý jezdec · c8 černý střelec · d8 černý dáma · e8 černý král · h8 černý věž · a7 černý pěšec · b7 černý pěšec · c7 černý pěšec · d7 černý pěšec · f7 černý pěšec · g7 černý pěšec · h7 černý pěšec · e6 černý pěšec · f6 černý jezdec · b4 černý střelec · c4 bílý pěšec · d4 bílý pěšec · c3 bílý jezdec · a2 bílý pěšec · b2 bílý pěšec · c2 bílý dáma · e2 bílý pěšec · f2 bílý pěšec · g2 bílý pěšec · h2 bílý pěšec · a1 bílý věž · c1 bílý střelec · e1 bílý král · f1 bílý střelec · g1 bílý jezdec · h1 bílý věž | a8 černý věž · b8 černý jezdec · c8 černý střelec · d8 černý dáma · e8 černý král · h8 černý věž · a7 černý pěšec · b7 černý pěšec · c7 černý pěšec · d7 černý pěšec · f7 černý pěšec · g7 černý pěšec · h7 černý pěšec · e6 černý pěšec · f6 černý jezdec · b4 černý střelec · c4 bílý pěšec · d4 bílý pěšec · c3 bílý jezdec · a2 bílý pěšec · b2 bílý pěšec · c2 bílý dáma · e2 bílý pěšec · f2 bílý pěšec · g2 bílý pěšec · h2 bílý pěšec · a1 bílý věž · c1 bílý střelec · e1 bílý král · f1 bílý střelec · g1 bílý jezdec · h1 bílý věž | a8 černý věž · b8 černý jezdec · c8 černý střelec · d8 černý dáma · e8 černý král · h8 černý věž · a7 černý pěšec · b7 černý pěšec · c7 černý pěšec · d7 černý pěšec · f7 černý pěšec · g7 černý pěšec · h7 černý pěšec · e6 černý pěšec · f6 černý jezdec · b4 černý střelec · c4 bílý pěšec · d4 bílý pěšec · c3 bílý jezdec · a2 bílý pěšec · b2 bílý pěšec · c2 bílý dáma · e2 bílý pěšec · f2 bílý pěšec · g2 bílý pěšec · h2 bílý pěšec · a1 bílý věž · c1 bílý střelec · e1 bílý král · f1 bílý střelec · g1 bílý jezdec · h1 bílý věž | a8 černý věž · b8 černý jezdec · c8 černý střelec · d8 černý dáma · e8 černý král · h8 černý věž · a7 černý pěšec · b7 černý pěšec · c7 černý pěšec · d7 černý pěšec · f7 černý pěšec · g7 černý pěšec · h7 černý pěšec · e6 černý pěšec · f6 černý jezdec · b4 černý střelec · c4 bílý pěšec · d4 bílý pěšec · c3 bílý jezdec · a2 bílý pěšec · b2 bílý pěšec · c2 bílý dáma · e2 bílý pěšec · f2 bílý pěšec · g2 bílý pěšec · h2 bílý pěšec · a1 bílý věž · c1 bílý střelec · e1 bílý král · f1 bílý střelec · g1 bílý jezdec · h1 bílý věž | 6 |
| 5 | a8 černý věž · b8 černý jezdec · c8 černý střelec · d8 černý dáma · e8 černý král · h8 černý věž · a7 černý pěšec · b7 černý pěšec · c7 černý pěšec · d7 černý pěšec · f7 černý pěšec · g7 černý pěšec · h7 černý pěšec · e6 černý pěšec · f6 černý jezdec · b4 černý střelec · c4 bílý pěšec · d4 bílý pěšec · c3 bílý jezdec · a2 bílý pěšec · b2 bílý pěšec · c2 bílý dáma · e2 bílý pěšec · f2 bílý pěšec · g2 bílý pěšec · h2 bílý pěšec · a1 bílý věž · c1 bílý střelec · e1 bílý král · f1 bílý střelec · g1 bílý jezdec · h1 bílý věž | a8 černý věž · b8 černý jezdec · c8 černý střelec · d8 černý dáma · e8 černý král · h8 černý věž · a7 černý pěšec · b7 černý pěšec · c7 černý pěšec · d7 černý pěšec · f7 černý pěšec · g7 černý pěšec · h7 černý pěšec · e6 černý pěšec · f6 černý jezdec · b4 černý střelec · c4 bílý pěšec · d4 bílý pěšec · c3 bílý jezdec · a2 bílý pěšec · b2 bílý pěšec · c2 bílý dáma · e2 bílý pěšec · f2 bílý pěšec · g2 bílý pěšec · h2 bílý pěšec · a1 bílý věž · c1 bílý střelec · e1 bílý král · f1 bílý střelec · g1 bílý jezdec · h1 bílý věž | a8 černý věž · b8 černý jezdec · c8 černý střelec · d8 černý dáma · e8 černý král · h8 černý věž · a7 černý pěšec · b7 černý pěšec · c7 černý pěšec · d7 černý pěšec · f7 černý pěšec · g7 černý pěšec · h7 černý pěšec · e6 černý pěšec · f6 černý jezdec · b4 černý střelec · c4 bílý pěšec · d4 bílý pěšec · c3 bílý jezdec · a2 bílý pěšec · b2 bílý pěšec · c2 bílý dáma · e2 bílý pěšec · f2 bílý pěšec · g2 bílý pěšec · h2 bílý pěšec · a1 bílý věž · c1 bílý střelec · e1 bílý král · f1 bílý střelec · g1 bílý jezdec · h1 bílý věž | a8 černý věž · b8 černý jezdec · c8 černý střelec · d8 černý dáma · e8 černý král · h8 černý věž · a7 černý pěšec · b7 černý pěšec · c7 černý pěšec · d7 černý pěšec · f7 černý pěšec · g7 černý pěšec · h7 černý pěšec · e6 černý pěšec · f6 černý jezdec · b4 černý střelec · c4 bílý pěšec · d4 bílý pěšec · c3 bílý jezdec · a2 bílý pěšec · b2 bílý pěšec · c2 bílý dáma · e2 bílý pěšec · f2 bílý pěšec · g2 bílý pěšec · h2 bílý pěšec · a1 bílý věž · c1 bílý střelec · e1 bílý král · f1 bílý střelec · g1 bílý jezdec · h1 bílý věž | a8 černý věž · b8 černý jezdec · c8 černý střelec · d8 černý dáma · e8 černý král · h8 černý věž · a7 černý pěšec · b7 černý pěšec · c7 černý pěšec · d7 černý pěšec · f7 černý pěšec · g7 černý pěšec · h7 černý pěšec · e6 černý pěšec · f6 černý jezdec · b4 černý střelec · c4 bílý pěšec · d4 bílý pěšec · c3 bílý jezdec · a2 bílý pěšec · b2 bílý pěšec · c2 bílý dáma · e2 bílý pěšec · f2 bílý pěšec · g2 bílý pěšec · h2 bílý pěšec · a1 bílý věž · c1 bílý střelec · e1 bílý král · f1 bílý střelec · g1 bílý jezdec · h1 bílý věž | a8 černý věž · b8 černý jezdec · c8 černý střelec · d8 černý dáma · e8 černý král · h8 černý věž · a7 černý pěšec · b7 černý pěšec · c7 černý pěšec · d7 černý pěšec · f7 černý pěšec · g7 černý pěšec · h7 černý pěšec · e6 černý pěšec · f6 černý jezdec · b4 černý střelec · c4 bílý pěšec · d4 bílý pěšec · c3 bílý jezdec · a2 bílý pěšec · b2 bílý pěšec · c2 bílý dáma · e2 bílý pěšec · f2 bílý pěšec · g2 bílý pěšec · h2 bílý pěšec · a1 bílý věž · c1 bílý střelec · e1 bílý král · f1 bílý střelec · g1 bílý jezdec · h1 bílý věž | a8 černý věž · b8 černý jezdec · c8 černý střelec · d8 černý dáma · e8 černý král · h8 černý věž · a7 černý pěšec · b7 černý pěšec · c7 černý pěšec · d7 černý pěšec · f7 černý pěšec · g7 černý pěšec · h7 černý pěšec · e6 černý pěšec · f6 černý jezdec · b4 černý střelec · c4 bílý pěšec · d4 bílý pěšec · c3 bílý jezdec · a2 bílý pěšec · b2 bílý pěšec · c2 bílý dáma · e2 bílý pěšec · f2 bílý pěšec · g2 bílý pěšec · h2 bílý pěšec · a1 bílý věž · c1 bílý střelec · e1 bílý král · f1 bílý střelec · g1 bílý jezdec · h1 bílý věž | a8 černý věž · b8 černý jezdec · c8 černý střelec · d8 černý dáma · e8 černý král · h8 černý věž · a7 černý pěšec · b7 černý pěšec · c7 černý pěšec · d7 černý pěšec · f7 černý pěšec · g7 černý pěšec · h7 černý pěšec · e6 černý pěšec · f6 černý jezdec · b4 černý střelec · c4 bílý pěšec · d4 bílý pěšec · c3 bílý jezdec · a2 bílý pěšec · b2 bílý pěšec · c2 bílý dáma · e2 bílý pěšec · f2 bílý pěšec · g2 bílý pěšec · h2 bílý pěšec · a1 bílý věž · c1 bílý střelec · e1 bílý král · f1 bílý střelec · g1 bílý jezdec · h1 bílý věž | 5 |
| 4 | a8 černý věž · b8 černý jezdec · c8 černý střelec · d8 černý dáma · e8 černý král · h8 černý věž · a7 černý pěšec · b7 černý pěšec · c7 černý pěšec · d7 černý pěšec · f7 černý pěšec · g7 černý pěšec · h7 černý pěšec · e6 černý pěšec · f6 černý jezdec · b4 černý střelec · c4 bílý pěšec · d4 bílý pěšec · c3 bílý jezdec · a2 bílý pěšec · b2 bílý pěšec · c2 bílý dáma · e2 bílý pěšec · f2 bílý pěšec · g2 bílý pěšec · h2 bílý pěšec · a1 bílý věž · c1 bílý střelec · e1 bílý král · f1 bílý střelec · g1 bílý jezdec · h1 bílý věž | a8 černý věž · b8 černý jezdec · c8 černý střelec · d8 černý dáma · e8 černý král · h8 černý věž · a7 černý pěšec · b7 černý pěšec · c7 černý pěšec · d7 černý pěšec · f7 černý pěšec · g7 černý pěšec · h7 černý pěšec · e6 černý pěšec · f6 černý jezdec · b4 černý střelec · c4 bílý pěšec · d4 bílý pěšec · c3 bílý jezdec · a2 bílý pěšec · b2 bílý pěšec · c2 bílý dáma · e2 bílý pěšec · f2 bílý pěšec · g2 bílý pěšec · h2 bílý pěšec · a1 bílý věž · c1 bílý střelec · e1 bílý král · f1 bílý střelec · g1 bílý jezdec · h1 bílý věž | a8 černý věž · b8 černý jezdec · c8 černý střelec · d8 černý dáma · e8 černý král · h8 černý věž · a7 černý pěšec · b7 černý pěšec · c7 černý pěšec · d7 černý pěšec · f7 černý pěšec · g7 černý pěšec · h7 černý pěšec · e6 černý pěšec · f6 černý jezdec · b4 černý střelec · c4 bílý pěšec · d4 bílý pěšec · c3 bílý jezdec · a2 bílý pěšec · b2 bílý pěšec · c2 bílý dáma · e2 bílý pěšec · f2 bílý pěšec · g2 bílý pěšec · h2 bílý pěšec · a1 bílý věž · c1 bílý střelec · e1 bílý král · f1 bílý střelec · g1 bílý jezdec · h1 bílý věž | a8 černý věž · b8 černý jezdec · c8 černý střelec · d8 černý dáma · e8 černý král · h8 černý věž · a7 černý pěšec · b7 černý pěšec · c7 černý pěšec · d7 černý pěšec · f7 černý pěšec · g7 černý pěšec · h7 černý pěšec · e6 černý pěšec · f6 černý jezdec · b4 černý střelec · c4 bílý pěšec · d4 bílý pěšec · c3 bílý jezdec · a2 bílý pěšec · b2 bílý pěšec · c2 bílý dáma · e2 bílý pěšec · f2 bílý pěšec · g2 bílý pěšec · h2 bílý pěšec · a1 bílý věž · c1 bílý střelec · e1 bílý král · f1 bílý střelec · g1 bílý jezdec · h1 bílý věž | a8 černý věž · b8 černý jezdec · c8 černý střelec · d8 černý dáma · e8 černý král · h8 černý věž · a7 černý pěšec · b7 černý pěšec · c7 černý pěšec · d7 černý pěšec · f7 černý pěšec · g7 černý pěšec · h7 černý pěšec · e6 černý pěšec · f6 černý jezdec · b4 černý střelec · c4 bílý pěšec · d4 bílý pěšec · c3 bílý jezdec · a2 bílý pěšec · b2 bílý pěšec · c2 bílý dáma · e2 bílý pěšec · f2 bílý pěšec · g2 bílý pěšec · h2 bílý pěšec · a1 bílý věž · c1 bílý střelec · e1 bílý král · f1 bílý střelec · g1 bílý jezdec · h1 bílý věž | a8 černý věž · b8 černý jezdec · c8 černý střelec · d8 černý dáma · e8 černý král · h8 černý věž · a7 černý pěšec · b7 černý pěšec · c7 černý pěšec · d7 černý pěšec · f7 černý pěšec · g7 černý pěšec · h7 černý pěšec · e6 černý pěšec · f6 černý jezdec · b4 černý střelec · c4 bílý pěšec · d4 bílý pěšec · c3 bílý jezdec · a2 bílý pěšec · b2 bílý pěšec · c2 bílý dáma · e2 bílý pěšec · f2 bílý pěšec · g2 bílý pěšec · h2 bílý pěšec · a1 bílý věž · c1 bílý střelec · e1 bílý král · f1 bílý střelec · g1 bílý jezdec · h1 bílý věž | a8 černý věž · b8 černý jezdec · c8 černý střelec · d8 černý dáma · e8 černý král · h8 černý věž · a7 černý pěšec · b7 černý pěšec · c7 černý pěšec · d7 černý pěšec · f7 černý pěšec · g7 černý pěšec · h7 černý pěšec · e6 černý pěšec · f6 černý jezdec · b4 černý střelec · c4 bílý pěšec · d4 bílý pěšec · c3 bílý jezdec · a2 bílý pěšec · b2 bílý pěšec · c2 bílý dáma · e2 bílý pěšec · f2 bílý pěšec · g2 bílý pěšec · h2 bílý pěšec · a1 bílý věž · c1 bílý střelec · e1 bílý král · f1 bílý střelec · g1 bílý jezdec · h1 bílý věž | a8 černý věž · b8 černý jezdec · c8 černý střelec · d8 černý dáma · e8 černý král · h8 černý věž · a7 černý pěšec · b7 černý pěšec · c7 černý pěšec · d7 černý pěšec · f7 černý pěšec · g7 černý pěšec · h7 černý pěšec · e6 černý pěšec · f6 černý jezdec · b4 černý střelec · c4 bílý pěšec · d4 bílý pěšec · c3 bílý jezdec · a2 bílý pěšec · b2 bílý pěšec · c2 bílý dáma · e2 bílý pěšec · f2 bílý pěšec · g2 bílý pěšec · h2 bílý pěšec · a1 bílý věž · c1 bílý střelec · e1 bílý král · f1 bílý střelec · g1 bílý jezdec · h1 bílý věž | 4 |
| 3 | a8 černý věž · b8 černý jezdec · c8 černý střelec · d8 černý dáma · e8 černý král · h8 černý věž · a7 černý pěšec · b7 černý pěšec · c7 černý pěšec · d7 černý pěšec · f7 černý pěšec · g7 černý pěšec · h7 černý pěšec · e6 černý pěšec · f6 černý jezdec · b4 černý střelec · c4 bílý pěšec · d4 bílý pěšec · c3 bílý jezdec · a2 bílý pěšec · b2 bílý pěšec · c2 bílý dáma · e2 bílý pěšec · f2 bílý pěšec · g2 bílý pěšec · h2 bílý pěšec · a1 bílý věž · c1 bílý střelec · e1 bílý král · f1 bílý střelec · g1 bílý jezdec · h1 bílý věž | a8 černý věž · b8 černý jezdec · c8 černý střelec · d8 černý dáma · e8 černý král · h8 černý věž · a7 černý pěšec · b7 černý pěšec · c7 černý pěšec · d7 černý pěšec · f7 černý pěšec · g7 černý pěšec · h7 černý pěšec · e6 černý pěšec · f6 černý jezdec · b4 černý střelec · c4 bílý pěšec · d4 bílý pěšec · c3 bílý jezdec · a2 bílý pěšec · b2 bílý pěšec · c2 bílý dáma · e2 bílý pěšec · f2 bílý pěšec · g2 bílý pěšec · h2 bílý pěšec · a1 bílý věž · c1 bílý střelec · e1 bílý král · f1 bílý střelec · g1 bílý jezdec · h1 bílý věž | a8 černý věž · b8 černý jezdec · c8 černý střelec · d8 černý dáma · e8 černý král · h8 černý věž · a7 černý pěšec · b7 černý pěšec · c7 černý pěšec · d7 černý pěšec · f7 černý pěšec · g7 černý pěšec · h7 černý pěšec · e6 černý pěšec · f6 černý jezdec · b4 černý střelec · c4 bílý pěšec · d4 bílý pěšec · c3 bílý jezdec · a2 bílý pěšec · b2 bílý pěšec · c2 bílý dáma · e2 bílý pěšec · f2 bílý pěšec · g2 bílý pěšec · h2 bílý pěšec · a1 bílý věž · c1 bílý střelec · e1 bílý král · f1 bílý střelec · g1 bílý jezdec · h1 bílý věž | a8 černý věž · b8 černý jezdec · c8 černý střelec · d8 černý dáma · e8 černý král · h8 černý věž · a7 černý pěšec · b7 černý pěšec · c7 černý pěšec · d7 černý pěšec · f7 černý pěšec · g7 černý pěšec · h7 černý pěšec · e6 černý pěšec · f6 černý jezdec · b4 černý střelec · c4 bílý pěšec · d4 bílý pěšec · c3 bílý jezdec · a2 bílý pěšec · b2 bílý pěšec · c2 bílý dáma · e2 bílý pěšec · f2 bílý pěšec · g2 bílý pěšec · h2 bílý pěšec · a1 bílý věž · c1 bílý střelec · e1 bílý král · f1 bílý střelec · g1 bílý jezdec · h1 bílý věž | a8 černý věž · b8 černý jezdec · c8 černý střelec · d8 černý dáma · e8 černý král · h8 černý věž · a7 černý pěšec · b7 černý pěšec · c7 černý pěšec · d7 černý pěšec · f7 černý pěšec · g7 černý pěšec · h7 černý pěšec · e6 černý pěšec · f6 černý jezdec · b4 černý střelec · c4 bílý pěšec · d4 bílý pěšec · c3 bílý jezdec · a2 bílý pěšec · b2 bílý pěšec · c2 bílý dáma · e2 bílý pěšec · f2 bílý pěšec · g2 bílý pěšec · h2 bílý pěšec · a1 bílý věž · c1 bílý střelec · e1 bílý král · f1 bílý střelec · g1 bílý jezdec · h1 bílý věž | a8 černý věž · b8 černý jezdec · c8 černý střelec · d8 černý dáma · e8 černý král · h8 černý věž · a7 černý pěšec · b7 černý pěšec · c7 černý pěšec · d7 černý pěšec · f7 černý pěšec · g7 černý pěšec · h7 černý pěšec · e6 černý pěšec · f6 černý jezdec · b4 černý střelec · c4 bílý pěšec · d4 bílý pěšec · c3 bílý jezdec · a2 bílý pěšec · b2 bílý pěšec · c2 bílý dáma · e2 bílý pěšec · f2 bílý pěšec · g2 bílý pěšec · h2 bílý pěšec · a1 bílý věž · c1 bílý střelec · e1 bílý král · f1 bílý střelec · g1 bílý jezdec · h1 bílý věž | a8 černý věž · b8 černý jezdec · c8 černý střelec · d8 černý dáma · e8 černý král · h8 černý věž · a7 černý pěšec · b7 černý pěšec · c7 černý pěšec · d7 černý pěšec · f7 černý pěšec · g7 černý pěšec · h7 černý pěšec · e6 černý pěšec · f6 černý jezdec · b4 černý střelec · c4 bílý pěšec · d4 bílý pěšec · c3 bílý jezdec · a2 bílý pěšec · b2 bílý pěšec · c2 bílý dáma · e2 bílý pěšec · f2 bílý pěšec · g2 bílý pěšec · h2 bílý pěšec · a1 bílý věž · c1 bílý střelec · e1 bílý král · f1 bílý střelec · g1 bílý jezdec · h1 bílý věž | a8 černý věž · b8 černý jezdec · c8 černý střelec · d8 černý dáma · e8 černý král · h8 černý věž · a7 černý pěšec · b7 černý pěšec · c7 černý pěšec · d7 černý pěšec · f7 černý pěšec · g7 černý pěšec · h7 černý pěšec · e6 černý pěšec · f6 černý jezdec · b4 černý střelec · c4 bílý pěšec · d4 bílý pěšec · c3 bílý jezdec · a2 bílý pěšec · b2 bílý pěšec · c2 bílý dáma · e2 bílý pěšec · f2 bílý pěšec · g2 bílý pěšec · h2 bílý pěšec · a1 bílý věž · c1 bílý střelec · e1 bílý král · f1 bílý střelec · g1 bílý jezdec · h1 bílý věž | 3 |
| 2 | a8 černý věž · b8 černý jezdec · c8 černý střelec · d8 černý dáma · e8 černý král · h8 černý věž · a7 černý pěšec · b7 černý pěšec · c7 černý pěšec · d7 černý pěšec · f7 černý pěšec · g7 černý pěšec · h7 černý pěšec · e6 černý pěšec · f6 černý jezdec · b4 černý střelec · c4 bílý pěšec · d4 bílý pěšec · c3 bílý jezdec · a2 bílý pěšec · b2 bílý pěšec · c2 bílý dáma · e2 bílý pěšec · f2 bílý pěšec · g2 bílý pěšec · h2 bílý pěšec · a1 bílý věž · c1 bílý střelec · e1 bílý král · f1 bílý střelec · g1 bílý jezdec · h1 bílý věž | a8 černý věž · b8 černý jezdec · c8 černý střelec · d8 černý dáma · e8 černý král · h8 černý věž · a7 černý pěšec · b7 černý pěšec · c7 černý pěšec · d7 černý pěšec · f7 černý pěšec · g7 černý pěšec · h7 černý pěšec · e6 černý pěšec · f6 černý jezdec · b4 černý střelec · c4 bílý pěšec · d4 bílý pěšec · c3 bílý jezdec · a2 bílý pěšec · b2 bílý pěšec · c2 bílý dáma · e2 bílý pěšec · f2 bílý pěšec · g2 bílý pěšec · h2 bílý pěšec · a1 bílý věž · c1 bílý střelec · e1 bílý král · f1 bílý střelec · g1 bílý jezdec · h1 bílý věž | a8 černý věž · b8 černý jezdec · c8 černý střelec · d8 černý dáma · e8 černý král · h8 černý věž · a7 černý pěšec · b7 černý pěšec · c7 černý pěšec · d7 černý pěšec · f7 černý pěšec · g7 černý pěšec · h7 černý pěšec · e6 černý pěšec · f6 černý jezdec · b4 černý střelec · c4 bílý pěšec · d4 bílý pěšec · c3 bílý jezdec · a2 bílý pěšec · b2 bílý pěšec · c2 bílý dáma · e2 bílý pěšec · f2 bílý pěšec · g2 bílý pěšec · h2 bílý pěšec · a1 bílý věž · c1 bílý střelec · e1 bílý král · f1 bílý střelec · g1 bílý jezdec · h1 bílý věž | a8 černý věž · b8 černý jezdec · c8 černý střelec · d8 černý dáma · e8 černý král · h8 černý věž · a7 černý pěšec · b7 černý pěšec · c7 černý pěšec · d7 černý pěšec · f7 černý pěšec · g7 černý pěšec · h7 černý pěšec · e6 černý pěšec · f6 černý jezdec · b4 černý střelec · c4 bílý pěšec · d4 bílý pěšec · c3 bílý jezdec · a2 bílý pěšec · b2 bílý pěšec · c2 bílý dáma · e2 bílý pěšec · f2 bílý pěšec · g2 bílý pěšec · h2 bílý pěšec · a1 bílý věž · c1 bílý střelec · e1 bílý král · f1 bílý střelec · g1 bílý jezdec · h1 bílý věž | a8 černý věž · b8 černý jezdec · c8 černý střelec · d8 černý dáma · e8 černý král · h8 černý věž · a7 černý pěšec · b7 černý pěšec · c7 černý pěšec · d7 černý pěšec · f7 černý pěšec · g7 černý pěšec · h7 černý pěšec · e6 černý pěšec · f6 černý jezdec · b4 černý střelec · c4 bílý pěšec · d4 bílý pěšec · c3 bílý jezdec · a2 bílý pěšec · b2 bílý pěšec · c2 bílý dáma · e2 bílý pěšec · f2 bílý pěšec · g2 bílý pěšec · h2 bílý pěšec · a1 bílý věž · c1 bílý střelec · e1 bílý král · f1 bílý střelec · g1 bílý jezdec · h1 bílý věž | a8 černý věž · b8 černý jezdec · c8 černý střelec · d8 černý dáma · e8 černý král · h8 černý věž · a7 černý pěšec · b7 černý pěšec · c7 černý pěšec · d7 černý pěšec · f7 černý pěšec · g7 černý pěšec · h7 černý pěšec · e6 černý pěšec · f6 černý jezdec · b4 černý střelec · c4 bílý pěšec · d4 bílý pěšec · c3 bílý jezdec · a2 bílý pěšec · b2 bílý pěšec · c2 bílý dáma · e2 bílý pěšec · f2 bílý pěšec · g2 bílý pěšec · h2 bílý pěšec · a1 bílý věž · c1 bílý střelec · e1 bílý král · f1 bílý střelec · g1 bílý jezdec · h1 bílý věž | a8 černý věž · b8 černý jezdec · c8 černý střelec · d8 černý dáma · e8 černý král · h8 černý věž · a7 černý pěšec · b7 černý pěšec · c7 černý pěšec · d7 černý pěšec · f7 černý pěšec · g7 černý pěšec · h7 černý pěšec · e6 černý pěšec · f6 černý jezdec · b4 černý střelec · c4 bílý pěšec · d4 bílý pěšec · c3 bílý jezdec · a2 bílý pěšec · b2 bílý pěšec · c2 bílý dáma · e2 bílý pěšec · f2 bílý pěšec · g2 bílý pěšec · h2 bílý pěšec · a1 bílý věž · c1 bílý střelec · e1 bílý král · f1 bílý střelec · g1 bílý jezdec · h1 bílý věž | a8 černý věž · b8 černý jezdec · c8 černý střelec · d8 černý dáma · e8 černý král · h8 černý věž · a7 černý pěšec · b7 černý pěšec · c7 černý pěšec · d7 černý pěšec · f7 černý pěšec · g7 černý pěšec · h7 černý pěšec · e6 černý pěšec · f6 černý jezdec · b4 černý střelec · c4 bílý pěšec · d4 bílý pěšec · c3 bílý jezdec · a2 bílý pěšec · b2 bílý pěšec · c2 bílý dáma · e2 bílý pěšec · f2 bílý pěšec · g2 bílý pěšec · h2 bílý pěšec · a1 bílý věž · c1 bílý střelec · e1 bílý král · f1 bílý střelec · g1 bílý jezdec · h1 bílý věž | 2 |
| 1 | a8 černý věž · b8 černý jezdec · c8 černý střelec · d8 černý dáma · e8 černý král · h8 černý věž · a7 černý pěšec · b7 černý pěšec · c7 černý pěšec · d7 černý pěšec · f7 černý pěšec · g7 černý pěšec · h7 černý pěšec · e6 černý pěšec · f6 černý jezdec · b4 černý střelec · c4 bílý pěšec · d4 bílý pěšec · c3 bílý jezdec · a2 bílý pěšec · b2 bílý pěšec · c2 bílý dáma · e2 bílý pěšec · f2 bílý pěšec · g2 bílý pěšec · h2 bílý pěšec · a1 bílý věž · c1 bílý střelec · e1 bílý král · f1 bílý střelec · g1 bílý jezdec · h1 bílý věž | a8 černý věž · b8 černý jezdec · c8 černý střelec · d8 černý dáma · e8 černý král · h8 černý věž · a7 černý pěšec · b7 černý pěšec · c7 černý pěšec · d7 černý pěšec · f7 černý pěšec · g7 černý pěšec · h7 černý pěšec · e6 černý pěšec · f6 černý jezdec · b4 černý střelec · c4 bílý pěšec · d4 bílý pěšec · c3 bílý jezdec · a2 bílý pěšec · b2 bílý pěšec · c2 bílý dáma · e2 bílý pěšec · f2 bílý pěšec · g2 bílý pěšec · h2 bílý pěšec · a1 bílý věž · c1 bílý střelec · e1 bílý král · f1 bílý střelec · g1 bílý jezdec · h1 bílý věž | a8 černý věž · b8 černý jezdec · c8 černý střelec · d8 černý dáma · e8 černý král · h8 černý věž · a7 černý pěšec · b7 černý pěšec · c7 černý pěšec · d7 černý pěšec · f7 černý pěšec · g7 černý pěšec · h7 černý pěšec · e6 černý pěšec · f6 černý jezdec · b4 černý střelec · c4 bílý pěšec · d4 bílý pěšec · c3 bílý jezdec · a2 bílý pěšec · b2 bílý pěšec · c2 bílý dáma · e2 bílý pěšec · f2 bílý pěšec · g2 bílý pěšec · h2 bílý pěšec · a1 bílý věž · c1 bílý střelec · e1 bílý král · f1 bílý střelec · g1 bílý jezdec · h1 bílý věž | a8 černý věž · b8 černý jezdec · c8 černý střelec · d8 černý dáma · e8 černý král · h8 černý věž · a7 černý pěšec · b7 černý pěšec · c7 černý pěšec · d7 černý pěšec · f7 černý pěšec · g7 černý pěšec · h7 černý pěšec · e6 černý pěšec · f6 černý jezdec · b4 černý střelec · c4 bílý pěšec · d4 bílý pěšec · c3 bílý jezdec · a2 bílý pěšec · b2 bílý pěšec · c2 bílý dáma · e2 bílý pěšec · f2 bílý pěšec · g2 bílý pěšec · h2 bílý pěšec · a1 bílý věž · c1 bílý střelec · e1 bílý král · f1 bílý střelec · g1 bílý jezdec · h1 bílý věž | a8 černý věž · b8 černý jezdec · c8 černý střelec · d8 černý dáma · e8 černý král · h8 černý věž · a7 černý pěšec · b7 černý pěšec · c7 černý pěšec · d7 černý pěšec · f7 černý pěšec · g7 černý pěšec · h7 černý pěšec · e6 černý pěšec · f6 černý jezdec · b4 černý střelec · c4 bílý pěšec · d4 bílý pěšec · c3 bílý jezdec · a2 bílý pěšec · b2 bílý pěšec · c2 bílý dáma · e2 bílý pěšec · f2 bílý pěšec · g2 bílý pěšec · h2 bílý pěšec · a1 bílý věž · c1 bílý střelec · e1 bílý král · f1 bílý střelec · g1 bílý jezdec · h1 bílý věž | a8 černý věž · b8 černý jezdec · c8 černý střelec · d8 černý dáma · e8 černý král · h8 černý věž · a7 černý pěšec · b7 černý pěšec · c7 černý pěšec · d7 černý pěšec · f7 černý pěšec · g7 černý pěšec · h7 černý pěšec · e6 černý pěšec · f6 černý jezdec · b4 černý střelec · c4 bílý pěšec · d4 bílý pěšec · c3 bílý jezdec · a2 bílý pěšec · b2 bílý pěšec · c2 bílý dáma · e2 bílý pěšec · f2 bílý pěšec · g2 bílý pěšec · h2 bílý pěšec · a1 bílý věž · c1 bílý střelec · e1 bílý král · f1 bílý střelec · g1 bílý jezdec · h1 bílý věž | a8 černý věž · b8 černý jezdec · c8 černý střelec · d8 černý dáma · e8 černý král · h8 černý věž · a7 černý pěšec · b7 černý pěšec · c7 černý pěšec · d7 černý pěšec · f7 černý pěšec · g7 černý pěšec · h7 černý pěšec · e6 černý pěšec · f6 černý jezdec · b4 černý střelec · c4 bílý pěšec · d4 bílý pěšec · c3 bílý jezdec · a2 bílý pěšec · b2 bílý pěšec · c2 bílý dáma · e2 bílý pěšec · f2 bílý pěšec · g2 bílý pěšec · h2 bílý pěšec · a1 bílý věž · c1 bílý střelec · e1 bílý král · f1 bílý střelec · g1 bílý jezdec · h1 bílý věž | a8 černý věž · b8 černý jezdec · c8 černý střelec · d8 černý dáma · e8 černý král · h8 černý věž · a7 černý pěšec · b7 černý pěšec · c7 černý pěšec · d7 černý pěšec · f7 černý pěšec · g7 černý pěšec · h7 černý pěšec · e6 černý pěšec · f6 černý jezdec · b4 černý střelec · c4 bílý pěšec · d4 bílý pěšec · c3 bílý jezdec · a2 bílý pěšec · b2 bílý pěšec · c2 bílý dáma · e2 bílý pěšec · f2 bílý pěšec · g2 bílý pěšec · h2 bílý pěšec · a1 bílý věž · c1 bílý střelec · e1 bílý král · f1 bílý střelec · g1 bílý jezdec · h1 bílý věž | 1 |
|   | a | b | c | d | e | f | g | h |   |

1. d4 Jf6 2. c4 e6 3. Jc3 Sb4 4. Dc2
Patří k nejlogičtějším odpovědím bílého. A díky používání Garrim Kasparovem se tato varianta stala ve světové špičce nejčastější odpovědí proti Nimcovičově indické. Bílý v případě braní jezdce na c3 ho dobírá dámou a získá tak dvojici střelců bez vytvoření pěšcových slabin. Mimoto si bílý ponechává možnost pozdějším tahem Sg5 svázat černého jezdce na f6. Menší nevýhoda této varianty je spojena s umístěním bílé dámy, kdy nepůsobí na sloupci d a na sloupci c může její postavení ohrožovat černá věž z c8.

#### varianta s d5
1. d4 Jf6 2. c4 e6 3. Jc3 Sb4 4. Dc2 d5 Černý nečeká a podniká klasický protiúder v centru. Bílý může zvolit 5. a3 Sxc3+ 6. Dxc3 na což může černý reagovat energicky 6... Je4 7. Dc2 c5 8. dxc5 Jc6 9. cxd5 exd5 10. Jf3 Sf5 11. b4 a ačkoli tu má bílý pěšce více, černý má za něj dobrou protihru díky náskoku ve vývinu. Hlavní odpovědí bílého je 5. cxd5 a černý odpovídá moderním 5... Dxd5 (po 5... exd5 6. Sg5 je bílá pozice nadějnější). Na tomto místě má bílý dvě hlavní pokračování. Jsou jimi
- 6. e3 c5 7. Sd2 Sxc3 a nyní může bílý pokračovat komplikovanějším 8. bxc3 b6 s nejasnou hrou nebo 8. Sxc3 cxd4 9. Sxd4 Jc6 10. Sc3 kde má bílý sice dvojici střelců, černý má ale dobrou pozici.
- 6. Jf3 na tento tah černý většinou reaguje Romanišinovým tahem 6...Df5. Odmítnutí výměny dam dává nyní černému protihru a její principiální přijetí 7. Dxf5 exf5 vede do koncovky, kde ačkoli má černý dvojpěšce, tak má šanci na udržení vyrovnané hry díky kontrole pole e4.

#### varianta s c5
1. d4 Jf6 2. c4 e6 3. Jc3 Sb4 4. Dc2 c5
Černý se snaží využít umístění bílé dámy výpadem proti bílému pěšci d4. Tím získává černý svobodnou hru, jeho slabším článkem je zde ale pole d6. 5.dxc5 0-0 Na tomto místě se vyskytuje i 5... Ja6 po 6. a3 Sxc3 7. Dxc3 Jxc5 8. b4 je pozice bílého aktivnější. Na rochádu bílý může zvolit tah 6. Jf3 po 6... Ja6 7. g3 Jxc5 je hra v rovnováze, dobrou protihru má černý i po 6. Sg5 Ja6. Bílý proto nejčastěji pokračuje 6. a3 Sxc5 7. Jf3 Na tomto místě se může černý rozhodnout pro 7... Jc6 8. Sg5 možné jsou i jiné tahy. A nyní může zvolit 8... Jd4 9. Jxd4 Sxd4 10. e3 Da5 11. exd4 Dxg5 12. Dd2 Dxd2 13. Kxd2 koncovka je ale trochu lepší pro bílého. Může však hrát i 8... b6 a hra pak přechází do varianty b6. Často volí černý tah 7... b6 a po 8. Sg5 (možné je i 8. Sf4) 8... Sb7 má bílý na výběr mezi aktivním 9. e4 a klidnějším 9. e3 černý tu není bez šancí.

#### varianta s 0-0
|   | a | b | c | d | e | f | g | h |   |
| 8 | a8 černý věž · b8 černý jezdec · c8 černý střelec · d8 černý dáma · f8 černý věž · g8 černý král · a7 černý pěšec · c7 černý pěšec · d7 černý pěšec · f7 černý pěšec · g7 černý pěšec · h7 černý pěšec · b6 černý pěšec · e6 černý pěšec · f6 černý jezdec · g5 bílý střelec · c4 bílý pěšec · d4 bílý pěšec · a3 bílý pěšec · c3 bílý dáma · b2 bílý pěšec · e2 bílý pěšec · f2 bílý pěšec · g2 bílý pěšec · h2 bílý pěšec · a1 bílý věž · e1 bílý král · f1 bílý střelec · g1 bílý jezdec · h1 bílý věž | a8 černý věž · b8 černý jezdec · c8 černý střelec · d8 černý dáma · f8 černý věž · g8 černý král · a7 černý pěšec · c7 černý pěšec · d7 černý pěšec · f7 černý pěšec · g7 černý pěšec · h7 černý pěšec · b6 černý pěšec · e6 černý pěšec · f6 černý jezdec · g5 bílý střelec · c4 bílý pěšec · d4 bílý pěšec · a3 bílý pěšec · c3 bílý dáma · b2 bílý pěšec · e2 bílý pěšec · f2 bílý pěšec · g2 bílý pěšec · h2 bílý pěšec · a1 bílý věž · e1 bílý král · f1 bílý střelec · g1 bílý jezdec · h1 bílý věž | a8 černý věž · b8 černý jezdec · c8 černý střelec · d8 černý dáma · f8 černý věž · g8 černý král · a7 černý pěšec · c7 černý pěšec · d7 černý pěšec · f7 černý pěšec · g7 černý pěšec · h7 černý pěšec · b6 černý pěšec · e6 černý pěšec · f6 černý jezdec · g5 bílý střelec · c4 bílý pěšec · d4 bílý pěšec · a3 bílý pěšec · c3 bílý dáma · b2 bílý pěšec · e2 bílý pěšec · f2 bílý pěšec · g2 bílý pěšec · h2 bílý pěšec · a1 bílý věž · e1 bílý král · f1 bílý střelec · g1 bílý jezdec · h1 bílý věž | a8 černý věž · b8 černý jezdec · c8 černý střelec · d8 černý dáma · f8 černý věž · g8 černý král · a7 černý pěšec · c7 černý pěšec · d7 černý pěšec · f7 černý pěšec · g7 černý pěšec · h7 černý pěšec · b6 černý pěšec · e6 černý pěšec · f6 černý jezdec · g5 bílý střelec · c4 bílý pěšec · d4 bílý pěšec · a3 bílý pěšec · c3 bílý dáma · b2 bílý pěšec · e2 bílý pěšec · f2 bílý pěšec · g2 bílý pěšec · h2 bílý pěšec · a1 bílý věž · e1 bílý král · f1 bílý střelec · g1 bílý jezdec · h1 bílý věž | a8 černý věž · b8 černý jezdec · c8 černý střelec · d8 černý dáma · f8 černý věž · g8 černý král · a7 černý pěšec · c7 černý pěšec · d7 černý pěšec · f7 černý pěšec · g7 černý pěšec · h7 černý pěšec · b6 černý pěšec · e6 černý pěšec · f6 černý jezdec · g5 bílý střelec · c4 bílý pěšec · d4 bílý pěšec · a3 bílý pěšec · c3 bílý dáma · b2 bílý pěšec · e2 bílý pěšec · f2 bílý pěšec · g2 bílý pěšec · h2 bílý pěšec · a1 bílý věž · e1 bílý král · f1 bílý střelec · g1 bílý jezdec · h1 bílý věž | a8 černý věž · b8 černý jezdec · c8 černý střelec · d8 černý dáma · f8 černý věž · g8 černý král · a7 černý pěšec · c7 černý pěšec · d7 černý pěšec · f7 černý pěšec · g7 černý pěšec · h7 černý pěšec · b6 černý pěšec · e6 černý pěšec · f6 černý jezdec · g5 bílý střelec · c4 bílý pěšec · d4 bílý pěšec · a3 bílý pěšec · c3 bílý dáma · b2 bílý pěšec · e2 bílý pěšec · f2 bílý pěšec · g2 bílý pěšec · h2 bílý pěšec · a1 bílý věž · e1 bílý král · f1 bílý střelec · g1 bílý jezdec · h1 bílý věž | a8 černý věž · b8 černý jezdec · c8 černý střelec · d8 černý dáma · f8 černý věž · g8 černý král · a7 černý pěšec · c7 černý pěšec · d7 černý pěšec · f7 černý pěšec · g7 černý pěšec · h7 černý pěšec · b6 černý pěšec · e6 černý pěšec · f6 černý jezdec · g5 bílý střelec · c4 bílý pěšec · d4 bílý pěšec · a3 bílý pěšec · c3 bílý dáma · b2 bílý pěšec · e2 bílý pěšec · f2 bílý pěšec · g2 bílý pěšec · h2 bílý pěšec · a1 bílý věž · e1 bílý král · f1 bílý střelec · g1 bílý jezdec · h1 bílý věž | a8 černý věž · b8 černý jezdec · c8 černý střelec · d8 černý dáma · f8 černý věž · g8 černý král · a7 černý pěšec · c7 černý pěšec · d7 černý pěšec · f7 černý pěšec · g7 černý pěšec · h7 černý pěšec · b6 černý pěšec · e6 černý pěšec · f6 černý jezdec · g5 bílý střelec · c4 bílý pěšec · d4 bílý pěšec · a3 bílý pěšec · c3 bílý dáma · b2 bílý pěšec · e2 bílý pěšec · f2 bílý pěšec · g2 bílý pěšec · h2 bílý pěšec · a1 bílý věž · e1 bílý král · f1 bílý střelec · g1 bílý jezdec · h1 bílý věž | 8 |
| 7 | a8 černý věž · b8 černý jezdec · c8 černý střelec · d8 černý dáma · f8 černý věž · g8 černý král · a7 černý pěšec · c7 černý pěšec · d7 černý pěšec · f7 černý pěšec · g7 černý pěšec · h7 černý pěšec · b6 černý pěšec · e6 černý pěšec · f6 černý jezdec · g5 bílý střelec · c4 bílý pěšec · d4 bílý pěšec · a3 bílý pěšec · c3 bílý dáma · b2 bílý pěšec · e2 bílý pěšec · f2 bílý pěšec · g2 bílý pěšec · h2 bílý pěšec · a1 bílý věž · e1 bílý král · f1 bílý střelec · g1 bílý jezdec · h1 bílý věž | a8 černý věž · b8 černý jezdec · c8 černý střelec · d8 černý dáma · f8 černý věž · g8 černý král · a7 černý pěšec · c7 černý pěšec · d7 černý pěšec · f7 černý pěšec · g7 černý pěšec · h7 černý pěšec · b6 černý pěšec · e6 černý pěšec · f6 černý jezdec · g5 bílý střelec · c4 bílý pěšec · d4 bílý pěšec · a3 bílý pěšec · c3 bílý dáma · b2 bílý pěšec · e2 bílý pěšec · f2 bílý pěšec · g2 bílý pěšec · h2 bílý pěšec · a1 bílý věž · e1 bílý král · f1 bílý střelec · g1 bílý jezdec · h1 bílý věž | a8 černý věž · b8 černý jezdec · c8 černý střelec · d8 černý dáma · f8 černý věž · g8 černý král · a7 černý pěšec · c7 černý pěšec · d7 černý pěšec · f7 černý pěšec · g7 černý pěšec · h7 černý pěšec · b6 černý pěšec · e6 černý pěšec · f6 černý jezdec · g5 bílý střelec · c4 bílý pěšec · d4 bílý pěšec · a3 bílý pěšec · c3 bílý dáma · b2 bílý pěšec · e2 bílý pěšec · f2 bílý pěšec · g2 bílý pěšec · h2 bílý pěšec · a1 bílý věž · e1 bílý král · f1 bílý střelec · g1 bílý jezdec · h1 bílý věž | a8 černý věž · b8 černý jezdec · c8 černý střelec · d8 černý dáma · f8 černý věž · g8 černý král · a7 černý pěšec · c7 černý pěšec · d7 černý pěšec · f7 černý pěšec · g7 černý pěšec · h7 černý pěšec · b6 černý pěšec · e6 černý pěšec · f6 černý jezdec · g5 bílý střelec · c4 bílý pěšec · d4 bílý pěšec · a3 bílý pěšec · c3 bílý dáma · b2 bílý pěšec · e2 bílý pěšec · f2 bílý pěšec · g2 bílý pěšec · h2 bílý pěšec · a1 bílý věž · e1 bílý král · f1 bílý střelec · g1 bílý jezdec · h1 bílý věž | a8 černý věž · b8 černý jezdec · c8 černý střelec · d8 černý dáma · f8 černý věž · g8 černý král · a7 černý pěšec · c7 černý pěšec · d7 černý pěšec · f7 černý pěšec · g7 černý pěšec · h7 černý pěšec · b6 černý pěšec · e6 černý pěšec · f6 černý jezdec · g5 bílý střelec · c4 bílý pěšec · d4 bílý pěšec · a3 bílý pěšec · c3 bílý dáma · b2 bílý pěšec · e2 bílý pěšec · f2 bílý pěšec · g2 bílý pěšec · h2 bílý pěšec · a1 bílý věž · e1 bílý král · f1 bílý střelec · g1 bílý jezdec · h1 bílý věž | a8 černý věž · b8 černý jezdec · c8 černý střelec · d8 černý dáma · f8 černý věž · g8 černý král · a7 černý pěšec · c7 černý pěšec · d7 černý pěšec · f7 černý pěšec · g7 černý pěšec · h7 černý pěšec · b6 černý pěšec · e6 černý pěšec · f6 černý jezdec · g5 bílý střelec · c4 bílý pěšec · d4 bílý pěšec · a3 bílý pěšec · c3 bílý dáma · b2 bílý pěšec · e2 bílý pěšec · f2 bílý pěšec · g2 bílý pěšec · h2 bílý pěšec · a1 bílý věž · e1 bílý král · f1 bílý střelec · g1 bílý jezdec · h1 bílý věž | a8 černý věž · b8 černý jezdec · c8 černý střelec · d8 černý dáma · f8 černý věž · g8 černý král · a7 černý pěšec · c7 černý pěšec · d7 černý pěšec · f7 černý pěšec · g7 černý pěšec · h7 černý pěšec · b6 černý pěšec · e6 černý pěšec · f6 černý jezdec · g5 bílý střelec · c4 bílý pěšec · d4 bílý pěšec · a3 bílý pěšec · c3 bílý dáma · b2 bílý pěšec · e2 bílý pěšec · f2 bílý pěšec · g2 bílý pěšec · h2 bílý pěšec · a1 bílý věž · e1 bílý král · f1 bílý střelec · g1 bílý jezdec · h1 bílý věž | a8 černý věž · b8 černý jezdec · c8 černý střelec · d8 černý dáma · f8 černý věž · g8 černý král · a7 černý pěšec · c7 černý pěšec · d7 černý pěšec · f7 černý pěšec · g7 černý pěšec · h7 černý pěšec · b6 černý pěšec · e6 černý pěšec · f6 černý jezdec · g5 bílý střelec · c4 bílý pěšec · d4 bílý pěšec · a3 bílý pěšec · c3 bílý dáma · b2 bílý pěšec · e2 bílý pěšec · f2 bílý pěšec · g2 bílý pěšec · h2 bílý pěšec · a1 bílý věž · e1 bílý král · f1 bílý střelec · g1 bílý jezdec · h1 bílý věž | 7 |
| 6 | a8 černý věž · b8 černý jezdec · c8 černý střelec · d8 černý dáma · f8 černý věž · g8 černý král · a7 černý pěšec · c7 černý pěšec · d7 černý pěšec · f7 černý pěšec · g7 černý pěšec · h7 černý pěšec · b6 černý pěšec · e6 černý pěšec · f6 černý jezdec · g5 bílý střelec · c4 bílý pěšec · d4 bílý pěšec · a3 bílý pěšec · c3 bílý dáma · b2 bílý pěšec · e2 bílý pěšec · f2 bílý pěšec · g2 bílý pěšec · h2 bílý pěšec · a1 bílý věž · e1 bílý král · f1 bílý střelec · g1 bílý jezdec · h1 bílý věž | a8 černý věž · b8 černý jezdec · c8 černý střelec · d8 černý dáma · f8 černý věž · g8 černý král · a7 černý pěšec · c7 černý pěšec · d7 černý pěšec · f7 černý pěšec · g7 černý pěšec · h7 černý pěšec · b6 černý pěšec · e6 černý pěšec · f6 černý jezdec · g5 bílý střelec · c4 bílý pěšec · d4 bílý pěšec · a3 bílý pěšec · c3 bílý dáma · b2 bílý pěšec · e2 bílý pěšec · f2 bílý pěšec · g2 bílý pěšec · h2 bílý pěšec · a1 bílý věž · e1 bílý král · f1 bílý střelec · g1 bílý jezdec · h1 bílý věž | a8 černý věž · b8 černý jezdec · c8 černý střelec · d8 černý dáma · f8 černý věž · g8 černý král · a7 černý pěšec · c7 černý pěšec · d7 černý pěšec · f7 černý pěšec · g7 černý pěšec · h7 černý pěšec · b6 černý pěšec · e6 černý pěšec · f6 černý jezdec · g5 bílý střelec · c4 bílý pěšec · d4 bílý pěšec · a3 bílý pěšec · c3 bílý dáma · b2 bílý pěšec · e2 bílý pěšec · f2 bílý pěšec · g2 bílý pěšec · h2 bílý pěšec · a1 bílý věž · e1 bílý král · f1 bílý střelec · g1 bílý jezdec · h1 bílý věž | a8 černý věž · b8 černý jezdec · c8 černý střelec · d8 černý dáma · f8 černý věž · g8 černý král · a7 černý pěšec · c7 černý pěšec · d7 černý pěšec · f7 černý pěšec · g7 černý pěšec · h7 černý pěšec · b6 černý pěšec · e6 černý pěšec · f6 černý jezdec · g5 bílý střelec · c4 bílý pěšec · d4 bílý pěšec · a3 bílý pěšec · c3 bílý dáma · b2 bílý pěšec · e2 bílý pěšec · f2 bílý pěšec · g2 bílý pěšec · h2 bílý pěšec · a1 bílý věž · e1 bílý král · f1 bílý střelec · g1 bílý jezdec · h1 bílý věž | a8 černý věž · b8 černý jezdec · c8 černý střelec · d8 černý dáma · f8 černý věž · g8 černý král · a7 černý pěšec · c7 černý pěšec · d7 černý pěšec · f7 černý pěšec · g7 černý pěšec · h7 černý pěšec · b6 černý pěšec · e6 černý pěšec · f6 černý jezdec · g5 bílý střelec · c4 bílý pěšec · d4 bílý pěšec · a3 bílý pěšec · c3 bílý dáma · b2 bílý pěšec · e2 bílý pěšec · f2 bílý pěšec · g2 bílý pěšec · h2 bílý pěšec · a1 bílý věž · e1 bílý král · f1 bílý střelec · g1 bílý jezdec · h1 bílý věž | a8 černý věž · b8 černý jezdec · c8 černý střelec · d8 černý dáma · f8 černý věž · g8 černý král · a7 černý pěšec · c7 černý pěšec · d7 černý pěšec · f7 černý pěšec · g7 černý pěšec · h7 černý pěšec · b6 černý pěšec · e6 černý pěšec · f6 černý jezdec · g5 bílý střelec · c4 bílý pěšec · d4 bílý pěšec · a3 bílý pěšec · c3 bílý dáma · b2 bílý pěšec · e2 bílý pěšec · f2 bílý pěšec · g2 bílý pěšec · h2 bílý pěšec · a1 bílý věž · e1 bílý král · f1 bílý střelec · g1 bílý jezdec · h1 bílý věž | a8 černý věž · b8 černý jezdec · c8 černý střelec · d8 černý dáma · f8 černý věž · g8 černý král · a7 černý pěšec · c7 černý pěšec · d7 černý pěšec · f7 černý pěšec · g7 černý pěšec · h7 černý pěšec · b6 černý pěšec · e6 černý pěšec · f6 černý jezdec · g5 bílý střelec · c4 bílý pěšec · d4 bílý pěšec · a3 bílý pěšec · c3 bílý dáma · b2 bílý pěšec · e2 bílý pěšec · f2 bílý pěšec · g2 bílý pěšec · h2 bílý pěšec · a1 bílý věž · e1 bílý král · f1 bílý střelec · g1 bílý jezdec · h1 bílý věž | a8 černý věž · b8 černý jezdec · c8 černý střelec · d8 černý dáma · f8 černý věž · g8 černý král · a7 černý pěšec · c7 černý pěšec · d7 černý pěšec · f7 černý pěšec · g7 černý pěšec · h7 černý pěšec · b6 černý pěšec · e6 černý pěšec · f6 černý jezdec · g5 bílý střelec · c4 bílý pěšec · d4 bílý pěšec · a3 bílý pěšec · c3 bílý dáma · b2 bílý pěšec · e2 bílý pěšec · f2 bílý pěšec · g2 bílý pěšec · h2 bílý pěšec · a1 bílý věž · e1 bílý král · f1 bílý střelec · g1 bílý jezdec · h1 bílý věž | 6 |
| 5 | a8 černý věž · b8 černý jezdec · c8 černý střelec · d8 černý dáma · f8 černý věž · g8 černý král · a7 černý pěšec · c7 černý pěšec · d7 černý pěšec · f7 černý pěšec · g7 černý pěšec · h7 černý pěšec · b6 černý pěšec · e6 černý pěšec · f6 černý jezdec · g5 bílý střelec · c4 bílý pěšec · d4 bílý pěšec · a3 bílý pěšec · c3 bílý dáma · b2 bílý pěšec · e2 bílý pěšec · f2 bílý pěšec · g2 bílý pěšec · h2 bílý pěšec · a1 bílý věž · e1 bílý král · f1 bílý střelec · g1 bílý jezdec · h1 bílý věž | a8 černý věž · b8 černý jezdec · c8 černý střelec · d8 černý dáma · f8 černý věž · g8 černý král · a7 černý pěšec · c7 černý pěšec · d7 černý pěšec · f7 černý pěšec · g7 černý pěšec · h7 černý pěšec · b6 černý pěšec · e6 černý pěšec · f6 černý jezdec · g5 bílý střelec · c4 bílý pěšec · d4 bílý pěšec · a3 bílý pěšec · c3 bílý dáma · b2 bílý pěšec · e2 bílý pěšec · f2 bílý pěšec · g2 bílý pěšec · h2 bílý pěšec · a1 bílý věž · e1 bílý král · f1 bílý střelec · g1 bílý jezdec · h1 bílý věž | a8 černý věž · b8 černý jezdec · c8 černý střelec · d8 černý dáma · f8 černý věž · g8 černý král · a7 černý pěšec · c7 černý pěšec · d7 černý pěšec · f7 černý pěšec · g7 černý pěšec · h7 černý pěšec · b6 černý pěšec · e6 černý pěšec · f6 černý jezdec · g5 bílý střelec · c4 bílý pěšec · d4 bílý pěšec · a3 bílý pěšec · c3 bílý dáma · b2 bílý pěšec · e2 bílý pěšec · f2 bílý pěšec · g2 bílý pěšec · h2 bílý pěšec · a1 bílý věž · e1 bílý král · f1 bílý střelec · g1 bílý jezdec · h1 bílý věž | a8 černý věž · b8 černý jezdec · c8 černý střelec · d8 černý dáma · f8 černý věž · g8 černý král · a7 černý pěšec · c7 černý pěšec · d7 černý pěšec · f7 černý pěšec · g7 černý pěšec · h7 černý pěšec · b6 černý pěšec · e6 černý pěšec · f6 černý jezdec · g5 bílý střelec · c4 bílý pěšec · d4 bílý pěšec · a3 bílý pěšec · c3 bílý dáma · b2 bílý pěšec · e2 bílý pěšec · f2 bílý pěšec · g2 bílý pěšec · h2 bílý pěšec · a1 bílý věž · e1 bílý král · f1 bílý střelec · g1 bílý jezdec · h1 bílý věž | a8 černý věž · b8 černý jezdec · c8 černý střelec · d8 černý dáma · f8 černý věž · g8 černý král · a7 černý pěšec · c7 černý pěšec · d7 černý pěšec · f7 černý pěšec · g7 černý pěšec · h7 černý pěšec · b6 černý pěšec · e6 černý pěšec · f6 černý jezdec · g5 bílý střelec · c4 bílý pěšec · d4 bílý pěšec · a3 bílý pěšec · c3 bílý dáma · b2 bílý pěšec · e2 bílý pěšec · f2 bílý pěšec · g2 bílý pěšec · h2 bílý pěšec · a1 bílý věž · e1 bílý král · f1 bílý střelec · g1 bílý jezdec · h1 bílý věž | a8 černý věž · b8 černý jezdec · c8 černý střelec · d8 černý dáma · f8 černý věž · g8 černý král · a7 černý pěšec · c7 černý pěšec · d7 černý pěšec · f7 černý pěšec · g7 černý pěšec · h7 černý pěšec · b6 černý pěšec · e6 černý pěšec · f6 černý jezdec · g5 bílý střelec · c4 bílý pěšec · d4 bílý pěšec · a3 bílý pěšec · c3 bílý dáma · b2 bílý pěšec · e2 bílý pěšec · f2 bílý pěšec · g2 bílý pěšec · h2 bílý pěšec · a1 bílý věž · e1 bílý král · f1 bílý střelec · g1 bílý jezdec · h1 bílý věž | a8 černý věž · b8 černý jezdec · c8 černý střelec · d8 černý dáma · f8 černý věž · g8 černý král · a7 černý pěšec · c7 černý pěšec · d7 černý pěšec · f7 černý pěšec · g7 černý pěšec · h7 černý pěšec · b6 černý pěšec · e6 černý pěšec · f6 černý jezdec · g5 bílý střelec · c4 bílý pěšec · d4 bílý pěšec · a3 bílý pěšec · c3 bílý dáma · b2 bílý pěšec · e2 bílý pěšec · f2 bílý pěšec · g2 bílý pěšec · h2 bílý pěšec · a1 bílý věž · e1 bílý král · f1 bílý střelec · g1 bílý jezdec · h1 bílý věž | a8 černý věž · b8 černý jezdec · c8 černý střelec · d8 černý dáma · f8 černý věž · g8 černý král · a7 černý pěšec · c7 černý pěšec · d7 černý pěšec · f7 černý pěšec · g7 černý pěšec · h7 černý pěšec · b6 černý pěšec · e6 černý pěšec · f6 černý jezdec · g5 bílý střelec · c4 bílý pěšec · d4 bílý pěšec · a3 bílý pěšec · c3 bílý dáma · b2 bílý pěšec · e2 bílý pěšec · f2 bílý pěšec · g2 bílý pěšec · h2 bílý pěšec · a1 bílý věž · e1 bílý král · f1 bílý střelec · g1 bílý jezdec · h1 bílý věž | 5 |
| 4 | a8 černý věž · b8 černý jezdec · c8 černý střelec · d8 černý dáma · f8 černý věž · g8 černý král · a7 černý pěšec · c7 černý pěšec · d7 černý pěšec · f7 černý pěšec · g7 černý pěšec · h7 černý pěšec · b6 černý pěšec · e6 černý pěšec · f6 černý jezdec · g5 bílý střelec · c4 bílý pěšec · d4 bílý pěšec · a3 bílý pěšec · c3 bílý dáma · b2 bílý pěšec · e2 bílý pěšec · f2 bílý pěšec · g2 bílý pěšec · h2 bílý pěšec · a1 bílý věž · e1 bílý král · f1 bílý střelec · g1 bílý jezdec · h1 bílý věž | a8 černý věž · b8 černý jezdec · c8 černý střelec · d8 černý dáma · f8 černý věž · g8 černý král · a7 černý pěšec · c7 černý pěšec · d7 černý pěšec · f7 černý pěšec · g7 černý pěšec · h7 černý pěšec · b6 černý pěšec · e6 černý pěšec · f6 černý jezdec · g5 bílý střelec · c4 bílý pěšec · d4 bílý pěšec · a3 bílý pěšec · c3 bílý dáma · b2 bílý pěšec · e2 bílý pěšec · f2 bílý pěšec · g2 bílý pěšec · h2 bílý pěšec · a1 bílý věž · e1 bílý král · f1 bílý střelec · g1 bílý jezdec · h1 bílý věž | a8 černý věž · b8 černý jezdec · c8 černý střelec · d8 černý dáma · f8 černý věž · g8 černý král · a7 černý pěšec · c7 černý pěšec · d7 černý pěšec · f7 černý pěšec · g7 černý pěšec · h7 černý pěšec · b6 černý pěšec · e6 černý pěšec · f6 černý jezdec · g5 bílý střelec · c4 bílý pěšec · d4 bílý pěšec · a3 bílý pěšec · c3 bílý dáma · b2 bílý pěšec · e2 bílý pěšec · f2 bílý pěšec · g2 bílý pěšec · h2 bílý pěšec · a1 bílý věž · e1 bílý král · f1 bílý střelec · g1 bílý jezdec · h1 bílý věž | a8 černý věž · b8 černý jezdec · c8 černý střelec · d8 černý dáma · f8 černý věž · g8 černý král · a7 černý pěšec · c7 černý pěšec · d7 černý pěšec · f7 černý pěšec · g7 černý pěšec · h7 černý pěšec · b6 černý pěšec · e6 černý pěšec · f6 černý jezdec · g5 bílý střelec · c4 bílý pěšec · d4 bílý pěšec · a3 bílý pěšec · c3 bílý dáma · b2 bílý pěšec · e2 bílý pěšec · f2 bílý pěšec · g2 bílý pěšec · h2 bílý pěšec · a1 bílý věž · e1 bílý král · f1 bílý střelec · g1 bílý jezdec · h1 bílý věž | a8 černý věž · b8 černý jezdec · c8 černý střelec · d8 černý dáma · f8 černý věž · g8 černý král · a7 černý pěšec · c7 černý pěšec · d7 černý pěšec · f7 černý pěšec · g7 černý pěšec · h7 černý pěšec · b6 černý pěšec · e6 černý pěšec · f6 černý jezdec · g5 bílý střelec · c4 bílý pěšec · d4 bílý pěšec · a3 bílý pěšec · c3 bílý dáma · b2 bílý pěšec · e2 bílý pěšec · f2 bílý pěšec · g2 bílý pěšec · h2 bílý pěšec · a1 bílý věž · e1 bílý král · f1 bílý střelec · g1 bílý jezdec · h1 bílý věž | a8 černý věž · b8 černý jezdec · c8 černý střelec · d8 černý dáma · f8 černý věž · g8 černý král · a7 černý pěšec · c7 černý pěšec · d7 černý pěšec · f7 černý pěšec · g7 černý pěšec · h7 černý pěšec · b6 černý pěšec · e6 černý pěšec · f6 černý jezdec · g5 bílý střelec · c4 bílý pěšec · d4 bílý pěšec · a3 bílý pěšec · c3 bílý dáma · b2 bílý pěšec · e2 bílý pěšec · f2 bílý pěšec · g2 bílý pěšec · h2 bílý pěšec · a1 bílý věž · e1 bílý král · f1 bílý střelec · g1 bílý jezdec · h1 bílý věž | a8 černý věž · b8 černý jezdec · c8 černý střelec · d8 černý dáma · f8 černý věž · g8 černý král · a7 černý pěšec · c7 černý pěšec · d7 černý pěšec · f7 černý pěšec · g7 černý pěšec · h7 černý pěšec · b6 černý pěšec · e6 černý pěšec · f6 černý jezdec · g5 bílý střelec · c4 bílý pěšec · d4 bílý pěšec · a3 bílý pěšec · c3 bílý dáma · b2 bílý pěšec · e2 bílý pěšec · f2 bílý pěšec · g2 bílý pěšec · h2 bílý pěšec · a1 bílý věž · e1 bílý král · f1 bílý střelec · g1 bílý jezdec · h1 bílý věž | a8 černý věž · b8 černý jezdec · c8 černý střelec · d8 černý dáma · f8 černý věž · g8 černý král · a7 černý pěšec · c7 černý pěšec · d7 černý pěšec · f7 černý pěšec · g7 černý pěšec · h7 černý pěšec · b6 černý pěšec · e6 černý pěšec · f6 černý jezdec · g5 bílý střelec · c4 bílý pěšec · d4 bílý pěšec · a3 bílý pěšec · c3 bílý dáma · b2 bílý pěšec · e2 bílý pěšec · f2 bílý pěšec · g2 bílý pěšec · h2 bílý pěšec · a1 bílý věž · e1 bílý král · f1 bílý střelec · g1 bílý jezdec · h1 bílý věž | 4 |
| 3 | a8 černý věž · b8 černý jezdec · c8 černý střelec · d8 černý dáma · f8 černý věž · g8 černý král · a7 černý pěšec · c7 černý pěšec · d7 černý pěšec · f7 černý pěšec · g7 černý pěšec · h7 černý pěšec · b6 černý pěšec · e6 černý pěšec · f6 černý jezdec · g5 bílý střelec · c4 bílý pěšec · d4 bílý pěšec · a3 bílý pěšec · c3 bílý dáma · b2 bílý pěšec · e2 bílý pěšec · f2 bílý pěšec · g2 bílý pěšec · h2 bílý pěšec · a1 bílý věž · e1 bílý král · f1 bílý střelec · g1 bílý jezdec · h1 bílý věž | a8 černý věž · b8 černý jezdec · c8 černý střelec · d8 černý dáma · f8 černý věž · g8 černý král · a7 černý pěšec · c7 černý pěšec · d7 černý pěšec · f7 černý pěšec · g7 černý pěšec · h7 černý pěšec · b6 černý pěšec · e6 černý pěšec · f6 černý jezdec · g5 bílý střelec · c4 bílý pěšec · d4 bílý pěšec · a3 bílý pěšec · c3 bílý dáma · b2 bílý pěšec · e2 bílý pěšec · f2 bílý pěšec · g2 bílý pěšec · h2 bílý pěšec · a1 bílý věž · e1 bílý král · f1 bílý střelec · g1 bílý jezdec · h1 bílý věž | a8 černý věž · b8 černý jezdec · c8 černý střelec · d8 černý dáma · f8 černý věž · g8 černý král · a7 černý pěšec · c7 černý pěšec · d7 černý pěšec · f7 černý pěšec · g7 černý pěšec · h7 černý pěšec · b6 černý pěšec · e6 černý pěšec · f6 černý jezdec · g5 bílý střelec · c4 bílý pěšec · d4 bílý pěšec · a3 bílý pěšec · c3 bílý dáma · b2 bílý pěšec · e2 bílý pěšec · f2 bílý pěšec · g2 bílý pěšec · h2 bílý pěšec · a1 bílý věž · e1 bílý král · f1 bílý střelec · g1 bílý jezdec · h1 bílý věž | a8 černý věž · b8 černý jezdec · c8 černý střelec · d8 černý dáma · f8 černý věž · g8 černý král · a7 černý pěšec · c7 černý pěšec · d7 černý pěšec · f7 černý pěšec · g7 černý pěšec · h7 černý pěšec · b6 černý pěšec · e6 černý pěšec · f6 černý jezdec · g5 bílý střelec · c4 bílý pěšec · d4 bílý pěšec · a3 bílý pěšec · c3 bílý dáma · b2 bílý pěšec · e2 bílý pěšec · f2 bílý pěšec · g2 bílý pěšec · h2 bílý pěšec · a1 bílý věž · e1 bílý král · f1 bílý střelec · g1 bílý jezdec · h1 bílý věž | a8 černý věž · b8 černý jezdec · c8 černý střelec · d8 černý dáma · f8 černý věž · g8 černý král · a7 černý pěšec · c7 černý pěšec · d7 černý pěšec · f7 černý pěšec · g7 černý pěšec · h7 černý pěšec · b6 černý pěšec · e6 černý pěšec · f6 černý jezdec · g5 bílý střelec · c4 bílý pěšec · d4 bílý pěšec · a3 bílý pěšec · c3 bílý dáma · b2 bílý pěšec · e2 bílý pěšec · f2 bílý pěšec · g2 bílý pěšec · h2 bílý pěšec · a1 bílý věž · e1 bílý král · f1 bílý střelec · g1 bílý jezdec · h1 bílý věž | a8 černý věž · b8 černý jezdec · c8 černý střelec · d8 černý dáma · f8 černý věž · g8 černý král · a7 černý pěšec · c7 černý pěšec · d7 černý pěšec · f7 černý pěšec · g7 černý pěšec · h7 černý pěšec · b6 černý pěšec · e6 černý pěšec · f6 černý jezdec · g5 bílý střelec · c4 bílý pěšec · d4 bílý pěšec · a3 bílý pěšec · c3 bílý dáma · b2 bílý pěšec · e2 bílý pěšec · f2 bílý pěšec · g2 bílý pěšec · h2 bílý pěšec · a1 bílý věž · e1 bílý král · f1 bílý střelec · g1 bílý jezdec · h1 bílý věž | a8 černý věž · b8 černý jezdec · c8 černý střelec · d8 černý dáma · f8 černý věž · g8 černý král · a7 černý pěšec · c7 černý pěšec · d7 černý pěšec · f7 černý pěšec · g7 černý pěšec · h7 černý pěšec · b6 černý pěšec · e6 černý pěšec · f6 černý jezdec · g5 bílý střelec · c4 bílý pěšec · d4 bílý pěšec · a3 bílý pěšec · c3 bílý dáma · b2 bílý pěšec · e2 bílý pěšec · f2 bílý pěšec · g2 bílý pěšec · h2 bílý pěšec · a1 bílý věž · e1 bílý král · f1 bílý střelec · g1 bílý jezdec · h1 bílý věž | a8 černý věž · b8 černý jezdec · c8 černý střelec · d8 černý dáma · f8 černý věž · g8 černý král · a7 černý pěšec · c7 černý pěšec · d7 černý pěšec · f7 černý pěšec · g7 černý pěšec · h7 černý pěšec · b6 černý pěšec · e6 černý pěšec · f6 černý jezdec · g5 bílý střelec · c4 bílý pěšec · d4 bílý pěšec · a3 bílý pěšec · c3 bílý dáma · b2 bílý pěšec · e2 bílý pěšec · f2 bílý pěšec · g2 bílý pěšec · h2 bílý pěšec · a1 bílý věž · e1 bílý král · f1 bílý střelec · g1 bílý jezdec · h1 bílý věž | 3 |
| 2 | a8 černý věž · b8 černý jezdec · c8 černý střelec · d8 černý dáma · f8 černý věž · g8 černý král · a7 černý pěšec · c7 černý pěšec · d7 černý pěšec · f7 černý pěšec · g7 černý pěšec · h7 černý pěšec · b6 černý pěšec · e6 černý pěšec · f6 černý jezdec · g5 bílý střelec · c4 bílý pěšec · d4 bílý pěšec · a3 bílý pěšec · c3 bílý dáma · b2 bílý pěšec · e2 bílý pěšec · f2 bílý pěšec · g2 bílý pěšec · h2 bílý pěšec · a1 bílý věž · e1 bílý král · f1 bílý střelec · g1 bílý jezdec · h1 bílý věž | a8 černý věž · b8 černý jezdec · c8 černý střelec · d8 černý dáma · f8 černý věž · g8 černý král · a7 černý pěšec · c7 černý pěšec · d7 černý pěšec · f7 černý pěšec · g7 černý pěšec · h7 černý pěšec · b6 černý pěšec · e6 černý pěšec · f6 černý jezdec · g5 bílý střelec · c4 bílý pěšec · d4 bílý pěšec · a3 bílý pěšec · c3 bílý dáma · b2 bílý pěšec · e2 bílý pěšec · f2 bílý pěšec · g2 bílý pěšec · h2 bílý pěšec · a1 bílý věž · e1 bílý král · f1 bílý střelec · g1 bílý jezdec · h1 bílý věž | a8 černý věž · b8 černý jezdec · c8 černý střelec · d8 černý dáma · f8 černý věž · g8 černý král · a7 černý pěšec · c7 černý pěšec · d7 černý pěšec · f7 černý pěšec · g7 černý pěšec · h7 černý pěšec · b6 černý pěšec · e6 černý pěšec · f6 černý jezdec · g5 bílý střelec · c4 bílý pěšec · d4 bílý pěšec · a3 bílý pěšec · c3 bílý dáma · b2 bílý pěšec · e2 bílý pěšec · f2 bílý pěšec · g2 bílý pěšec · h2 bílý pěšec · a1 bílý věž · e1 bílý král · f1 bílý střelec · g1 bílý jezdec · h1 bílý věž | a8 černý věž · b8 černý jezdec · c8 černý střelec · d8 černý dáma · f8 černý věž · g8 černý král · a7 černý pěšec · c7 černý pěšec · d7 černý pěšec · f7 černý pěšec · g7 černý pěšec · h7 černý pěšec · b6 černý pěšec · e6 černý pěšec · f6 černý jezdec · g5 bílý střelec · c4 bílý pěšec · d4 bílý pěšec · a3 bílý pěšec · c3 bílý dáma · b2 bílý pěšec · e2 bílý pěšec · f2 bílý pěšec · g2 bílý pěšec · h2 bílý pěšec · a1 bílý věž · e1 bílý král · f1 bílý střelec · g1 bílý jezdec · h1 bílý věž | a8 černý věž · b8 černý jezdec · c8 černý střelec · d8 černý dáma · f8 černý věž · g8 černý král · a7 černý pěšec · c7 černý pěšec · d7 černý pěšec · f7 černý pěšec · g7 černý pěšec · h7 černý pěšec · b6 černý pěšec · e6 černý pěšec · f6 černý jezdec · g5 bílý střelec · c4 bílý pěšec · d4 bílý pěšec · a3 bílý pěšec · c3 bílý dáma · b2 bílý pěšec · e2 bílý pěšec · f2 bílý pěšec · g2 bílý pěšec · h2 bílý pěšec · a1 bílý věž · e1 bílý král · f1 bílý střelec · g1 bílý jezdec · h1 bílý věž | a8 černý věž · b8 černý jezdec · c8 černý střelec · d8 černý dáma · f8 černý věž · g8 černý král · a7 černý pěšec · c7 černý pěšec · d7 černý pěšec · f7 černý pěšec · g7 černý pěšec · h7 černý pěšec · b6 černý pěšec · e6 černý pěšec · f6 černý jezdec · g5 bílý střelec · c4 bílý pěšec · d4 bílý pěšec · a3 bílý pěšec · c3 bílý dáma · b2 bílý pěšec · e2 bílý pěšec · f2 bílý pěšec · g2 bílý pěšec · h2 bílý pěšec · a1 bílý věž · e1 bílý král · f1 bílý střelec · g1 bílý jezdec · h1 bílý věž | a8 černý věž · b8 černý jezdec · c8 černý střelec · d8 černý dáma · f8 černý věž · g8 černý král · a7 černý pěšec · c7 černý pěšec · d7 černý pěšec · f7 černý pěšec · g7 černý pěšec · h7 černý pěšec · b6 černý pěšec · e6 černý pěšec · f6 černý jezdec · g5 bílý střelec · c4 bílý pěšec · d4 bílý pěšec · a3 bílý pěšec · c3 bílý dáma · b2 bílý pěšec · e2 bílý pěšec · f2 bílý pěšec · g2 bílý pěšec · h2 bílý pěšec · a1 bílý věž · e1 bílý král · f1 bílý střelec · g1 bílý jezdec · h1 bílý věž | a8 černý věž · b8 černý jezdec · c8 černý střelec · d8 černý dáma · f8 černý věž · g8 černý král · a7 černý pěšec · c7 černý pěšec · d7 černý pěšec · f7 černý pěšec · g7 černý pěšec · h7 černý pěšec · b6 černý pěšec · e6 černý pěšec · f6 černý jezdec · g5 bílý střelec · c4 bílý pěšec · d4 bílý pěšec · a3 bílý pěšec · c3 bílý dáma · b2 bílý pěšec · e2 bílý pěšec · f2 bílý pěšec · g2 bílý pěšec · h2 bílý pěšec · a1 bílý věž · e1 bílý král · f1 bílý střelec · g1 bílý jezdec · h1 bílý věž | 2 |
| 1 | a8 černý věž · b8 černý jezdec · c8 černý střelec · d8 černý dáma · f8 černý věž · g8 černý král · a7 černý pěšec · c7 černý pěšec · d7 černý pěšec · f7 černý pěšec · g7 černý pěšec · h7 černý pěšec · b6 černý pěšec · e6 černý pěšec · f6 černý jezdec · g5 bílý střelec · c4 bílý pěšec · d4 bílý pěšec · a3 bílý pěšec · c3 bílý dáma · b2 bílý pěšec · e2 bílý pěšec · f2 bílý pěšec · g2 bílý pěšec · h2 bílý pěšec · a1 bílý věž · e1 bílý král · f1 bílý střelec · g1 bílý jezdec · h1 bílý věž | a8 černý věž · b8 černý jezdec · c8 černý střelec · d8 černý dáma · f8 černý věž · g8 černý král · a7 černý pěšec · c7 černý pěšec · d7 černý pěšec · f7 černý pěšec · g7 černý pěšec · h7 černý pěšec · b6 černý pěšec · e6 černý pěšec · f6 černý jezdec · g5 bílý střelec · c4 bílý pěšec · d4 bílý pěšec · a3 bílý pěšec · c3 bílý dáma · b2 bílý pěšec · e2 bílý pěšec · f2 bílý pěšec · g2 bílý pěšec · h2 bílý pěšec · a1 bílý věž · e1 bílý král · f1 bílý střelec · g1 bílý jezdec · h1 bílý věž | a8 černý věž · b8 černý jezdec · c8 černý střelec · d8 černý dáma · f8 černý věž · g8 černý král · a7 černý pěšec · c7 černý pěšec · d7 černý pěšec · f7 černý pěšec · g7 černý pěšec · h7 černý pěšec · b6 černý pěšec · e6 černý pěšec · f6 černý jezdec · g5 bílý střelec · c4 bílý pěšec · d4 bílý pěšec · a3 bílý pěšec · c3 bílý dáma · b2 bílý pěšec · e2 bílý pěšec · f2 bílý pěšec · g2 bílý pěšec · h2 bílý pěšec · a1 bílý věž · e1 bílý král · f1 bílý střelec · g1 bílý jezdec · h1 bílý věž | a8 černý věž · b8 černý jezdec · c8 černý střelec · d8 černý dáma · f8 černý věž · g8 černý král · a7 černý pěšec · c7 černý pěšec · d7 černý pěšec · f7 černý pěšec · g7 černý pěšec · h7 černý pěšec · b6 černý pěšec · e6 černý pěšec · f6 černý jezdec · g5 bílý střelec · c4 bílý pěšec · d4 bílý pěšec · a3 bílý pěšec · c3 bílý dáma · b2 bílý pěšec · e2 bílý pěšec · f2 bílý pěšec · g2 bílý pěšec · h2 bílý pěšec · a1 bílý věž · e1 bílý král · f1 bílý střelec · g1 bílý jezdec · h1 bílý věž | a8 černý věž · b8 černý jezdec · c8 černý střelec · d8 černý dáma · f8 černý věž · g8 černý král · a7 černý pěšec · c7 černý pěšec · d7 černý pěšec · f7 černý pěšec · g7 černý pěšec · h7 černý pěšec · b6 černý pěšec · e6 černý pěšec · f6 černý jezdec · g5 bílý střelec · c4 bílý pěšec · d4 bílý pěšec · a3 bílý pěšec · c3 bílý dáma · b2 bílý pěšec · e2 bílý pěšec · f2 bílý pěšec · g2 bílý pěšec · h2 bílý pěšec · a1 bílý věž · e1 bílý král · f1 bílý střelec · g1 bílý jezdec · h1 bílý věž | a8 černý věž · b8 černý jezdec · c8 černý střelec · d8 černý dáma · f8 černý věž · g8 černý král · a7 černý pěšec · c7 černý pěšec · d7 černý pěšec · f7 černý pěšec · g7 černý pěšec · h7 černý pěšec · b6 černý pěšec · e6 černý pěšec · f6 černý jezdec · g5 bílý střelec · c4 bílý pěšec · d4 bílý pěšec · a3 bílý pěšec · c3 bílý dáma · b2 bílý pěšec · e2 bílý pěšec · f2 bílý pěšec · g2 bílý pěšec · h2 bílý pěšec · a1 bílý věž · e1 bílý král · f1 bílý střelec · g1 bílý jezdec · h1 bílý věž | a8 černý věž · b8 černý jezdec · c8 černý střelec · d8 černý dáma · f8 černý věž · g8 černý král · a7 černý pěšec · c7 černý pěšec · d7 černý pěšec · f7 černý pěšec · g7 černý pěšec · h7 černý pěšec · b6 černý pěšec · e6 černý pěšec · f6 černý jezdec · g5 bílý střelec · c4 bílý pěšec · d4 bílý pěšec · a3 bílý pěšec · c3 bílý dáma · b2 bílý pěšec · e2 bílý pěšec · f2 bílý pěšec · g2 bílý pěšec · h2 bílý pěšec · a1 bílý věž · e1 bílý král · f1 bílý střelec · g1 bílý jezdec · h1 bílý věž | a8 černý věž · b8 černý jezdec · c8 černý střelec · d8 černý dáma · f8 černý věž · g8 černý král · a7 černý pěšec · c7 černý pěšec · d7 černý pěšec · f7 černý pěšec · g7 černý pěšec · h7 černý pěšec · b6 černý pěšec · e6 černý pěšec · f6 černý jezdec · g5 bílý střelec · c4 bílý pěšec · d4 bílý pěšec · a3 bílý pěšec · c3 bílý dáma · b2 bílý pěšec · e2 bílý pěšec · f2 bílý pěšec · g2 bílý pěšec · h2 bílý pěšec · a1 bílý věž · e1 bílý král · f1 bílý střelec · g1 bílý jezdec · h1 bílý věž | 1 |
|   | a | b | c | d | e | f | g | h |   |

1. d4 Jf6 2. c4 e6 3. Jc3 Sb4 4. Dc2 0-0
Touto nejčastější odpovědí se černý v klidu vyvíjí. 5. a3 Na tomto místě hraje-li bílý jiný tah, černý získá protihru odpovědí c5 a po dxc5 Ja6. Na aktivní 5. e4 získává protihru tahem 5... d5 nebo i 5... d6. 5... Sxc3 6. Dxc3 b6 Zde se občas hrávají i jiné tahy 6... b5 překvapivý výpad 7. cxb5 c6 bílý nyní může místo riskantního přijetí oběti pěšce zahrát poklidné 8. Sg5 cxb5 9. e3 Sb7 10. f3 s dobrou pozicí; 6... Je4 7. Dc2 f5 8. Jh3! (po 8. Jf3 má černý dobrou protihru). Dále bílý zažene černého jezdce tahem f3 a po dalším e3 je jeho pozice díky dvojici střelců perspektivnější.
7. Sg5 Vzácně se vyskytuje i mírné 7. Jf3 Sb7 8. e3. 7...Sb7 Na tomto místě se občas vyskytují i tahy 7...c5 a 7...Sa6. Nyní má bílý 2 pokračování 8.f3 d5 9. e3 (alternativa je 9. cxd5 exd5) 9...Jbd7 10. cxd5 Jxd5! 11. Sxd8 Jxc3 12. Sh4 Jd5 13. Sf2 c5 a černý má za dvojici střelců v koncovce dobrou protihru. Druhou možností je 8. e3 po 8... d6 9. f3 Jbd7 10. Sd3 (možné je i 10. Jh3) 10... c5 11. Je2 Vc8 S řadou dalších pokračování. I když si tu bílý drží výhodu dvojice střelců, má černý dobrou hru.

## Přehled dleECO
- E20 1.d4 Jf6 2.c4 e6 3. Jc3 Sb4
- E21 1.d4 Jf6 2.c4 e6 3. Jc3 Sb4 4. Jf3
- E22 1.d4 Jf6 2.c4 e6 3. Jc3 Sb4 4. Db3
- E23 1.d4 Jf6 2.c4 e6 3. Jc3 Sb4 4. Db3 c5 5. dxc5 Jc6

- E24 1.d4 Jf6 2.c4 e6 3. Jc3 Sb4 4. a3
- E25 1.d4 Jf6 2.c4 e6 3. Jc3 Sb4 4. a3 Sxc3+ 5. bxc3 c5 6. f3 d5 7. cxd5
- E26 1.d4 Jf6 2.c4 e6 3. Jc3 Sb4 4. a3 Sxc3+ 5. bxc3 c5 6. e3
- E27 1.d4 Jf6 2.c4 e6 3. Jc3 Sb4 4. a3 Sxc3+ 5. bxc3 0-0
- E28 1.d4 Jf6 2.c4 e6 3. Jc3 Sb4 4. a3 Sxc3+ 5. bxc3 0-0 6. e3
- E29 1.d4 Jf6 2.c4 e6 3. Jc3 Sb4 4. a3 Sxc3+ 5. bxc3 0-0 6. e3 c5 7. Sd3 Jc6

- E30 1.d4 Jf6 2.c4 e6 3. Jc3 Sb4 4. Sg5
- E31 1.d4 Jf6 2.c4 e6 3. Jc3 Sb4 4. Sg5 h6 5. Sh4 c5 6. d5 d6

- E32 1.d4 Jf6 2.c4 e6 3. Jc3 Sb4 4. Dc2
- E33 1.d4 Jf6 2.c4 e6 3. Jc3 Sb4 4. Dc2 Jc6
- E34 1.d4 Jf6 2.c4 e6 3. Jc3 Sb4 4. Dc2 d5
- E35 1.d4 Jf6 2.c4 e6 3. Jc3 Sb4 4. Dc2 d5 5. cxd5 exd5
- E36 1.d4 Jf6 2.c4 e6 3. Jc3 Sb4 4. Dc2 d5 5. a3
- E37 1.d4 Jf6 2.c4 e6 3. Jc3 Sb4 4. Dc2 d5 5. a3 Sxc3+ 6. bxc3 Je4
- E38 1.d4 Jf6 2.c4 e6 3. Jc3 Sb4 4. Dc2 c5
- E39 1.d4 Jf6 2.c4 e6 3. Jc3 Sb4 4. Dc2 c5 5. dxc5 0-0

- E40 1.d4 Jf6 2.c4 e6 3. Jc3 Sb4 4. e3
- E41 1.d4 Jf6 2.c4 e6 3. Jc3 Sb4 4. e3 c5
- E42 1.d4 Jf6 2.c4 e6 3. Jc3 Sb4 4. e3 c5 5. Je2
- E43 1.d4 Jf6 2.c4 e6 3. Jc3 Sb4 4. e3 b6
- E44 1.d4 Jf6 2.c4 e6 3. Jc3 Sb4 4. e3 b6 5. Je2
- E45 1.d4 Jf6 2.c4 e6 3. Jc3 Sb4 4. e3 b6 5. Je2 Sa6
- E46 1.d4 Jf6 2.c4 e6 3. Jc3 Sb4 4. e3 0-0
- E47 1.d4 Jf6 2.c4 e6 3. Jc3 Sb4 4. e3 0-0 5. Sd3
- E48 1.d4 Jf6 2.c4 e6 3. Jc3 Sb4 4. e3 0-0 5. Sd3 d5
- E49 1.d4 Jf6 2.c4 e6 3. Jc3 Sb4 4. e3 0-0 5. Sd3 d5 6. a3 Sxc3+ 7. bxc3
- E50 1.d4 Jf6 2.c4 e6 3. Jc3 Sb4 4. e3 0-0 5. Jf3
- E51 1.d4 Jf6 2.c4 e6 3. Jc3 Sb4 4. e3 0-0 5. Jf3 d5
- E52 1.d4 Jf6 2.c4 e6 3. Jc3 Sb4 4. e3 0-0 5. Jf3 d5 6. Sd3 b6
- E53 1.d4 Jf6 2.c4 e6 3. Jc3 Sb4 4. e3 0-0 5. Jf3 d5 6. Sd3 c5
- E54 1.d4 Jf6 2.c4 e6 3. Jc3 Sb4 4. e3 0-0 5. Jf3 d5 6. Sd3 c5 7.0-0 dxc4 8. Sxc4
- E55 1.d4 Jf6 2.c4 e6 3. Jc3 Sb4 4. e3 0-0 5. Jf3 d5 6. Sd3 c5 7.0-0 dxc4 8. Sxc4 Jbd7
- E56 1.d4 Jf6 2.c4 e6 3. Jc3 Sb4 4. e3 0-0 5. Jf3 d5 6. Sd3 c5 7.0-0 Jc6
- E57 1.d4 Jf6 2.c4 e6 3. Jc3 Sb4 4. e3 0-0 5. Jf3 d5 6. Sd3 c5 7.0-0 Jc6 8. a3 dxc4 9. Sxc4 cxd4
- E58 1.d4 Jf6 2.c4 e6 3. Jc3 Sb4 4. e3 0-0 5. Jf3 d5 6. Sd3 c5 7.0-0 Jc6 8. a3 Sxc3
- E59 1.d4 Jf6 2.c4 e6 3. Jc3 Sb4 4. e3 0-0 5. Jf3 d5 6. Sd3 c5 7.0-0 Jc6 8. a3 Sxc3 9. bxc3 dxc4 10. Sxc4